# Église Saint-Martin d'Ermenonville
L'église Saint-Martin est une église catholique paroissiale située à Ermenonville, dans le département de l'Oise, en France. Ermenonville est érigée en paroisse par le chapitre Notre-Dame de Senlis en 1213. La construction de l'église avait commencé dès 1170 / 1180 par le clocher, mais s'était interrompue par la suite, et le voûtement du chœur n'est certainement pas achevé avant le second quart du XIIIe siècle. Tout le chœur appartient à la première période gothique. Au XIVe siècle, l'on commence à bâtir une nouvelle nef, mais il est probable que la guerre de Cent Ans ne permet pas de procéder à son voûtement. En 1528, les paroissiens décident un important programme de réparation de l'église, principalement du chœur et des toitures. Six ans plus tard, ils veulent doter l'église d'une nouvelle nef. Ce chantier dure de 1534 à 1540, ce qui n'est pas bien long, puisque les grandes arcades du XIVe siècle sont maintenues. Les voûtes de la nef et les bas-côtés, presque entièrement reconstruites, affichent le style gothique flamboyant. Quelques fenêtres sont encore refaites un peu plus tard. En 1614 / 1615, le seigneur Méry de Vic dote le sanctuaire d'un retable représentatif, avec un tableau de la Charité de Saint-Martin, patron de l'église. Le 25 mai 1625, Dominique de Vic est consacré archevêque de Corinthe en l'église Saint-Martin. Entre 1883 et 1886, l'église est soumise à un important programme de restauration, qui enlève en partie l'authenticité du monument, mais respecte globalement les dispositions d'origine. Ces travaux sont en grande partie financés par le prince Constant Radziwiłł et son épouse la princesse Louise, née Blanc, qui offrent également à l'église un riche mobilier néo-gothique de grande qualité. L'église est définitivement classée aux monuments historiques par arrêté du 14 octobre 1911. Elle dépend aujourd'hui de la paroisse Notre-Dame de la Visitation du Haudouin, et des messes dominicales anticipées y sont célébrées certains samedis.

## Localisation
L'église Saint-Martin est située en France, en région Hauts-de-France et dans le département de l'Oise, dans le Parc naturel régional Oise-Pays de France, sur la commune d'Ermenonville, au nord-est du centre du village, à son point le plus élevé, place de l'Église.
Cette place est reliée à la rue principale du village, la rue du prince Radziwiłł, par la rue Radziwiłł (vers le nord-ouest) et une rue appelée également place de l'Église (vers l'est). Elle communique par une troisième rue avec la place du Carreau (vers le sud), qui se situe à l'intersection de la rue Léon-Martin, qui coupe une boucle de la rue du prince Radziwiłł.
La façade occidentale donne sur la place. Le presbytère actuel se situe au nord de la place. Le versant sud de la nef est bordé par une étroite pelouse appartenant à la commune. Sinon, les élévations latérales sont enclavées dans des propriétés privées. C'est même le cas du chevet, mais il se situe à peu de distance de la rue du prince Radziwiłł. Ainsi, l'église n'est pas tout à fait dégagée d'autres constructions, et elle est assez mal visible, à l'exception de la façade.

## Histoire

### L'histoire de la paroisse

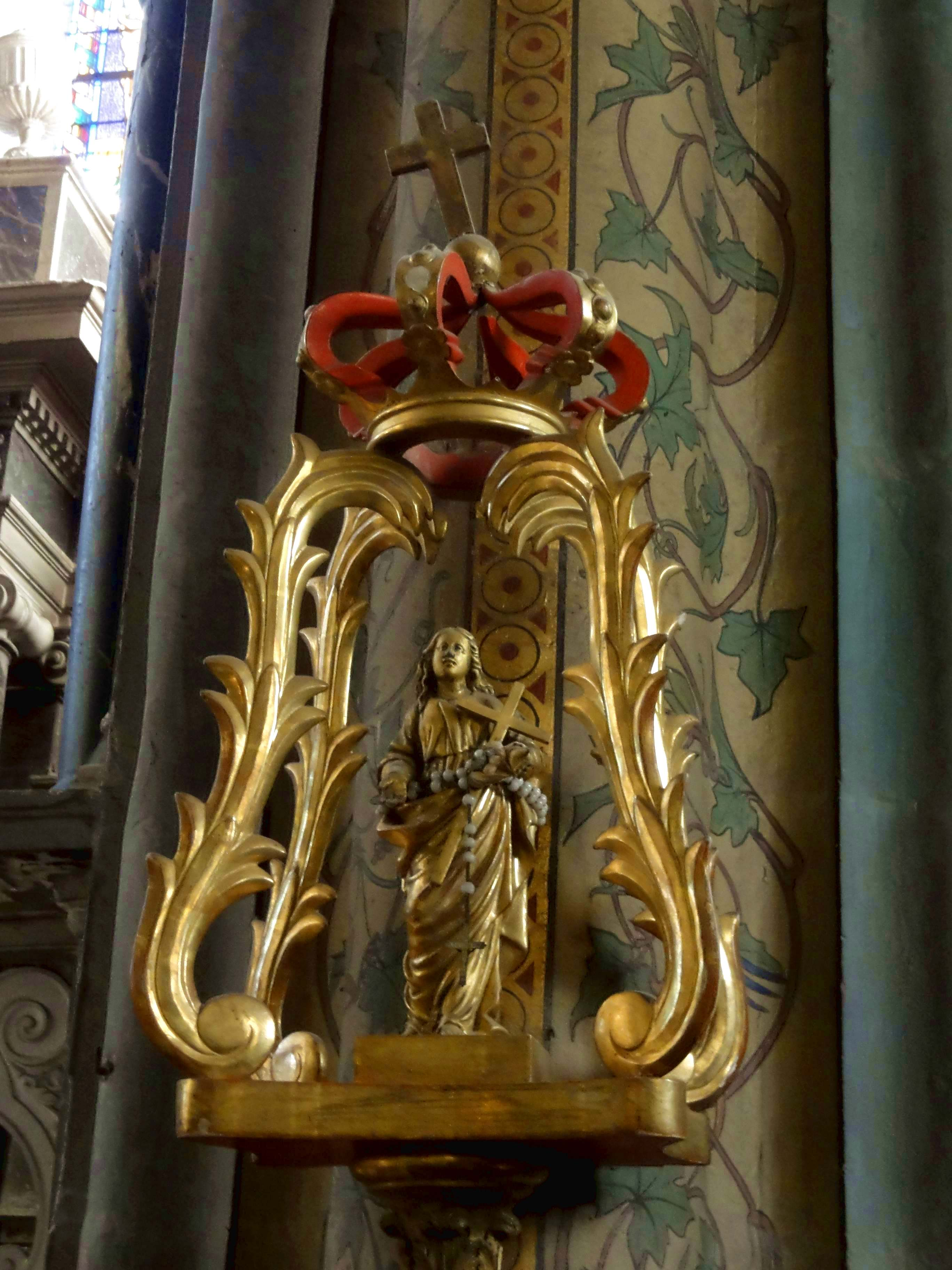
Bâton de confrérie.

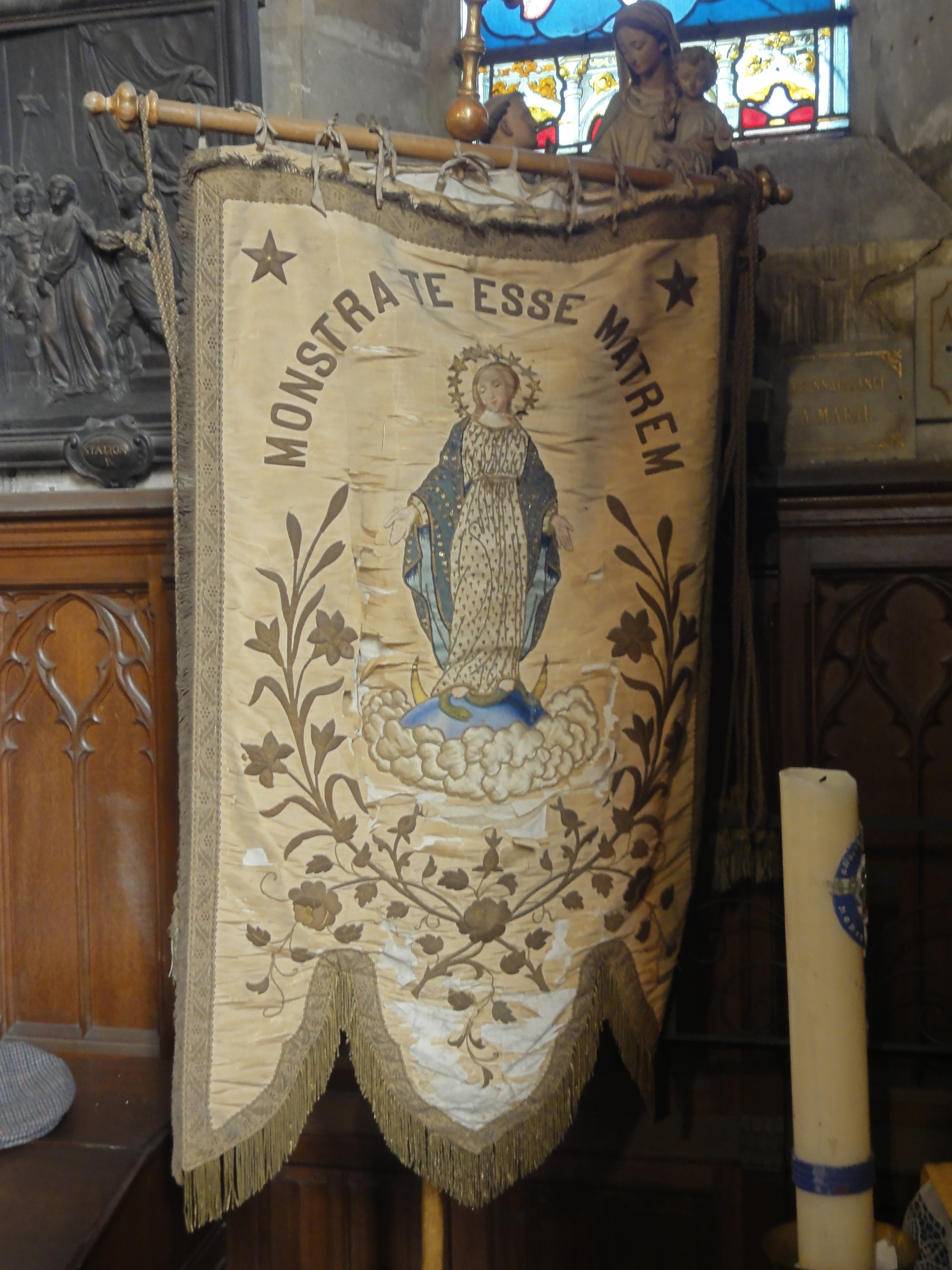
Bannière de procession - Immaculée Conception.

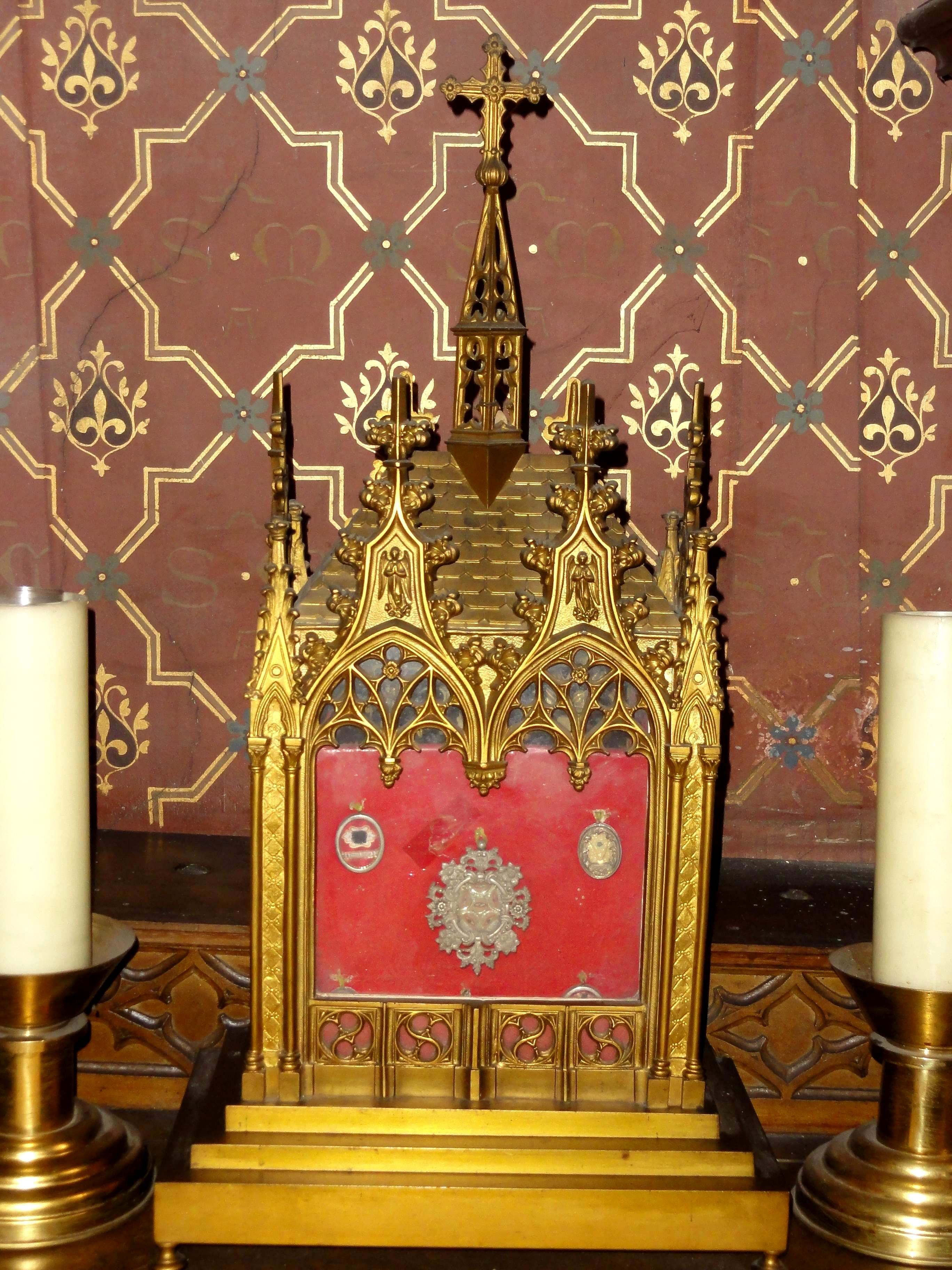
L'une de deux châsses-reliquaires, avec des médaillons renfermant des reliques de différents saints.

Ermenonville est mentionné dans les textes à partir du VIIe siècle. Le premier seigneur connu est Rothold de Senlis, en 990. Il est en même temps seigneur de Chantilly, et c'est peut-être lui qui fait construire le premier château. Presque deux siècles plus tard, le seigneur Guy III Le Bouteiller lie Ermenonville au chapitre de la cathédrale Notre-Dame de Senlis, en lui donnant des terres afin qu'une messe solennelle soit célébrée chaque année pour le repos de son âme et de celui de son épouse, le jour de l'anniversaire de leur décès. Guy III meurt en 1187. Son fils Guy IV, qui se dit Hugues, lui succède. Il fait d'autres dons importants au chapitre cathédral dès 1188. À deux reprises, Hugues fait le voyage de Terre sainte aux côtés du roi Philippe II Auguste. Selon le chanoine Louis Pihan qui suit Louis Graves, ce n'est toutefois pas Hugues qui permet la fondation de la paroisse d'Ermenonville, mais Philippe I de Nanteuil, qui effectue également un don important au chapitre cathédral. En 1213, le chapitre érige Ermenonville en paroisse. Le chœur liturgique de l'église actuelle devrait être achevé à cette date (voir le chapitre ci-dessous). Le chapitre est donc le collateur de la cure de plein droit. Jusqu'en 1596, la paroisse est desservie par un chanoine du chapitre cathédral de Senlis, ou par l'un de ses vicaires. Ermenonville relève du doyenné et du diocèse de Senlis sous tout l'Ancien Régime. La paroisse est au titre de saint Martin de Tours. Une première chapellenie est fondée par Guy V Le Bouteiller en 1222. Elle est au titre de saint Nicolas, et le chapelain est nommé par l'évêque de Senlis sur proposition du seigneur d'Ermenonville. Geneviève Mazel situe la chapelle au château, mais l'acte de fondation qu'elle cite ne précise pas sa situation, ce qui sous-entend qu'elle se trouve en l'église paroissiale.
L'histoire de la paroisse d'Ermenonville est relativement bien documentée grâce à un manuscrit de l'abbé Jean-Louis Radel, qui prend possession de la cure le 5 janvier 1754, et exerce son ministère pendant vingt-deux ans. L'abbé Radel résume tous les événements dignes d'intérêt, qu'il trouve dans les archives paroissiales et ailleurs, année par année. Les plus anciens registres des délibérations du conseil de fabrique retrouvés par l'abbé Radel remontent au XIVe siècle, mais les lacunes sont nombreux. Beaucoup de documents, dont de très vieux parchemins, sont déjà en mauvais état, et ne subsistent plus à ce jour. Les textes rédigés en latin sont traduits en français par les soins du curé. Il remplit un livre par demi-siècle, d'une écriture facile à lire, et fournit un tableau récapitulatif à la fin de chaque volume. Pendant la Révolution française, le manuscrit est conservé par l'instituteur, M. Harlet, qui le remet au nouveau curé, l'abbé François, après le Concordat de 1801. Le manuscrit appartient aujourd'hui à un collectionneur privé qui souhaite garder l'anonymat, mais une copie partielle faite par une fille du marquis René-Louis de Girardin est conservée dans les archives départementales de l'Oise, à Beauvais, et les archives municipales de Senlis en possèdent une copie sur microfiche. Le manuscrit n'a pas encore été exploité en vue d'écrire l'histoire de la vie paroissiale et religieuse d'Ermenonville. L'auteur local Jean-Claude Curtil s'en est inspiré pour son œuvre.
— En plus de l'église, l'existence d'un hôtel-Dieu est à signaler. Il est appelé « maison-Dieu » ou « maison pour auberger les pauvres », et est probablement destiné à accueillir des pèlerins sur l'une des variantes du chemin de Saint-Jacques de Compostelle, qui passe par Ermenonville. En 1259, Marguerite de Milly, dame d'Ermenonville, donne à l'hôtel-Dieu une dîme. Dans son testament signé le 3 juin 1308, le seigneur Guy Le Bouteiller constate que la maison a été détournée de son but premier, et le confie à l'abbaye d'Hérivaux. Il donne une maison avec dépendances et une chapelle dédiée à sainte Marie-Madeleine, où l'un des chanoines d'Hérivaux doit dire tous les jours une messe obituaire.
En 1514, Ermenonville connaît son premier maître d'école en la personne du vicaire Robert Bourdin. Il exerce pendant dix ans. En 1540, une paroissienne, Valentine Luillier, à ce moment veuve, offre à l'église un Christ en croix, avec un Saint-Sépulcre à ses pieds. Par un acte du 18 décembre 1542, elle fonde une lampe éternelle devant le Saint-Sacrement, et donne cinq arpents de terre pour assurer les revenus nécessaires à son entretien. Contrairement à l'époque contemporaine, l'existence d'une lampe éternelle dans une église ne va donc pas encore de soi. Quarante-trois habitants se réunissent en l'église pour accepter la donation et promettre de la respecter. Un résumé du compte-rendu de l'assemblée est gravée sur le second pilier du sud.
Au début du XVIIe siècle, le marguillier Antoine Boquet attire le mécontentement de la population, car il a eu la sotte idée d'acheter un chapeau et un panache pour coiffer la statue de saint Martin. Le 15 août 1610, Dominique de Vic, seigneur d'Ermenonville, meurt à Paris dans les bras de son frère. Il demande à être enterré en l'église d'Ermenonville, sauf son cœur, qui doit être déposé en l'église Notre-Dame de Calais. Le défunt laisse une rente perpétuelle de cinquante livres afin de faire célébrer des messes pour le repos de son âme. Quatre mois après sa mort, il faut donner à six pauvres garçons et à six pauvres filles la somme de deux cents livres pour chacun. Le caveau seigneurial sous le chœur est saccagé à la Révolution française. Les épitaphes ont heureusement été relevées graphiquement par François Roger de Gaignières et conservées au département des manuscrits de la Bibliothèque nationale de France (site Richelieu).
Une cérémonie fastueuse se tient en l'église Saint-Martin le dimanche de la Trinité, le 25 mai 1625. L'un des fils du seigneur Méry de Vic (frère de Dominique de Vic cité ci-dessus), Dominique de Vic, est consacré archevêque in partibus de Corinthe et coadjuteur d'Auch par son oncle Mgr Léonard de Trappes, archevêque d'Auch. Sont également présents, Mgr Salvat II de Diharse, évêque de Tarbes, et Mgr Jean VI de Salettes, évêque de Lescar. Mgr de Vic entretient une liaison avec Charlotte des Essarts, mais il se montre toujours bon et généreux, et essaie toujours de trouver des solutions aux problèmes du village. Partageant sa vie entre Ermenonville et Auch, il meurt le 22 septembre 1661 au château d'Ermenonville. Ensuite, l'abbé Andrieu, curé d'Ermenonville, entreprend un voyage de onze mois pour récupérer à Auch la part d'héritage qui revient à la paroisse.
Sous la Révolution française, les paroisses sur le territoire du département de l'Oise sont rattachées au diocèse de Beauvais. Même après le Concordat de 1801, le siège épiscopal de Senlis n'est plus pourvu, et le diocèse de Beauvais est même annexé au diocèse d'Amiens, situation qui dure jusqu'en 1822. Ermenonville est d'abord une succursale de la paroisse de Nanteuil-le-Haudouin, car dans un premier temps, seuls les chefs-lieux de canton peuvent être le siège d'une paroisse en titre. Ensuite la paroisse recouvre son indépendance.
Au cours du XXe siècle, le curé d'Ermenonville se voit confier la desserte de plusieurs paroisses voisines : Baron, Ève, Montagny-Sainte-Félicité, Versigny et Ver-sur-Launette. La paroisse d'Ermenonville perd son indépendance en 1996, quand quarante-cinq nouvelles paroisses sont définies à l'échelle du diocèse. Les six villages sont rattachés à la nouvelle paroisse Notre-Dame de la Visitation du Haudouin, qui s'étend sur quinze communes. Aujourd'hui, des messes dominicales anticipées sont célébrées en l'église Saint-Martin certains samedis.

### L'histoire de l'église

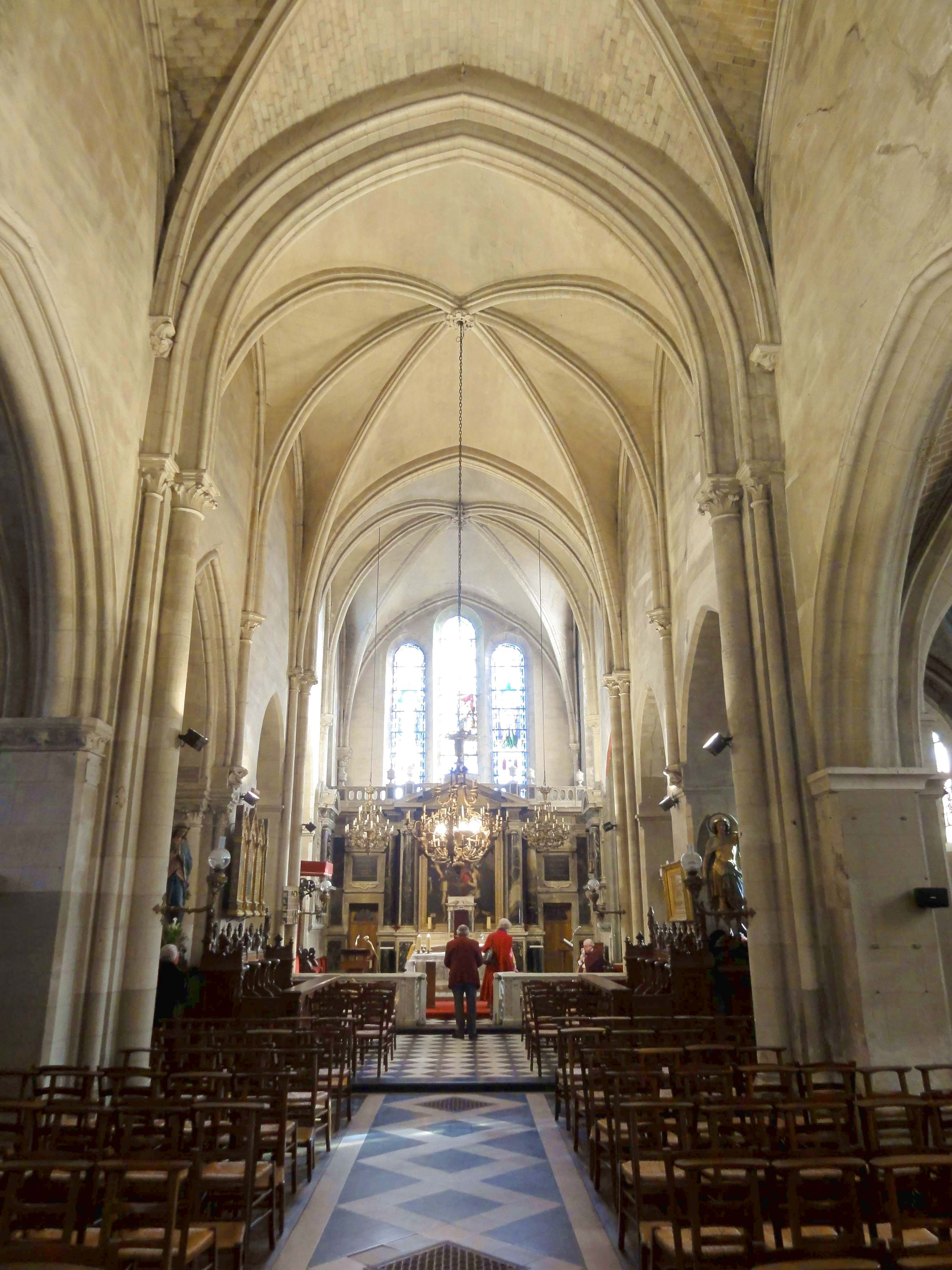
Vue intérieure générale.

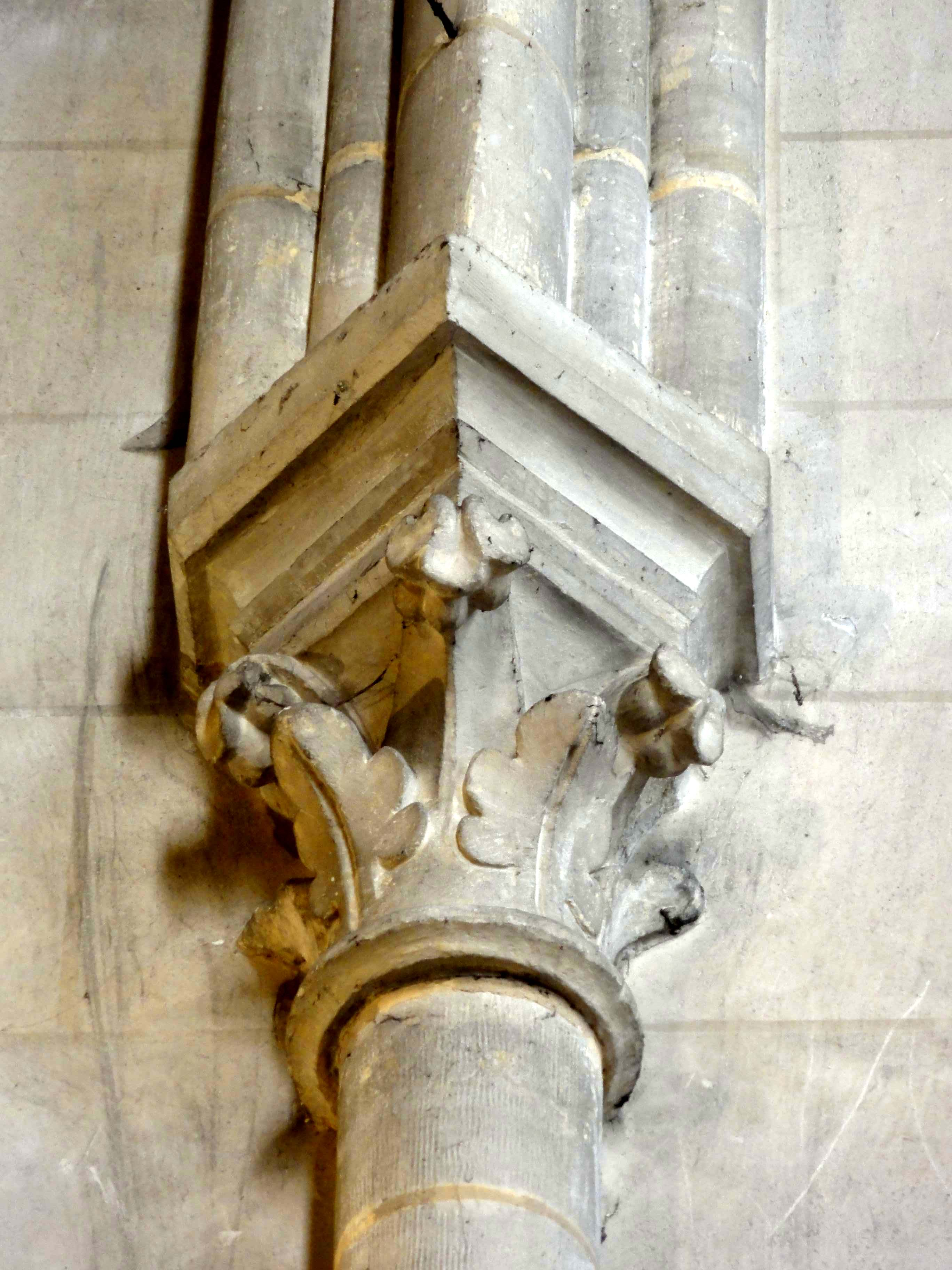
Chapiteau du chœur (temps faible des voûtes sexpartites).

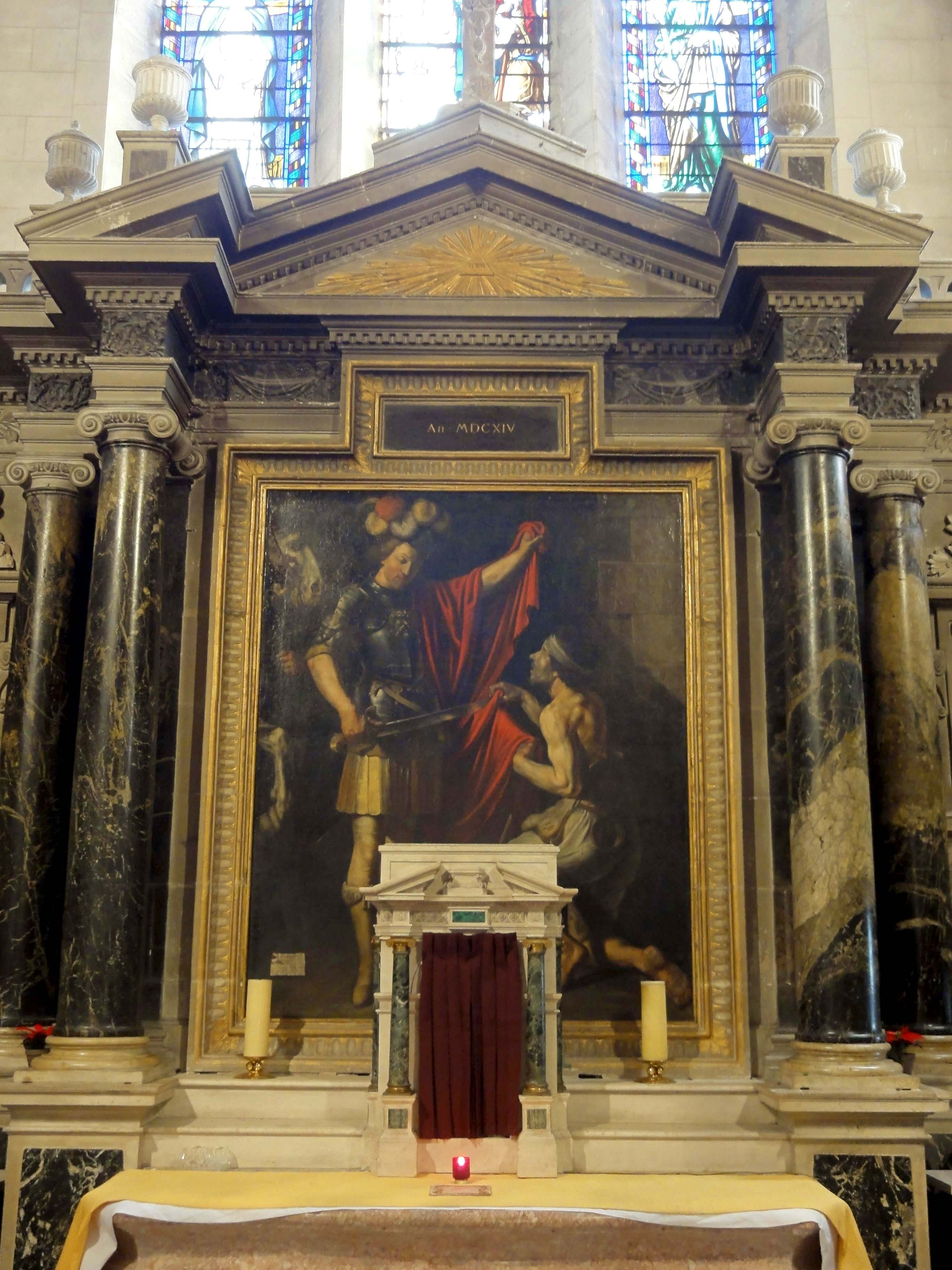
Retable du maître-autel.

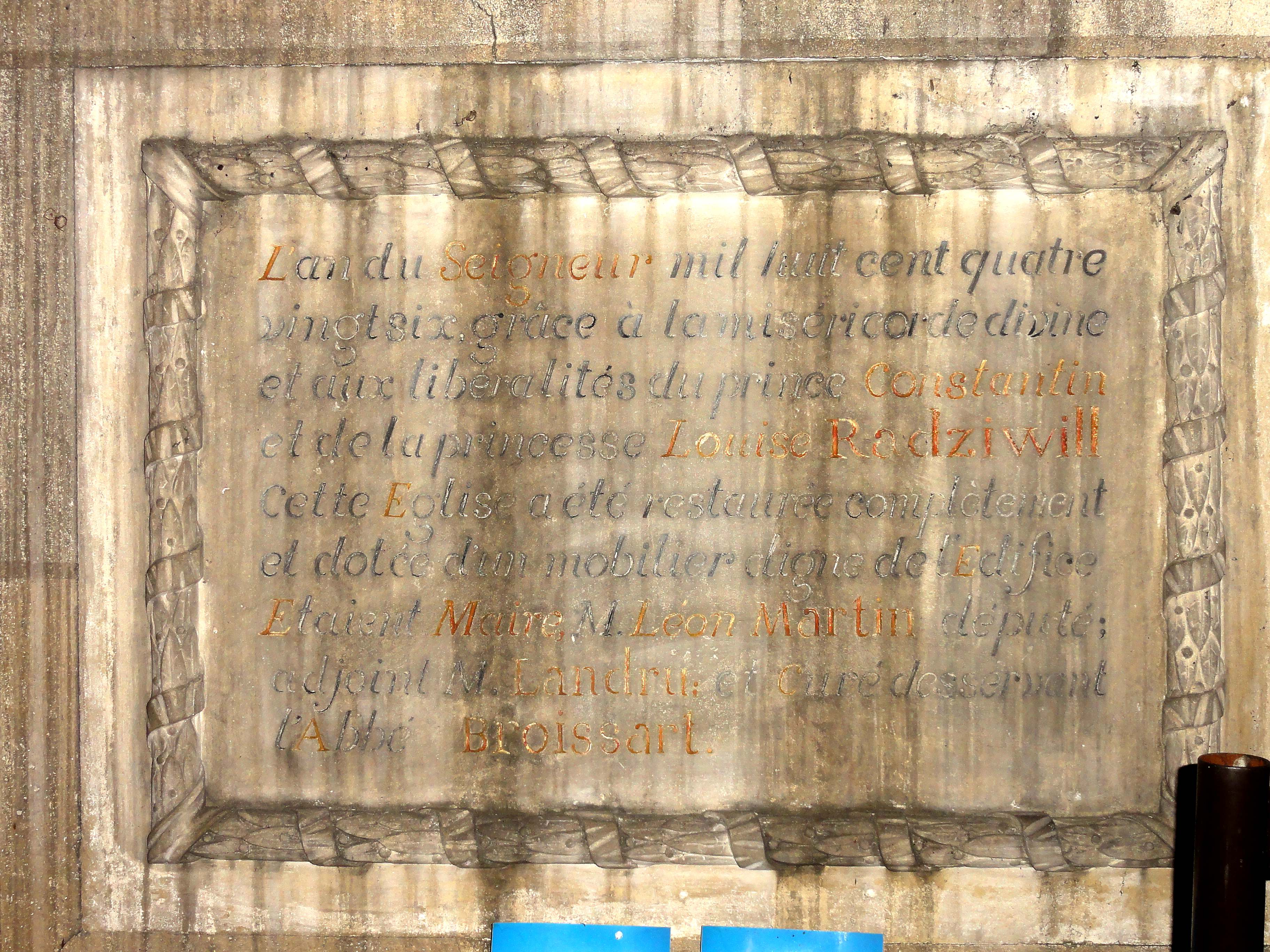
Plaque commémorative de la restauration de l'église par les Radziwiłł, 1886.

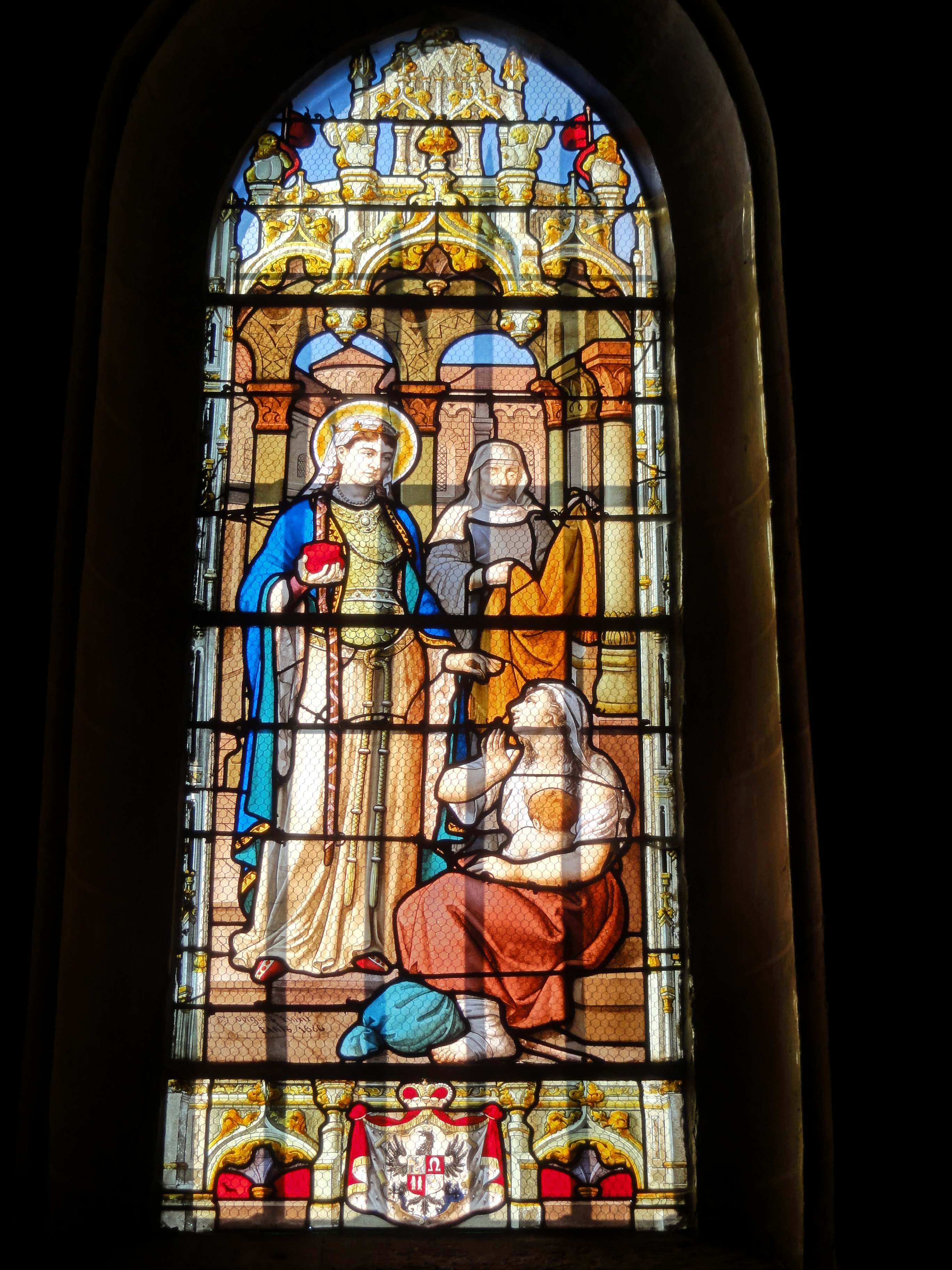
Verrière no 16 - première fenêtre du sud ; à gauche, sainte Edwige sous les traits de Louise Radziwiłł.

L'église actuelle est toujours la première église paroissiale d'Ermenonville, qui existe en 1213. Sa partie la plus ancienne est la troisième travée du bas-côté nord, c'est-à-dire, la première travée du bas-côté du chœur, avec les trois grandes arcades qui la délimitent des travées adjacentes. La robustesse des arcades et l'existence d'une tourelle d'escalier extérieure, au nord, indiquent qu'il devrait s'agir de la base de clocher primitive. L'architecture de la première période gothique montre des affinités avec la cathédrale de Senlis, et de différents détails permettent une datation pour la période vers 1170 / 1180. L'on ignore quand le clocher fut achevé, et quand il a disparu. Il paraît également curieux que l'on ait seulement édifié un clocher, les autres parties du chœur ne datant effectivement que du début du XIIIe siècle. Très probablement, une chapelle plus ancienne précède à l'église actuelle, mais ses dimensions restreintes, et peut-être son manque de décence ou sa vétusté, s'opposent à l'érection d'Ermenonville en paroisse. La construction du clocher est une première étape pour atteindre ce but. La deuxième étape est la construction d'un grand chœur de deux travées avec bas-côtés, que l'on peut situer entre 1200 et 1215 environ, sauf le voûtement, qui ne devrait pas être antérieur au second quart du siècle. Maintenant, l'architecture puise ses sources dans l'abbatiale de Chaalis, tout comme le fait par ailleurs l'église voisine de Borest. La nef n'est mise en chantier que beaucoup plus tard. À première vue, ses voûtes gothiques flamboyantes renvoient à une construction pendant la première moitié du XVIe siècle, mais Geneviève Mazel remarque à juste titre que les grandes arcades sont plus anciennes, et il faut y ajouter les supports de l'arc-doubleau intermédiaire. Les faisceaux de colonnettes sont de style rayonnant tardif, et présentent une similitude non négligeable avec les supports de la nef de Belloy-en-France, qui est du XIVe siècle. Dans les angles nord-est et sud-est, le chanoine Pihan a remarqué des chapiteaux du XIIe siècle (en fait des culs-de-lampe) ; il faut sans doute lire du XIIIe siècle. À Ermenonville tant comme à Belloy-en-France, la guerre de Cent Ans a vraisemblablement empêché la mise en œuvre des voûtes.
De nombreux travaux sont menés entre 1528 et 1540. Malgré la minutie des recherches de l'abbé Radel, il est impossible de dire à quelle année remonte exactement le clocher, mais puisque les renseignements ne laissent pratiquement aucune lacune à partir de 1528, il doit être antérieur à cette date. L'église est alors en mauvais état. Dans un premier temps, la charpente et la toiture doivent être réparées. Les chapelles Saint-Michel et de la Vierge, au chevet des deux bas-côtés du chœur, doivent également être restaurées. Trois marchés sont passés par les marguilliers avec un carrier, avec des tailleurs de pierre et avec des maçons. Ce dernier document a été transcrit par l'abbé Radel. En résumé, les maçons sont tenus d'identifier les éléments qui nécessitent une réfection et de procéder aux réparations qui s'imposent. En jugeant d'après les caractéristiques de l'architecture, la voûte, la fenêtre méridionale et la grande arcade de la dernière travée du bas-côté sud (chapelle Saint-Michel) sont entièrement refaites à partir de 1528, et le doubleau vers la travée précédente est modifié. Malgré ces travaux déjà coûteux, la reconstruction de la nef est décidée en 1533. Près de l'église, un hangar où les artisans déposent leurs outils et où les tailleurs de pierre peuvent travailler à l'abri des intempéries est aménagé. Une porte est ouverte dans le bas-côté nord du chœur, afin que les fidèles puissent entrer pour assister aux offices sans passer par la nef. Avant la fin de l'année, la chapelle Saint-Michel est enfin prête. Dix fermiers d'Ermenonville se chargent du transport des matières de construction, mais pour ne pas délaisser les travaux sur les champs, ils voiturent pendant les dimanches et jours de fête. La main d'œuvre pour le voûtement de la nef coûte soixante livres et 481 muids de blé, mesure de Senlis ; or, les revenus annuels de la fabrique s'élèvent seulement à trois muids de grain. Les comptes de la fabrique gardent le silence sur le provenance des moyens, qui dépassent largement ses capacités d'investissement. En 1537, le gros œuvre est terminé jusqu'en haut des murs latéraux, et le curé s'en montre très satisfait. Les voûtes sont lancées en 1540.
Les fonts baptismaux, qui ne dataient que de 1522, et le bénitier sont remplacés à l'occasion de l'inauguration de la nouvelle nef. Le remplage de la fenêtre de la seconde travée du bas-côté sud est apparemment refait à une date ultérieure. Quatre nouvelles cloches sont bénites en 1550 et le beffroi préalablement réparé. Les dépenses se montent à 638 livres, le repas de la bénédiction compris. Or, les cloches sont de mauvaises qualité et doivent être refondues en 1557, ce qui occasionne une dépense de 162 livres. Entretemps, en 1554, la paroisse se dote d'un cimetière, dont le terrain est borné par un arpenteur, puis fermé par une clôture. En 1559, la sacristie est construite pour un montant total de 150 livres, et c'est à cette époque que semblent remonter les baies au remplage Renaissance au chevet des deux bas-côtés et au nord de la dernière travée du bas-côté nord. La sacristie ne reçoit sa couverture en tuiles que dix ans plus tard. Les cloches sont encore cassées en 1582 et cette-fois ci, les nouvelles cloches ne tiennent qu'un an. Un procès est intenté aux fondeurs. Depuis Crépy-en-Valois, les fondeurs retenus pour le marché de 1583 doivent acheminer mille livres de métal. Une somme de 510 livres est dépensée cette fois-ci.
Par un contrat passé devant maître Thévenin à Paris, le 22 février 1614, le sculpteur Simon Guillain s'engage devant le seigneur Méry de Vic de fournir un retable pour le maître-autel, en pierre de liais de Senlis et en pierre de Tonnerre, pour les statues et le tabernacle. Les travaux durent de début mars à fin juillet et coûtent la somme colossale de 1 800 livres. Un an plus tard, Méry de Vic commande le tableau de retable au peintre flamand Louis Finson, qu'il connaît déjà et qu'il apprécie beaucoup, et dont l'on sait qu'il séjourne à Paris entre mars et juillet 1615. Le seigneur offre encore « plusieurs ornements riches et complets », mais comme le dit Geneviève Mazel, les habitants ne se rendent sans doute pas bien compte de la valeur de ces dons. En 1619, un porche large et profond est plaqué devant la façade. Geneviève Mazel dit qu'il achève l'église, mais il dissimule et mutile en partie le portail gothique flamboyant édifié seulement quatre-vingt-deux ans plus tôt, qui n'est donc déjà plus apprécié. Les dépenses s'élèvent à 312 livres, sans compter les lattes, les ardoises et le plomb, qui sont donnés par le seigneur.
L'église Saint-Martin figure sur la première liste des monuments historiques de 1840, qui comporte un total de dix-huit édifices sur l'étendue du département de l'Oise, dont seize églises, l'abbaye d'Ourscamp et le château de Pierrefonds, et qui est adressée par le ministère des Beaux-Arts à la préfecture de l'Oise le 1er octobre 1841. — En 1883, l'église a besoin d'une profonde restauration, qui est financée par les habitants et le concours du prince Constant Radziwiłł et son épouse la princesse Louise, née Blanc, qui vient d'hériter de la fortune de François Blanc, par l'intermédiaire de sa mère Marie Blanc, morte le 25 juillet 1881. Le porche de 1619 est supprimé, ce qui dégage le portail flamboyant. Or, il est en trop mauvais état pour être restauré, et l'on fait appel au sculpteur rouennais Jean-Baptiste Foucher pour resculpter les chimères, les consoles et dais des niches à statues, les frises de pampres, les pinacles et les clochetons, tandis que les statues sont fournies par la maison Charles Buisine-Rigot, de Lille. L'étage de beffroi du clocher est largement refait, notamment les baies et la corniche, et le résultat évoque clairement le style néo-gothique. Selon Dominique Vermand, « la façade et le clocher se ressentent lourdement des interventions du XIXe siècle ». En ce qui concerne l'intérieur, le chanoine Pihan, qui écrit en 1889, affirme que « rien n'a été changé dans la construction ancienne de l'église ; on s'est appliqué à refaire les colonnes, les chapiteaux, etc., dans le même style des époques diverses du monument ». Les chapelles sont pourvues d'une polychromie architecturale dans le goût de l'époque, et un beau dallage de marbre blanc est posé au sol, dans le goût du XVIIe siècle. Pour des raisons qu l'on ignore aujourd'hui, l'ancien tabernacle est enlevé et les vitraux sont tous remplacés. Les voûtains du vaisseau central sont refaits en plâtre par les frères Colas. Selon le chanoine Pihan, c'est apparemment le principal grief du service des Monuments historiques, dont l'avis n'a apparemment pas été sollicité par la fabrique. La restauration étant jugée trop radicale, l'église est rayée de la liste des monuments historiques par un arrêté du ministre René Goblet en date du 28 octobre 1886,,. Elle est cependant classée de nouveau par arrêté du 14 octobre 1911.

## Description

### Aperçu général

Plan de l'église.

À peu près régulièrement orientée, l'église Saint-Martin se compose d'une nef aveugle de deux travées, accompagnée de deux bas-côtés, et d'un chœur de deux travées doubles, se terminant par un chevet plat, et accompagné de bas-côtés jusqu'au milieu de la seconde travée. L'ensemble de l'église est voûté d'ogives. Les voûtes du chœur sont sexpartites, ce qui permet de qualifier ses travées de doubles, car il y a deux grandes arcades au nord et au sud de la première travée, et une travée du vaisseau central correspond à deux travées des bas-côtés. Les bas-côtés comptent donc cinq travées chacun, et se terminent par un chevet plat. La troisième travée du bas-côté sud est la base du clocher, mais primitivement, la travée en face au nord assumait ce rôle, et seule porte les caractéristiques d'une base du clocher, avec des arcades et supports renforcés. Une sacristie non visible depuis le domaine public se situe dans l'angle entre bas-côté sud et chœur. Le portail occidental de la nef constitue l'unique accès à l'église. Le vaisseau central est recouvert d'une toiture unique à deux rampants, avec pignons à l'ouest et à l'est. Les bas-côtés sont munis de toits en appentis, qui prennent appui contre les murs gouttereaux du vaisseau central. Celui-ci ne possède de fenêtres latérales qu'au niveau de sa dernière demi-travée.

### Intérieur

#### Nef

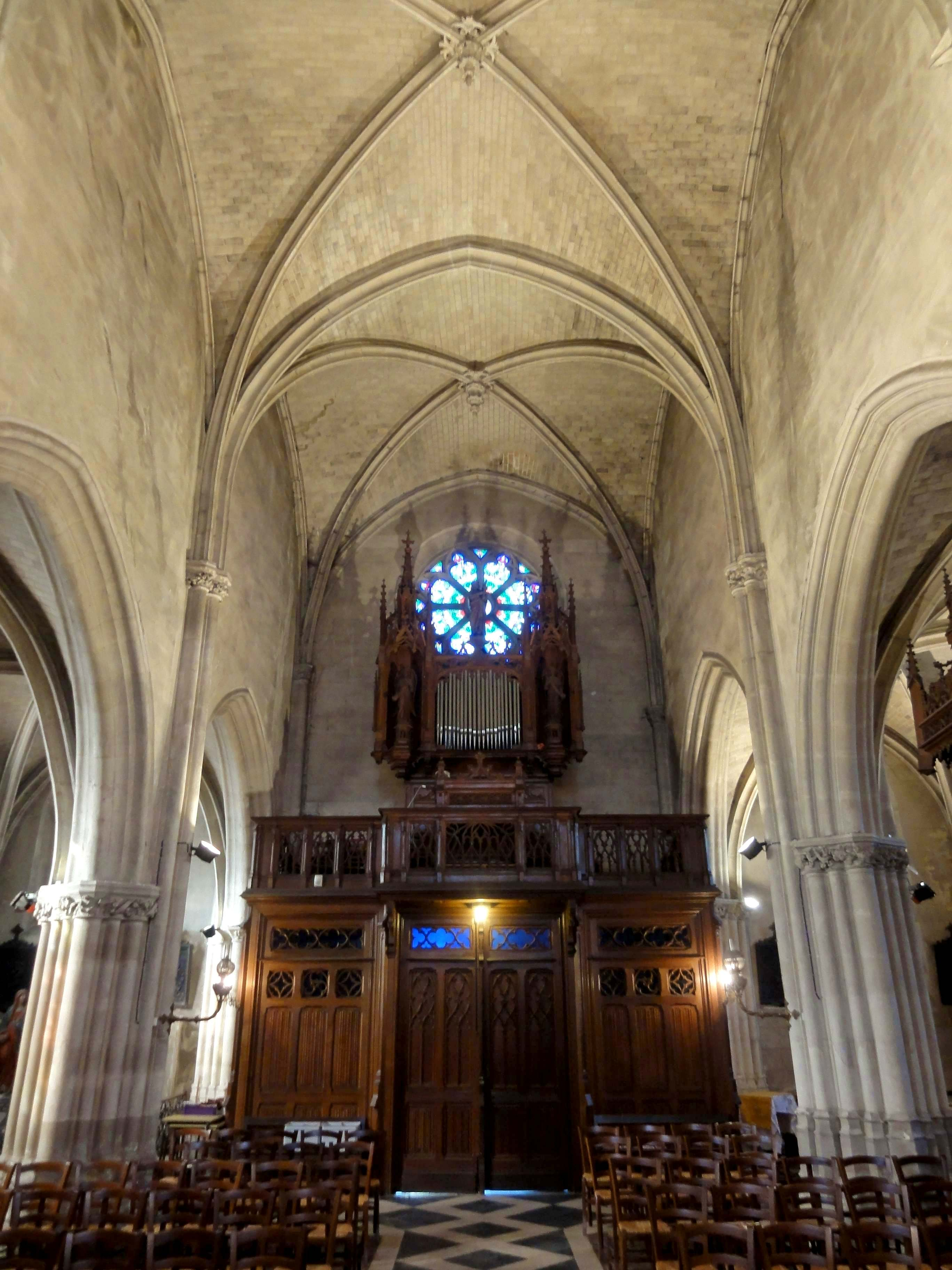
Nef, vue vers l'ouest.

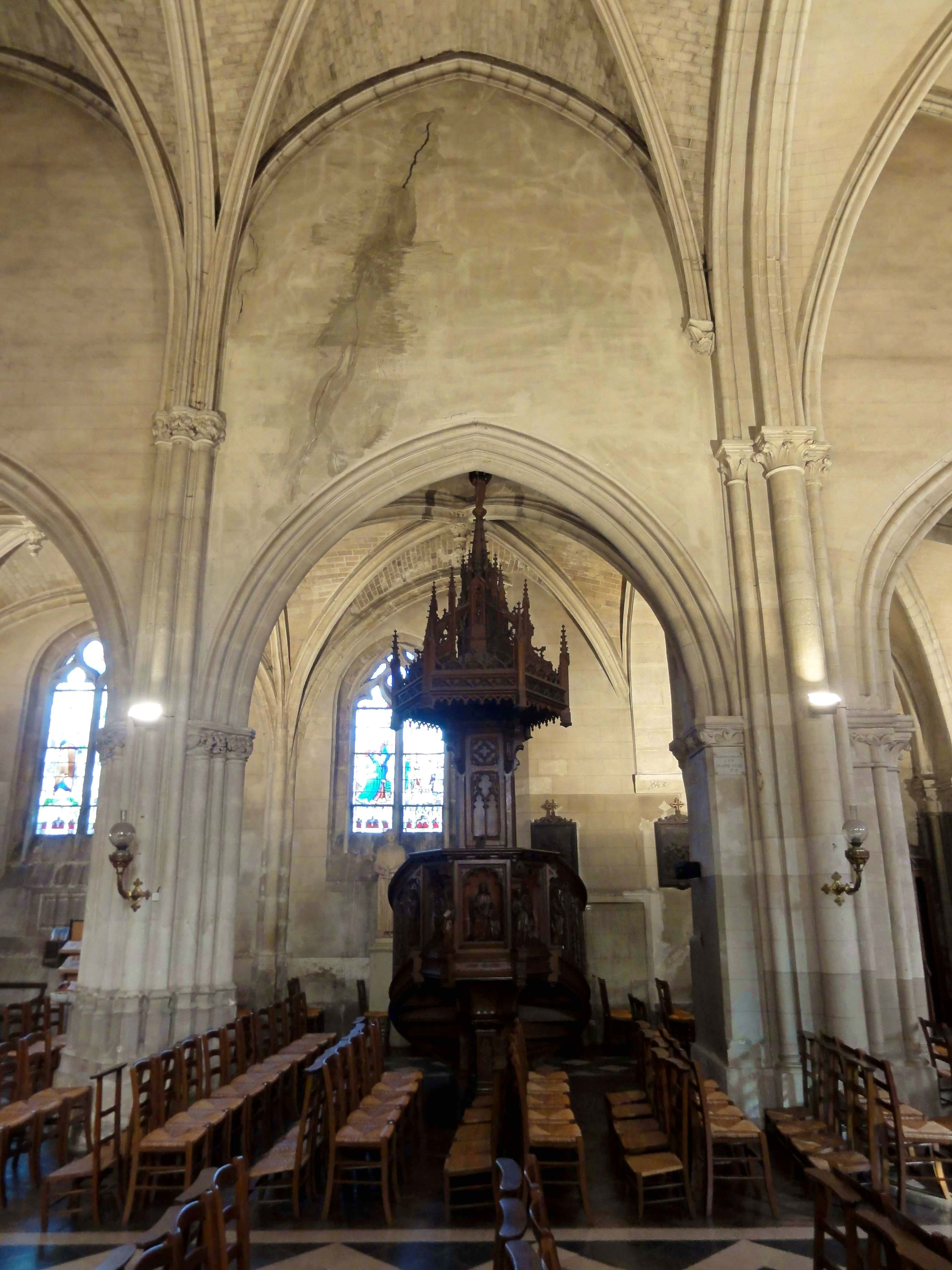
2e travée, élévation nord.

Avec seulement deux travées barlongues, la nef ne représente guère plus que les deux cinquièmes de la longueur totale du vaisseau central. L'élévation porte sur deux niveaux, à savoir l'étage des grandes arcades et un étage de murs aveugles. Les murs sont enduits et peints en faux-appareil, ce qui ne permet pas de savoir si des fenêtres hautes ont existé avant la réfection des toitures en 1528. Le sommet des grandes arcades se situe à presque deux tiers de la hauteur de la nef sous le sommet des voûtes. Elles sont moulurées d'un gros boudin entre deux petits boudins de chaque côté, qui sont séparés de profondes gorges. La seconde grande arcade du sud a toutefois été retaillée après 1533, et le tore médian de chaque côté a cédé la place à des moulures prismatiques. Au revers de la façade et de part et d'autre des piliers intermédiaires, les différents boudins des arcades retombent sur des tablettes moulurées assez simplement, qui paraissent comme étant triangulaires en regardant depuis la nef. La pointe, abattue, regarde vers l'axe des arcades. En réalité, les tablettes sont également visibles depuis les bas-côtés, où elles servent de tailloir aux ogives et arcs-doubleaux. Ces derniers sont à simple rouleau, et formées par un gros boudin.
En guise de chapiteaux, l'on trouve des frises continues, sauf au début des grandes arcades du sud, où la sculpture a en grande partie disparu. S'y profilent une tête humaine et des végétaux difficilement identifiables. Des têtes de chérubin ailées, des têtes d'enfant et des végétaux se détachent devant la frise du pilier intermédiaire du sud. Au début des grandes arcades du nord, le motif est des feuilles de vigne grasses et bien fouillées, alternant avec des chimères et un chien. La frise de feuilles de vigne du pilier intermédiaire du nord est de la même facture, avec les animaux en moins, et l'on note l'absence de toute monotonie et le réalisme des feuilles. Si les chapiteaux du XIVe siècle sont plutôt connus pour leurs maigres crochets et feuilles éparses, la nef de Belloy-en-France montre qu'ils peuvent cohabiter avec des feuilles de vigne telles que l'on les trouve à Ermenonville, et qui sont couramment associées au style flamboyant. À chaque boudin correspond un fût de colonnette, qui est d'un diamètre plus important. Sur la face frontale des piliers intermédiaires, il y a également les trois fûts descendant depuis les chapiteaux du second ordre, et un fût unique descend dans les deux angles près de la façade. Tous ces fûts sont reliés les uns aux autres par des gorges, et les fûts uniques au revers de la façade sont quant à eux reliés aux murs par des gorges. À la fin des grandes arcades, la disposition est différente. Au sud, l'arcade retombe sur un pilier carré refait à l'époque moderne, car ses arêtes ne sont pas chanfreinées comme sur les autres piliers du XIIIe siècle. Au nord, le pilier carré devrait appartenir à la campagne de construction du chœur, mais le décor sculpté faisant appel à des têtes humaines et des feuilles appliquées est susceptible d'être une création des restaurateurs des années 1880.
Les chapiteaux du second ordre au début de la nef et au niveau du doubleau intermédiaire sont de la même facture que les chapiteaux des grandes arcades. Les frises sont ornées de feuilles de vigne, de grappes de raisin et de chimères. Même si l'on ne peut exclure que ces frises ont été resculptées au XIXe siècle, au moins partiellement, il est donc manifeste que la nef avait été construite au moins jusqu'à ce niveau au XIVe siècle. Ce n'est par ailleurs pas le niveau réel de la retombée des voûtes, qui se situe un peu plus haut. Chaque chapiteau possède son propre tailloir polygonal. Ces tailloirs reçoivent les ogives, doubleaux et formerets, qui affectent un profil prismatique aigu. Les clés de voûte combinent les découpages flamboyants aux pendentifs qui domineront à la Renaissance, et qui ici se montrent encore petits et discrets. Dans les angles près de l'arc triomphal ouvrant dans le chœur, les ogives sont reçues sur des culs-de-lampe sculptés de feuillages, déjà mentionnés. Ils doivent être postérieurs au chœur, car s'ils provenaient de la même campagne de construction que ce dernier, il aurait été logique de prévoir des fûts de colonnettes, comme dans le chœur. Ils doivent également être antérieurs aux grandes arcades et autres supports du second ordre de la nef, car la sculpture se rattache au style gothique rayonnant. La période doit donc être comprise entre 1230 et 1430 environ. À l'ouest, au-dessus de la tribune d'orgue des années 1880, qui prend appui sur le tambour de porte, une rosace éclaire la nef. Son remplage flamboyant se compose de huit rayons aux têtes tréflées, disposées autour d'un petit oculus central.

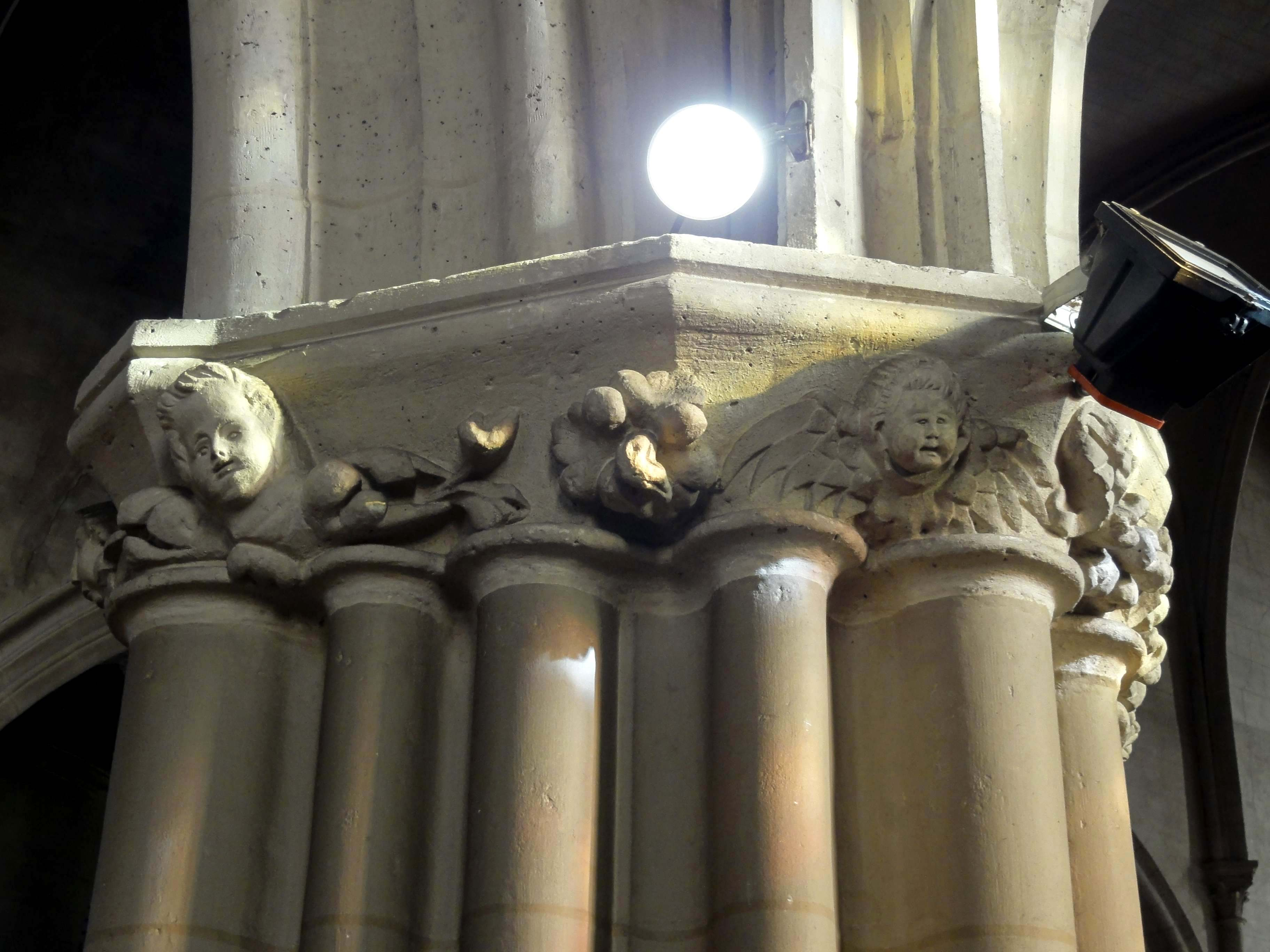
Frise du pilier intermédiaire au sud.
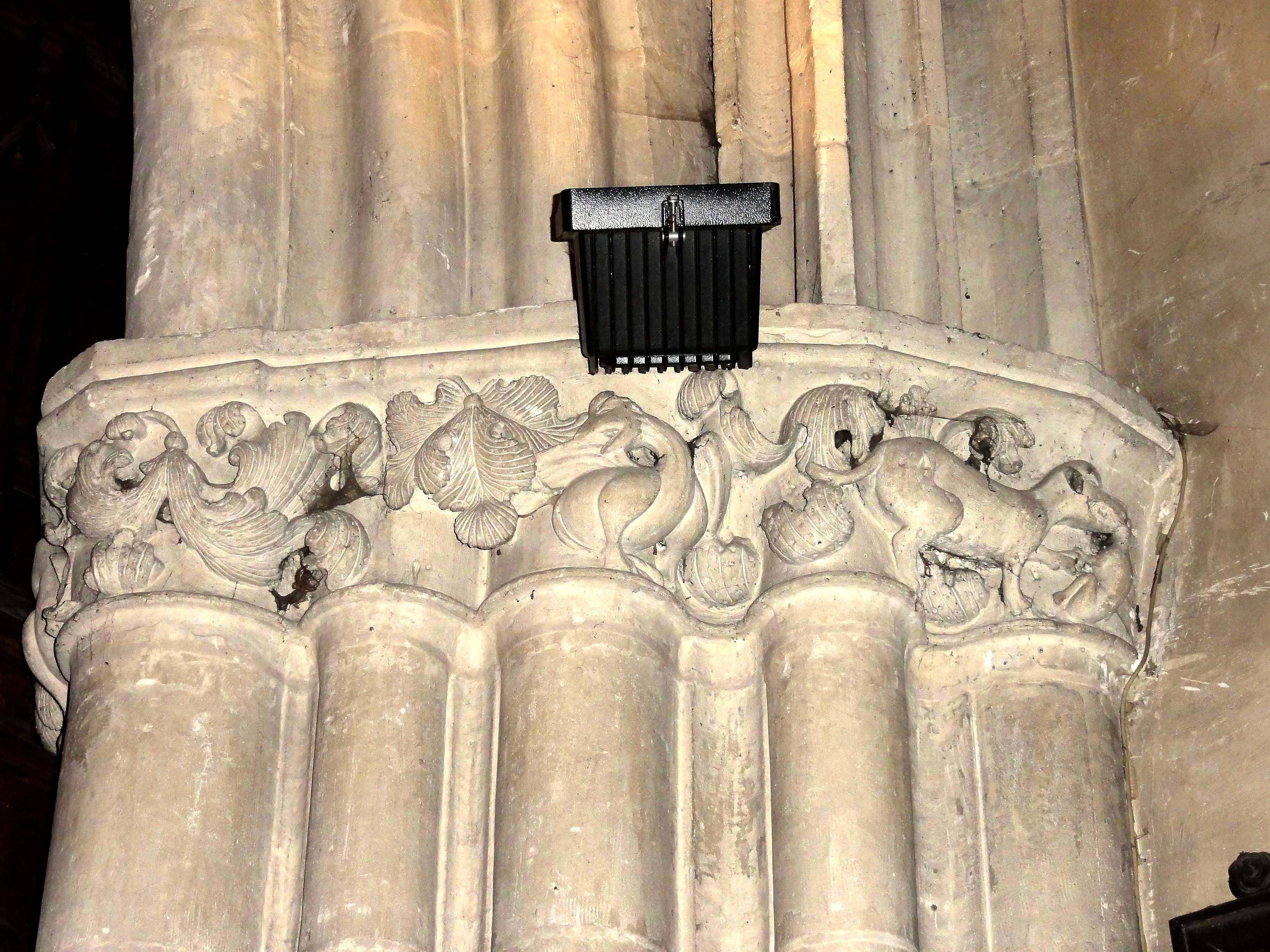
Frise au début des grandes arcades du nord.
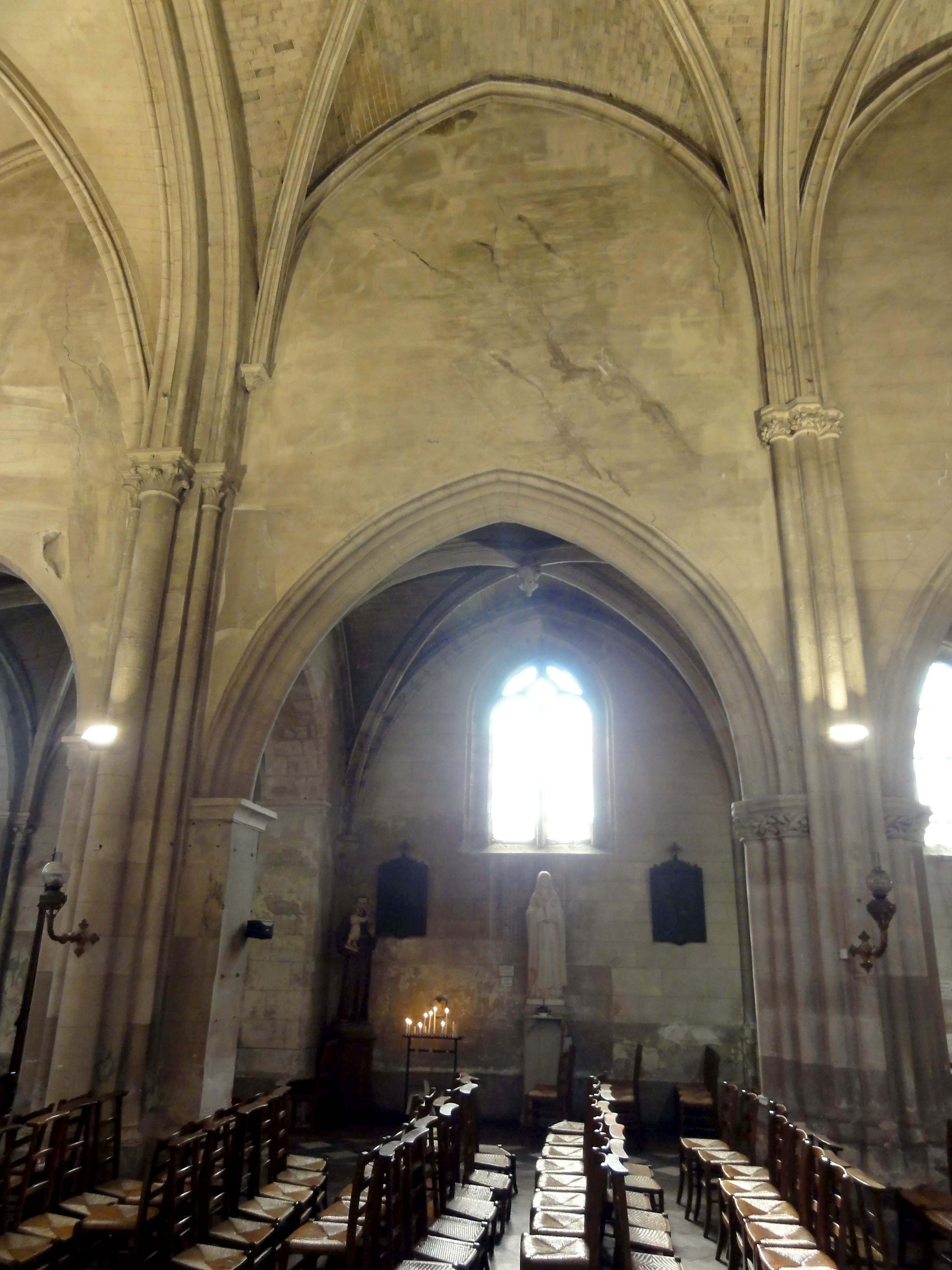
2e travée, élévation sud.
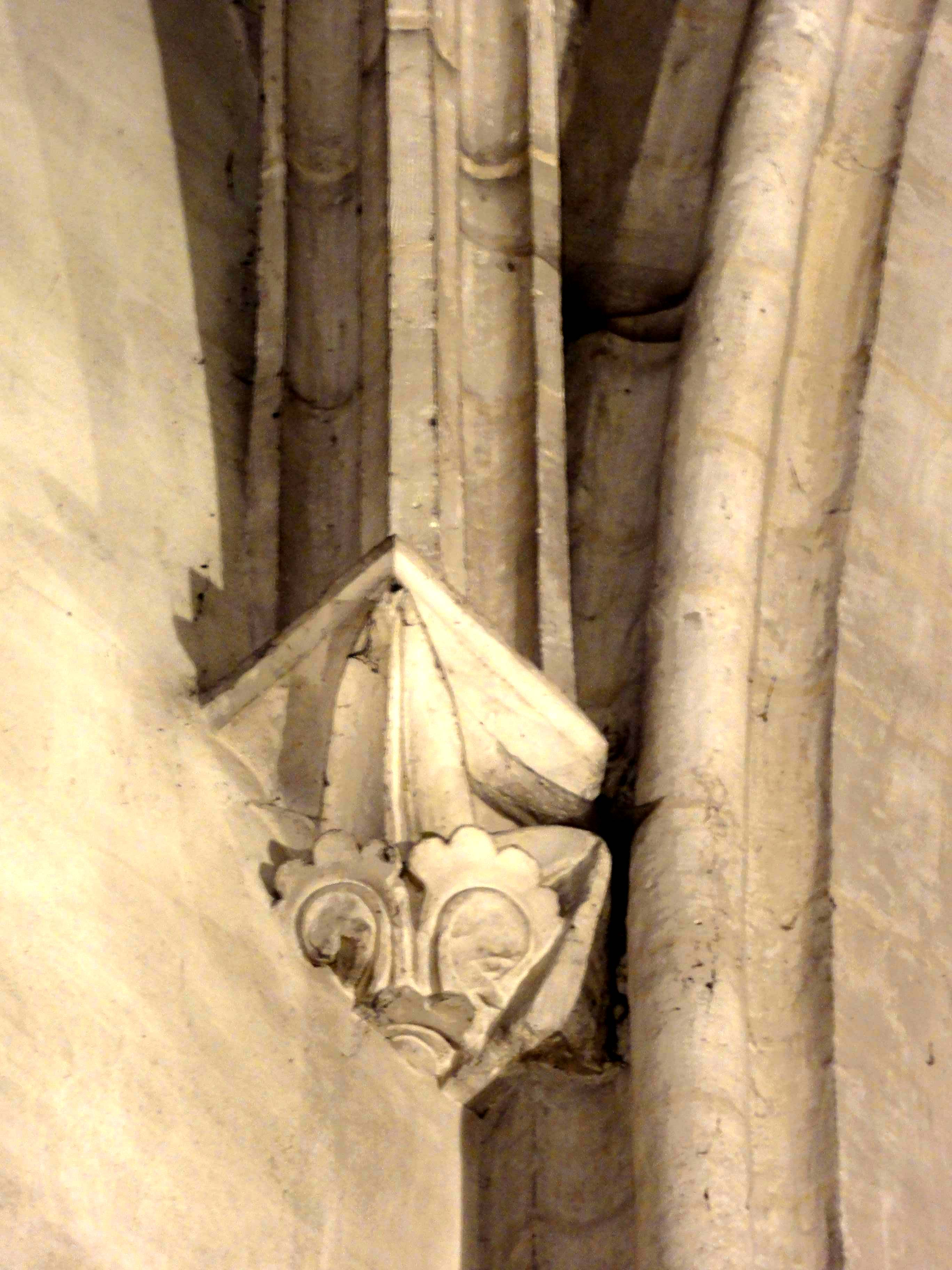
2e travée, cul-de-lampe des années 1230-1430.
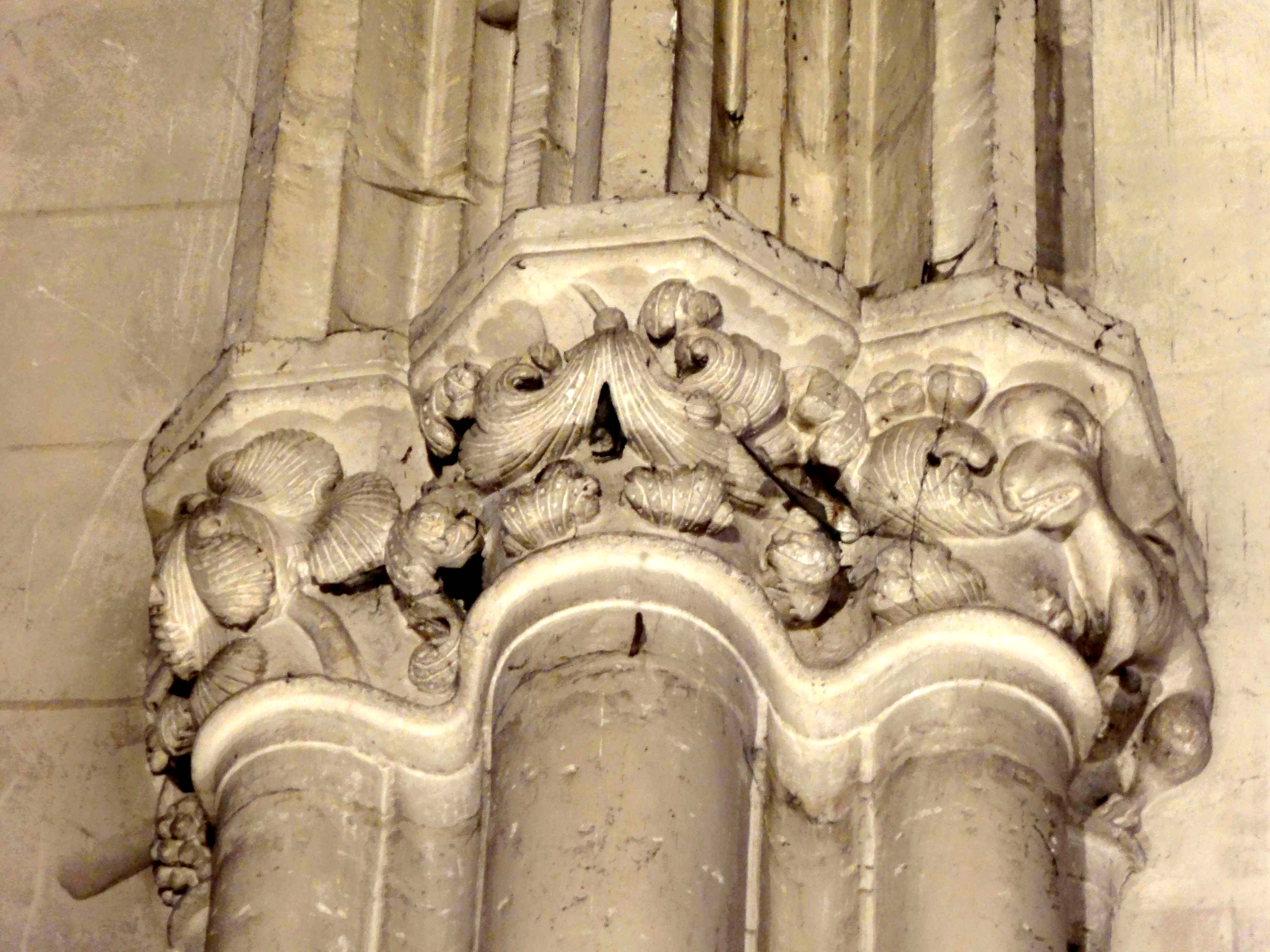
Chapiteaux du 2e ordre, côté sud.
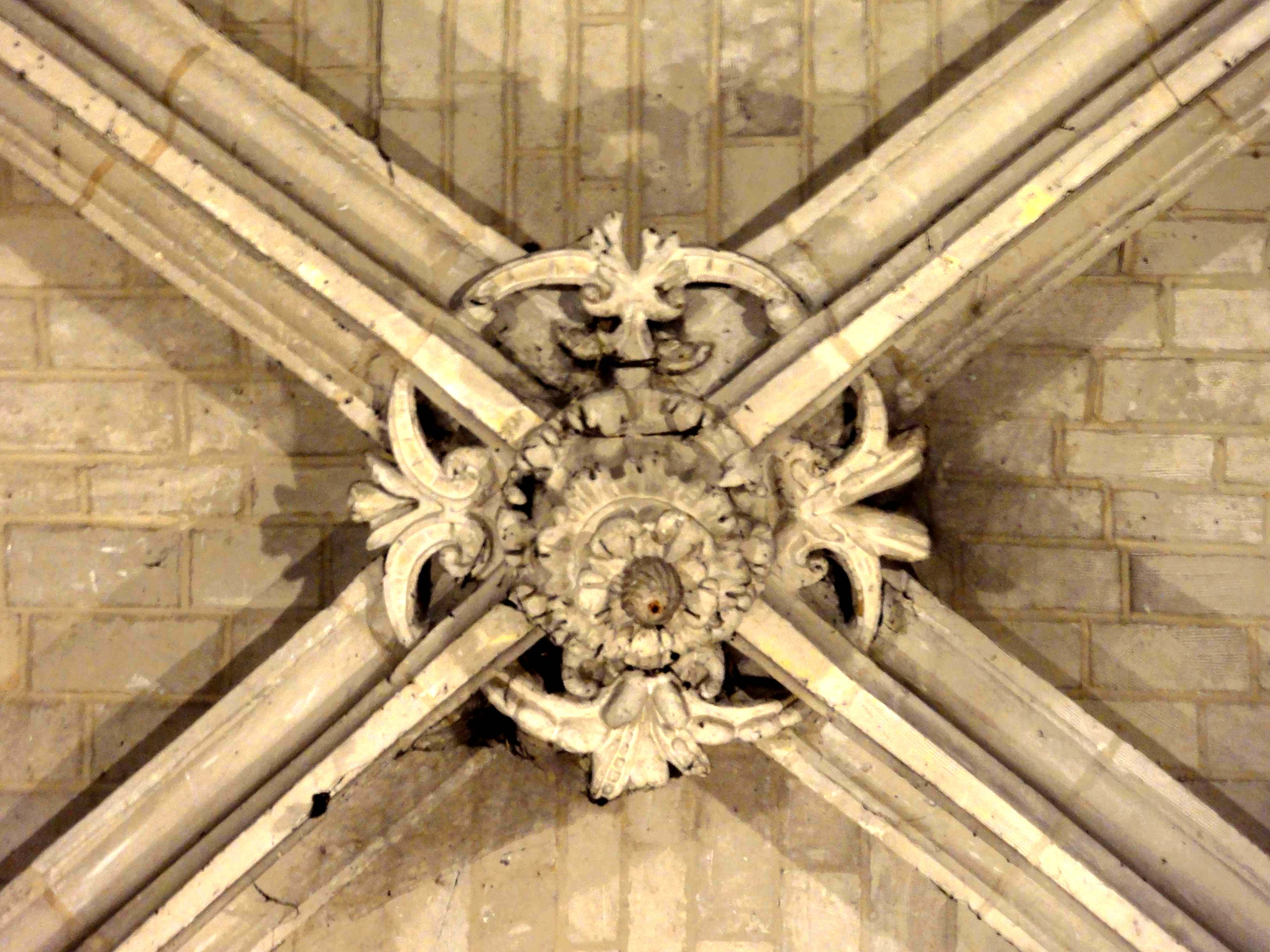
Clé de voûte de la 2e travée.

#### Bas-côtés de la nef

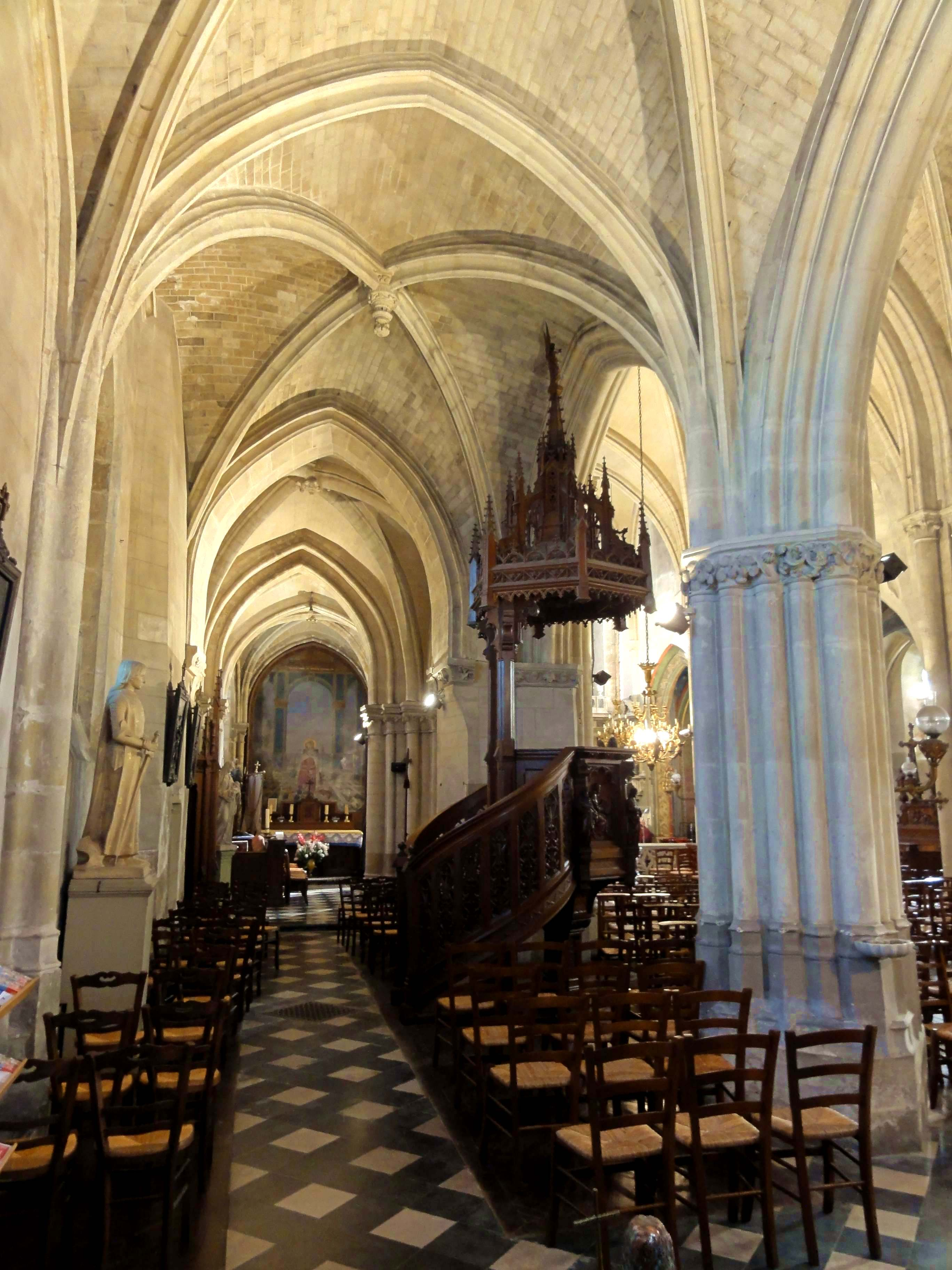
Bas-côté nord, vue vers l'est.

Les fenêtres des bas-côtés sont, pour la plupart, à deux lancettes, sauf la première baie au sud, qui est une lancette simple sans remplage. Elle pourrait remonter au XIVe siècle ou avant. La seconde baie du sud est celle, déjà mentionnée, dont le réseau doit être postérieur à la campagne de reconstruction entre 1534 et 1540, puisqu'il se compose de deux formes en plein cintre surmontées par deux contre-courbes, qui délimitent un losange. On devait initialement trouver à cet endroit une deuxième lancette simple. Les autres fenêtres, c'est-à-dire celles aux extrémités occidentales des bas-côtés et celles au nord, présentent tous un remplage typiquement flamboyant, sur la base de deux lancettes à têtes tréflées. Elles sont surmontées d'un cœur bordé de deux écoinçons ajourés, d'un losange entre deux soufflets placés obliquement, et d'un soufflet renversé flanqué de deux soufflets placés obliquement. Les meneaux affectent un profil aigu, et sont munis de bases polygonales. Dans les angles près de la façade, les nervures prismatiques aigües des voûtes se fondent dans des fûts cylindriques engagés. Au niveau des doubleaux intermédiaires, au nord et au sud, elles pénètrent dans de petits piliers ondulés, caractéristiques de la période flamboyante. La différence avec les supports rayonnants tardifs des grandes arcades est nette. Dans les angles près des murs extérieurs, à la limite avec les bas-côtés du chœur, l'on s'est contenté de culs-de-lampe. Au sud, la corbeille représente une chauve-souris, et le tailloir a l'angle abattu. La communication avec les bas-côté du chœur s'établit par d'étroites arcades assez épaisses. Au nord, l'arcade retombe sur des tailloirs. L'un est décoré de feuillages maigres, évoquant le XIVe siècle, et l'autre fait apparaître une chimère. Les clés de voûte sont pendantes, comme dans la nef, mais elles ne sont pas entourées de découpages flamboyants.

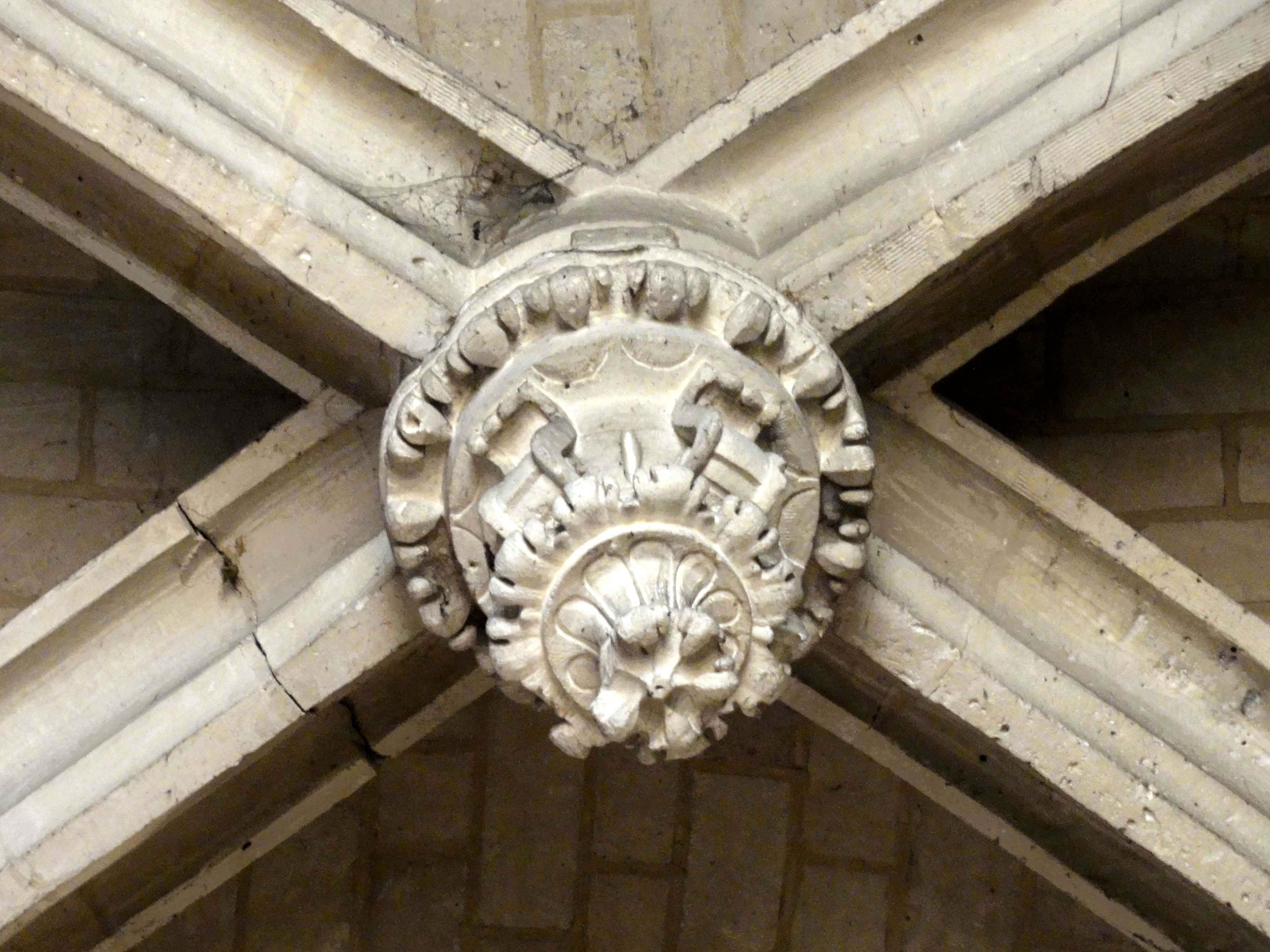
Bas-côté sud, clé de voûte de la 1re travée.
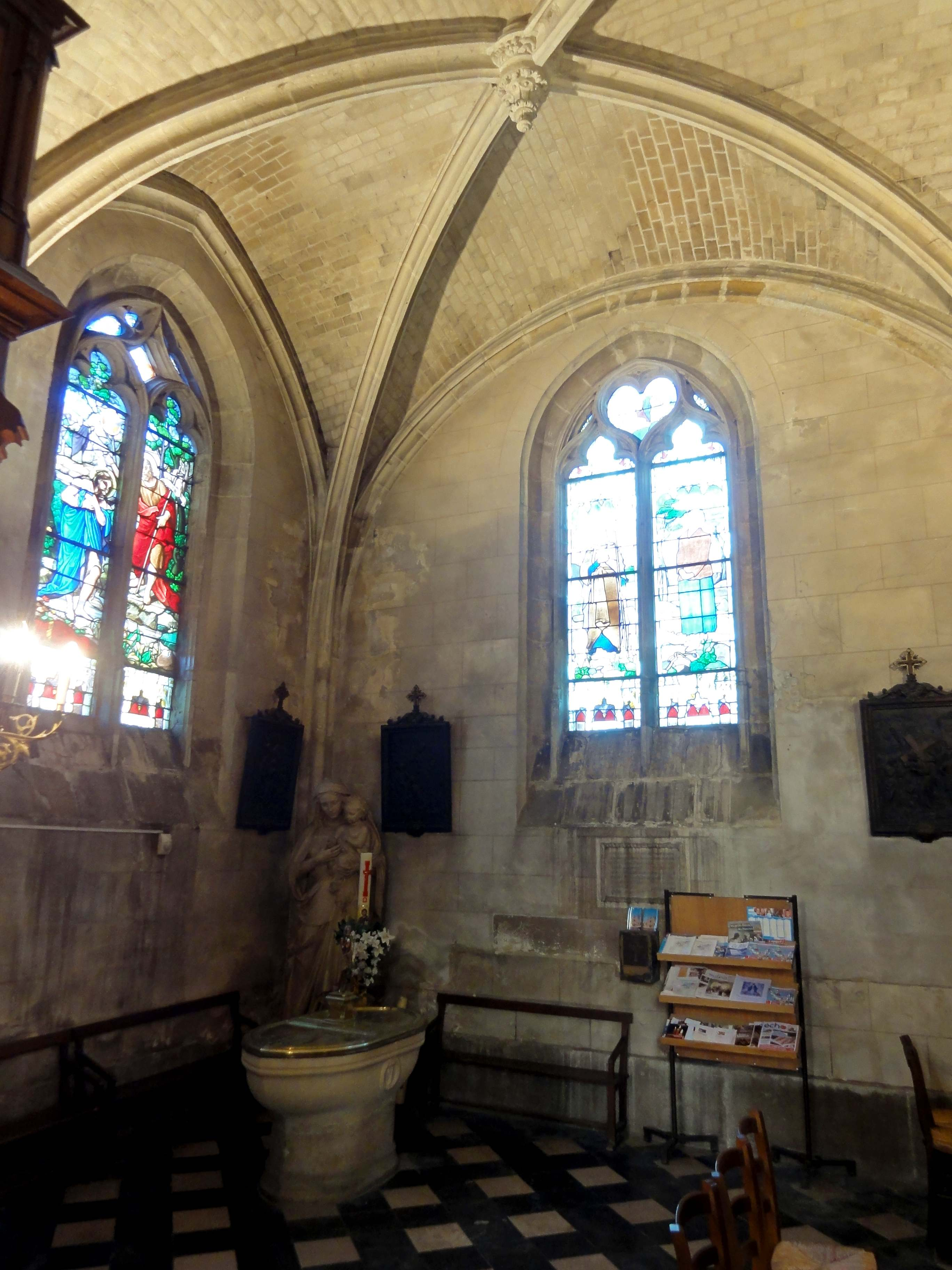
Bas-côté nord, 1re travée, chapelle baptismale.
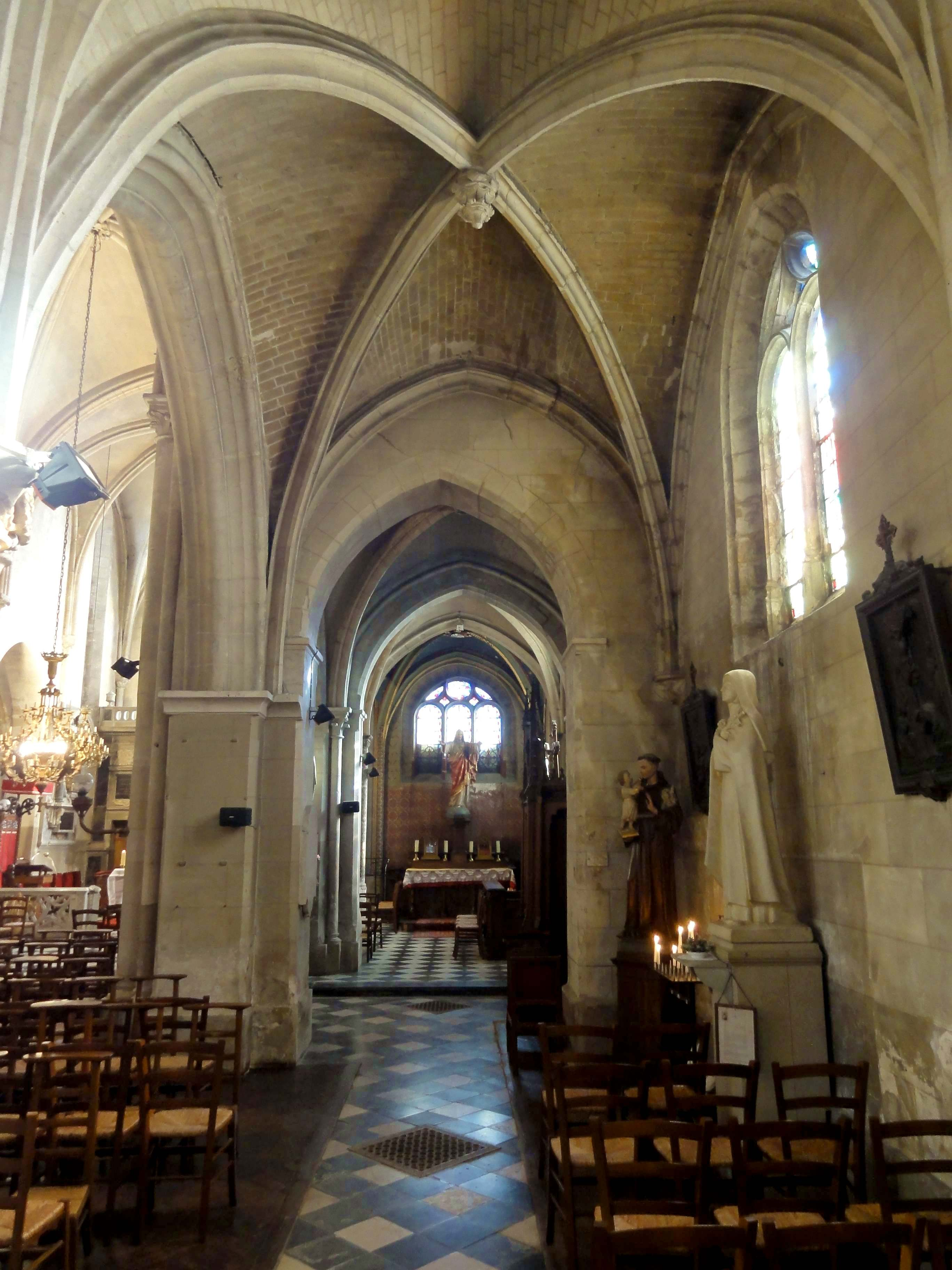
Bas-côté sud, 2e travée, vue vers l'est.
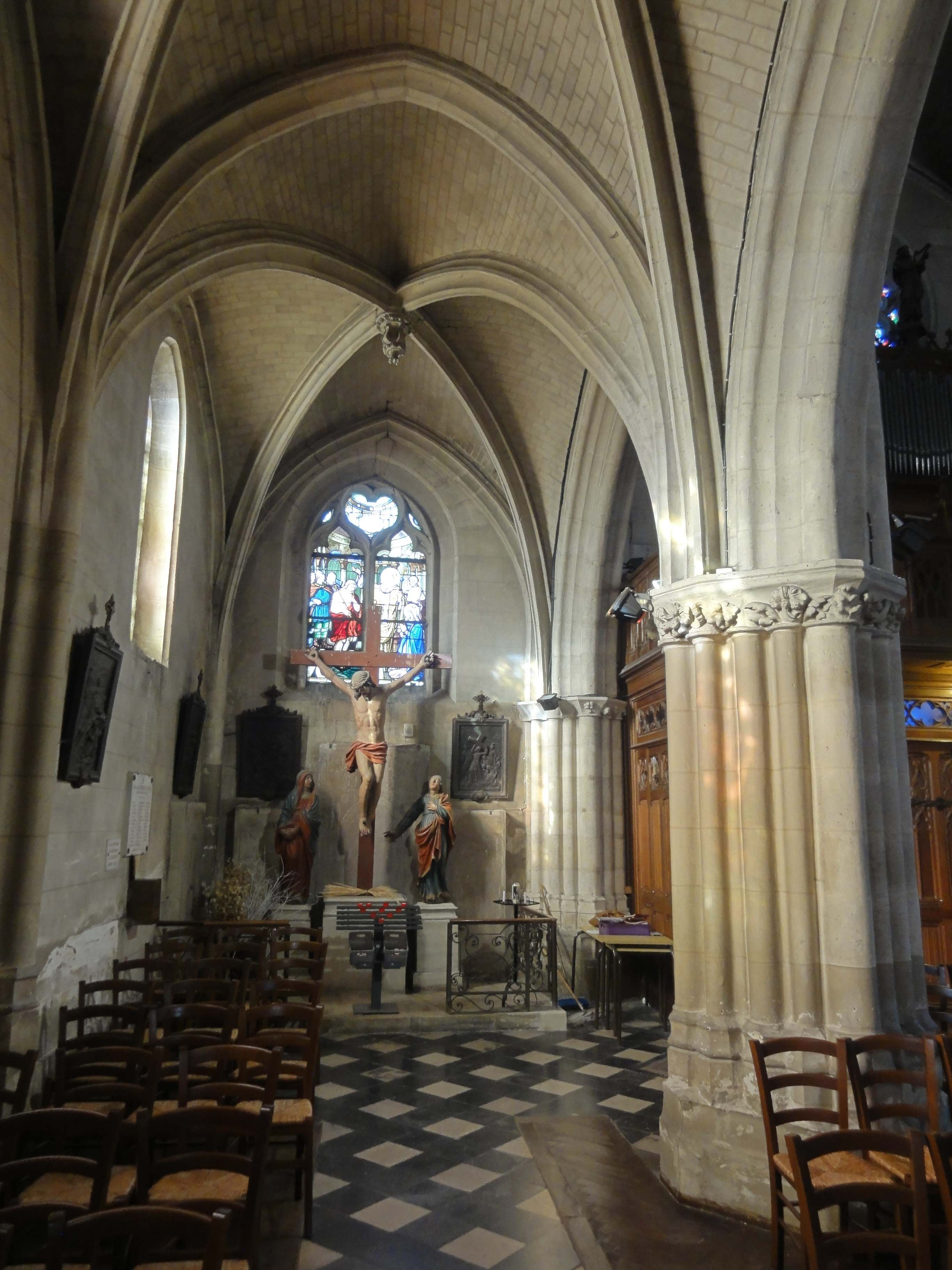
Bas-côté sud, 2e travée, vue vers l'ouest.
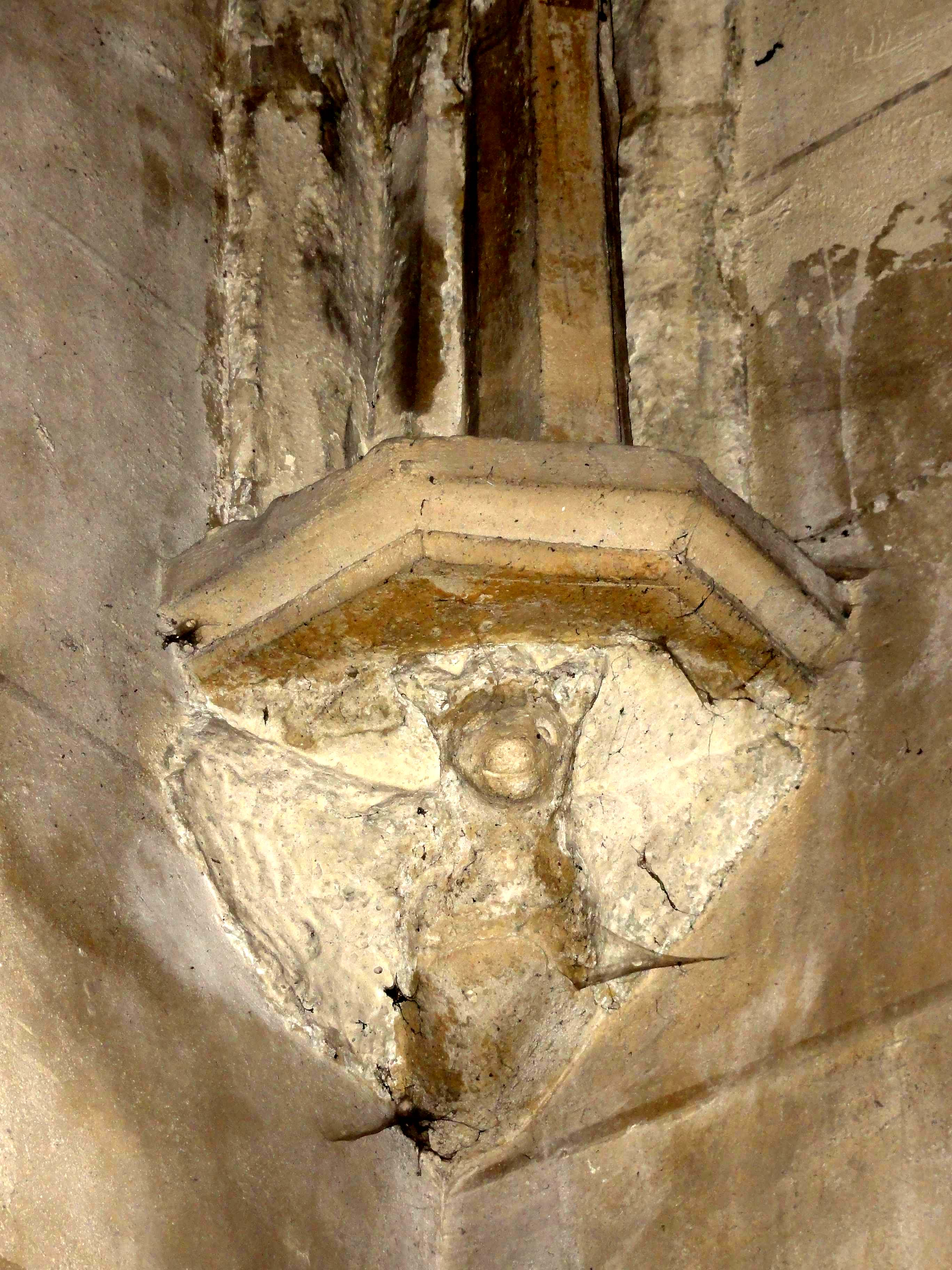
Bas-côté sud, 2e travée, cul-de-lampe dans l'angle sud-est.
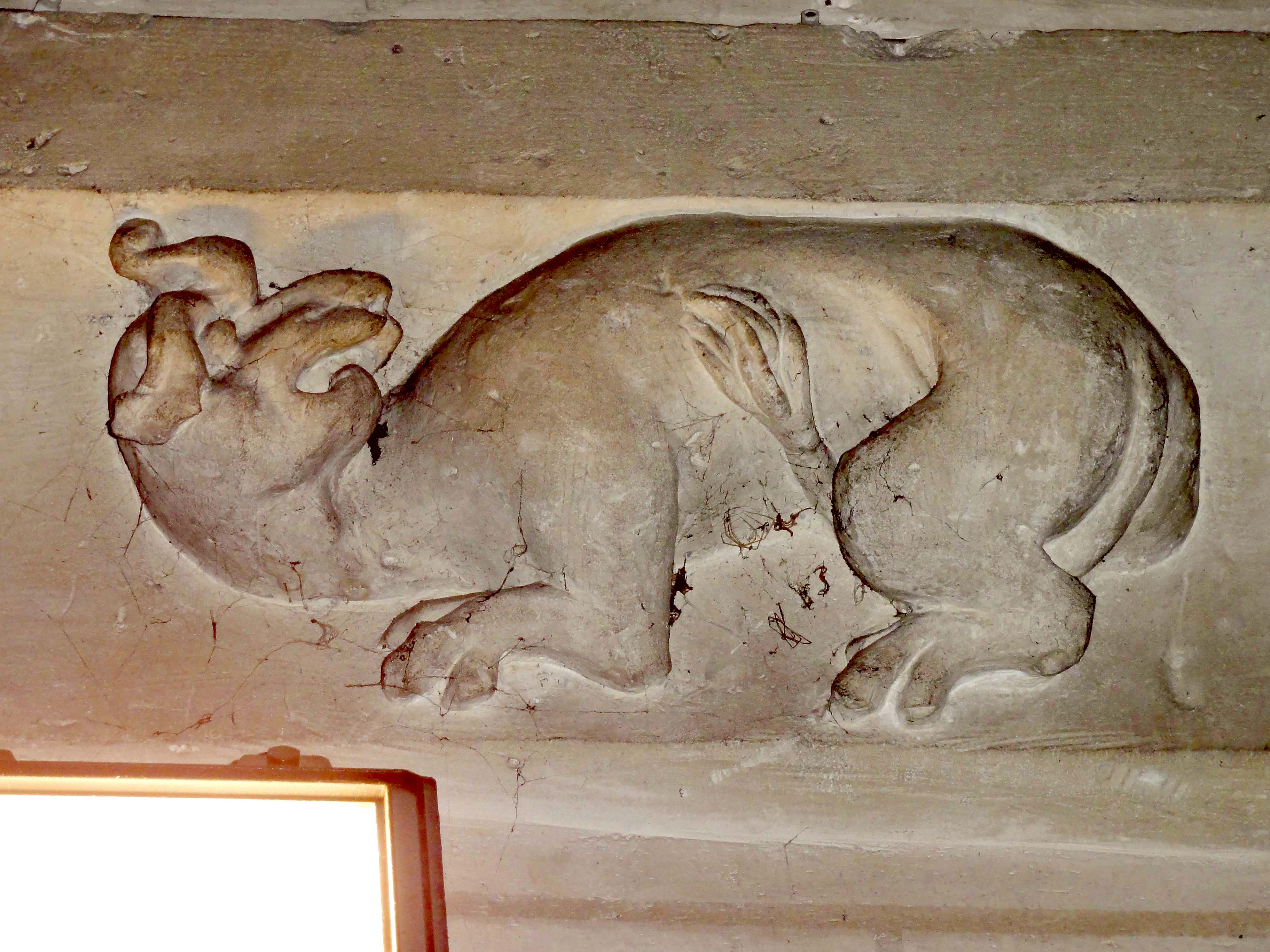
Bas-côté nord, doubleau entre 2e et 3e travée, frise côté sud.

#### Base de l'ancien clocher

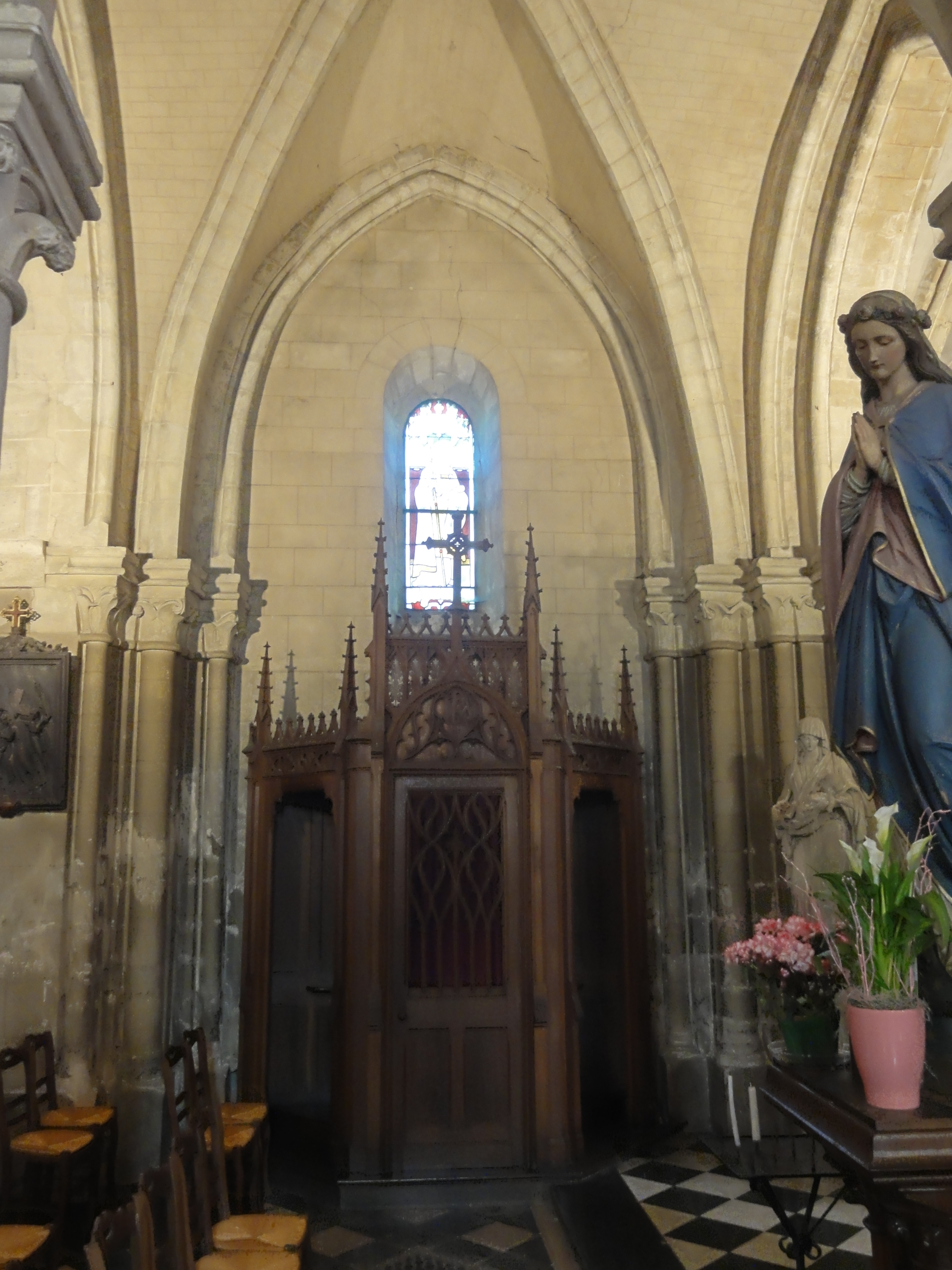
Base de l'ancien clocher.

La base de l'ancien clocher est la troisième travée du bas-côté nord, ou autrement dit, la première travée du bas-côté nord du chœur, celle qui abrite l'un des deux confessionnaux. La travée communique avec le chœur par une grande arcade brisée très surhaussé, qui est à double rouleau. L'intrados est mouluré d'un méplat entre deux tores, et le rang de claveaux supérieur présente de chaque côté un tore. La retombée s'effectue sur des faisceaux d'une colonne et de deux fines colonnettes à chapiteaux. Les tailloirs sont carrés, et se composent, du haut vers le bad, d'une plate-bande, d'un cavet et d'un boudin. Les chapiteaux sont sculptés, pour la plupart, de feuilles d'eau ou de feuilles plates, dont les extrémités se recourbent pour suivre la forme de la corbeille, ou s'enroulent parfois. Quelques volutes d'angle typiquement romans apparaissent par ci ou par là, tandis qu'il y a aussi quelques feuillages plus élaborés. Dans son ensemble, la sculpture est clairement gothique. L'on trouve des chapiteaux similaires dans les tribunes de la cathédrale de Senlis, et dans l'église du prieuré Saint-Christophe-en-Halatte. Les fûts sont appareillés. L'arcade vers la chapelle de la Vierge est analogue. Celle vers le bas-côté de la nef, déjà décrite, est seulement à simple rouleau, ce qui rend la disposition de la base du clocher dissymétrique. Vers l'intérieur de la base du clocher, elle est décorée d'un tore retombant sur des colonnettes à chapiteaux. L'arcade proprement dite retombe sur les tailloirs sculptés de végétaux et d'une chimère. En raison du nombre réduit de colonnettes pour cette arcade, une portion de mur reste libre entre celle-ci et les colonnettes de l'arcade vers le chœur. Dans chacun des angles, une colonnette supplémentaire, aussi fine que celles des rouleaux supérieurs, reçoit les ogives, et auprès du mur extérieur, l'arc formeret mouluré d'un mince tore. Les ogives sont au profil d'un tore en forme d'amande, qui est placé sur un bandeau visible en arrière-plan. La clé de voûte est une petite rosace à deux rangs de pétales. L'éclairage est procuré par une petite fenêtre en plein cintre fortement ébrasée.

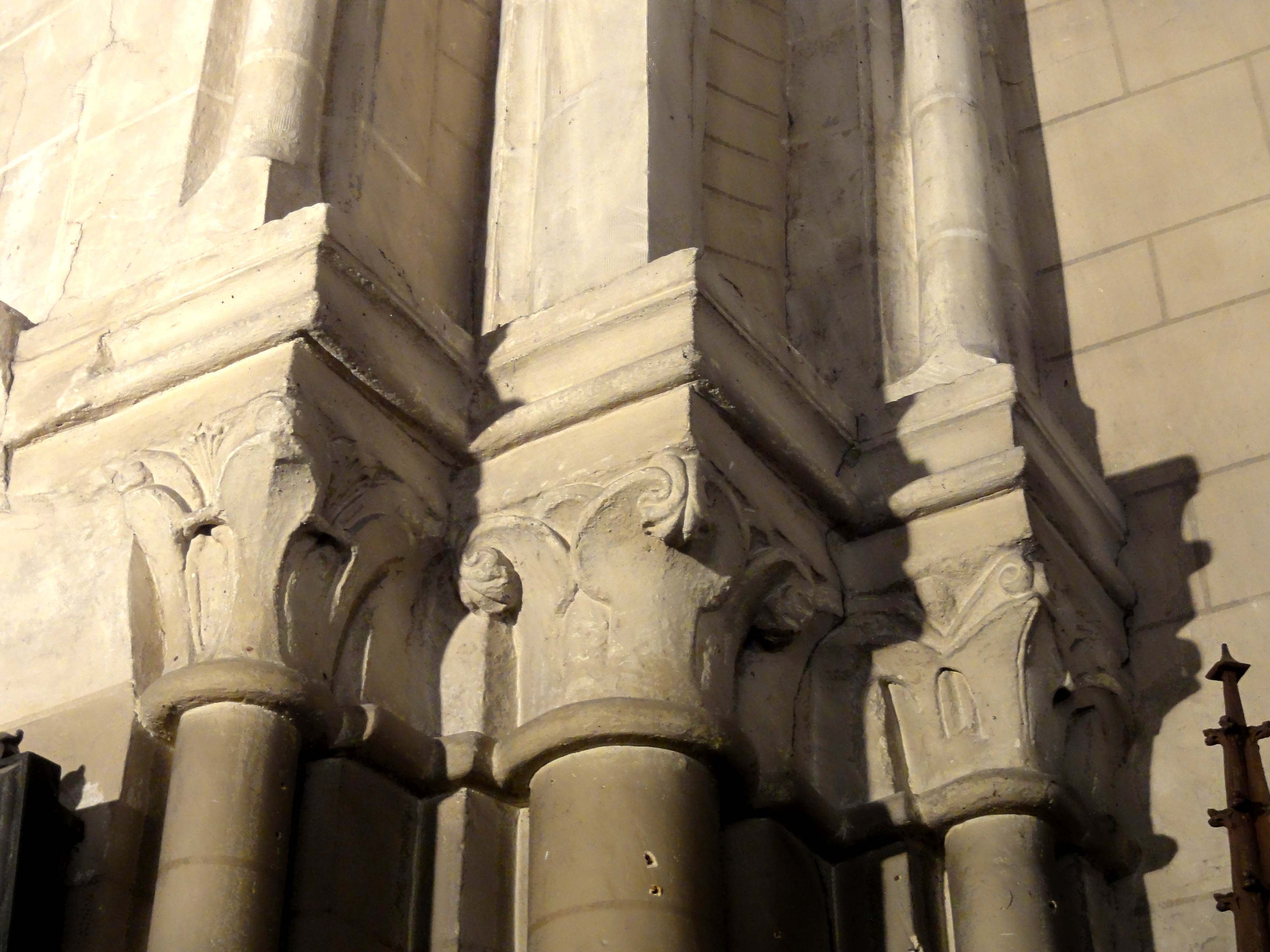
Chapiteaux au nord-ouest.
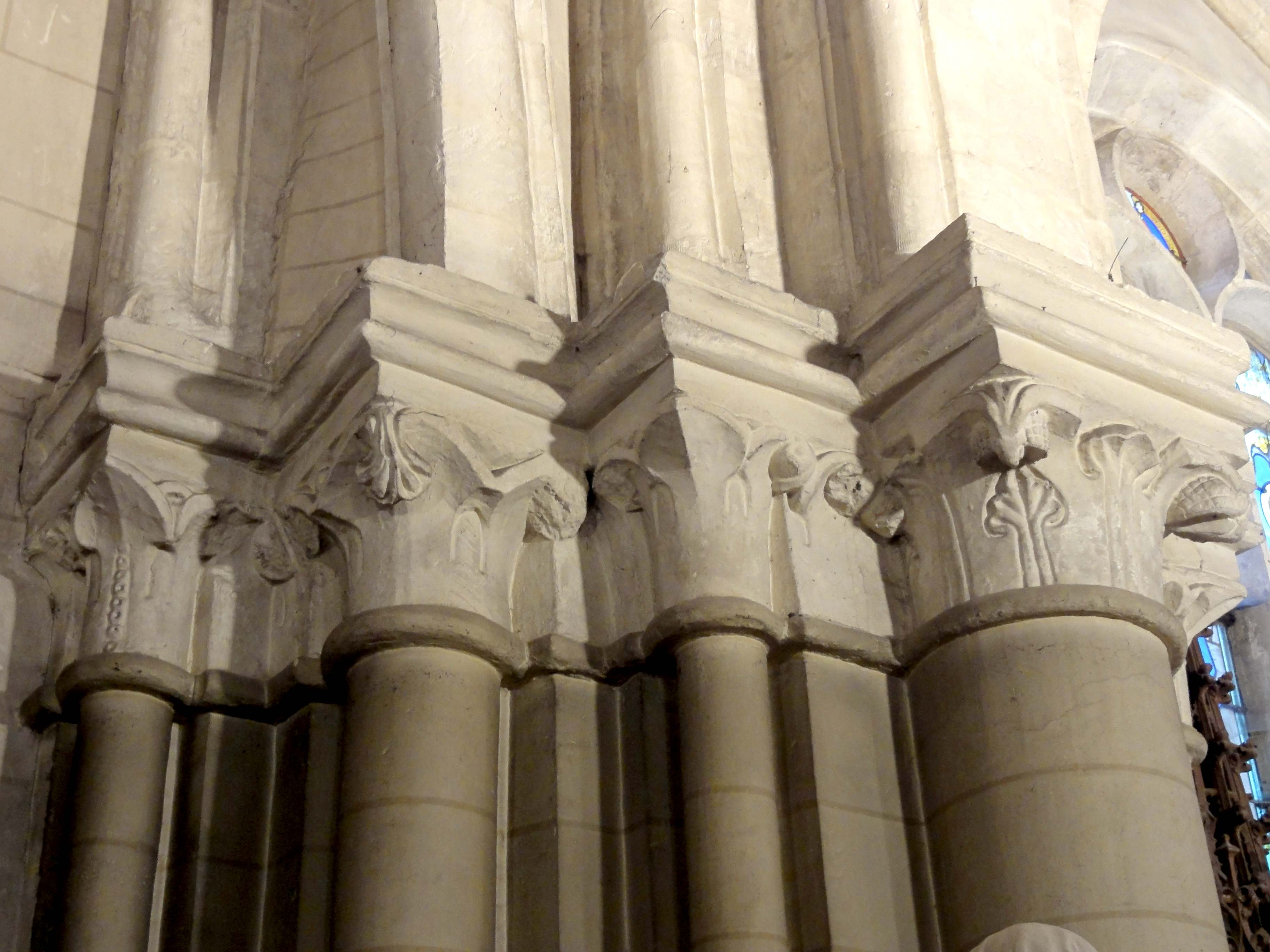
Chapiteaux au nord-est.
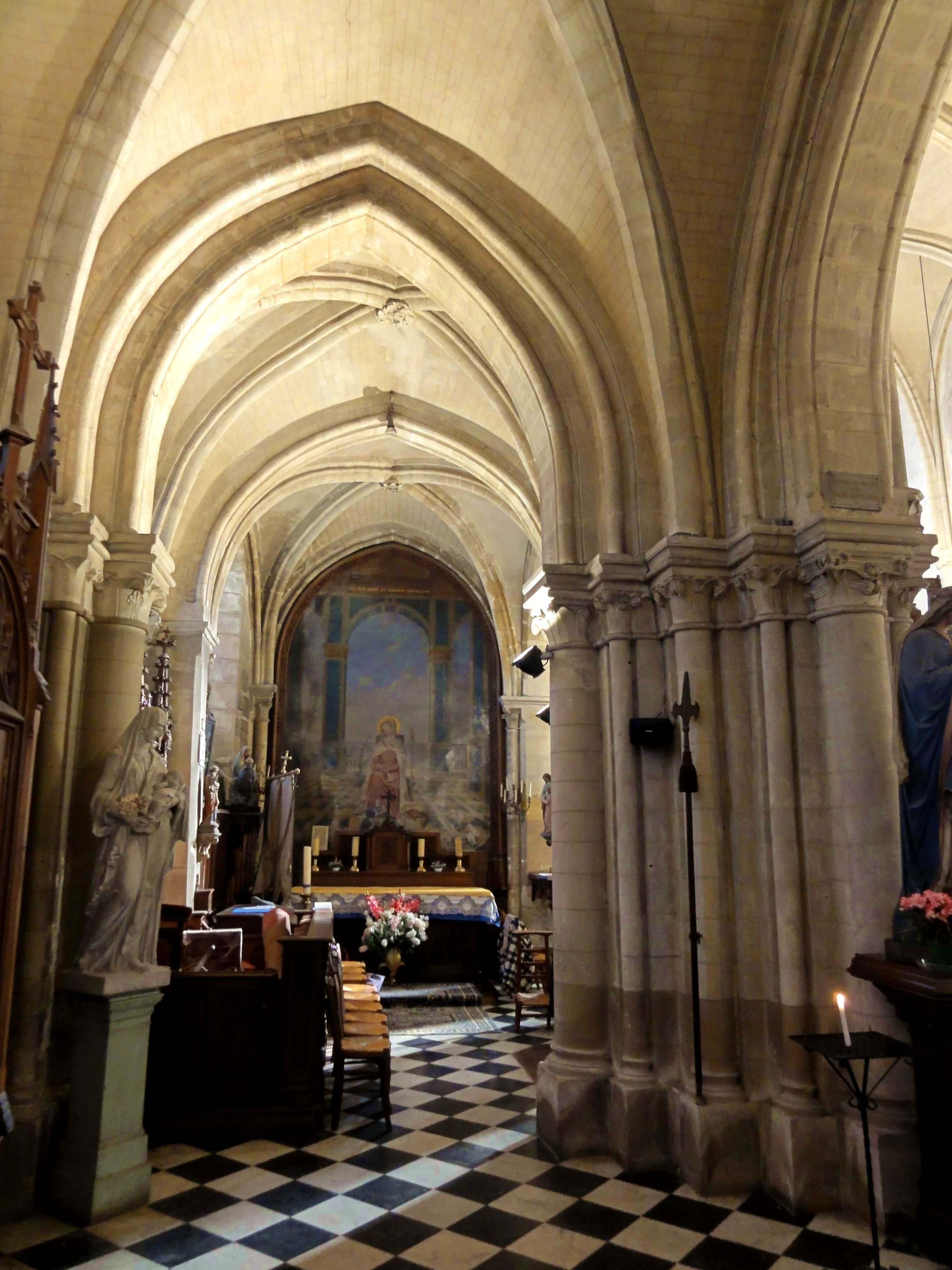
Vue vers l'est.
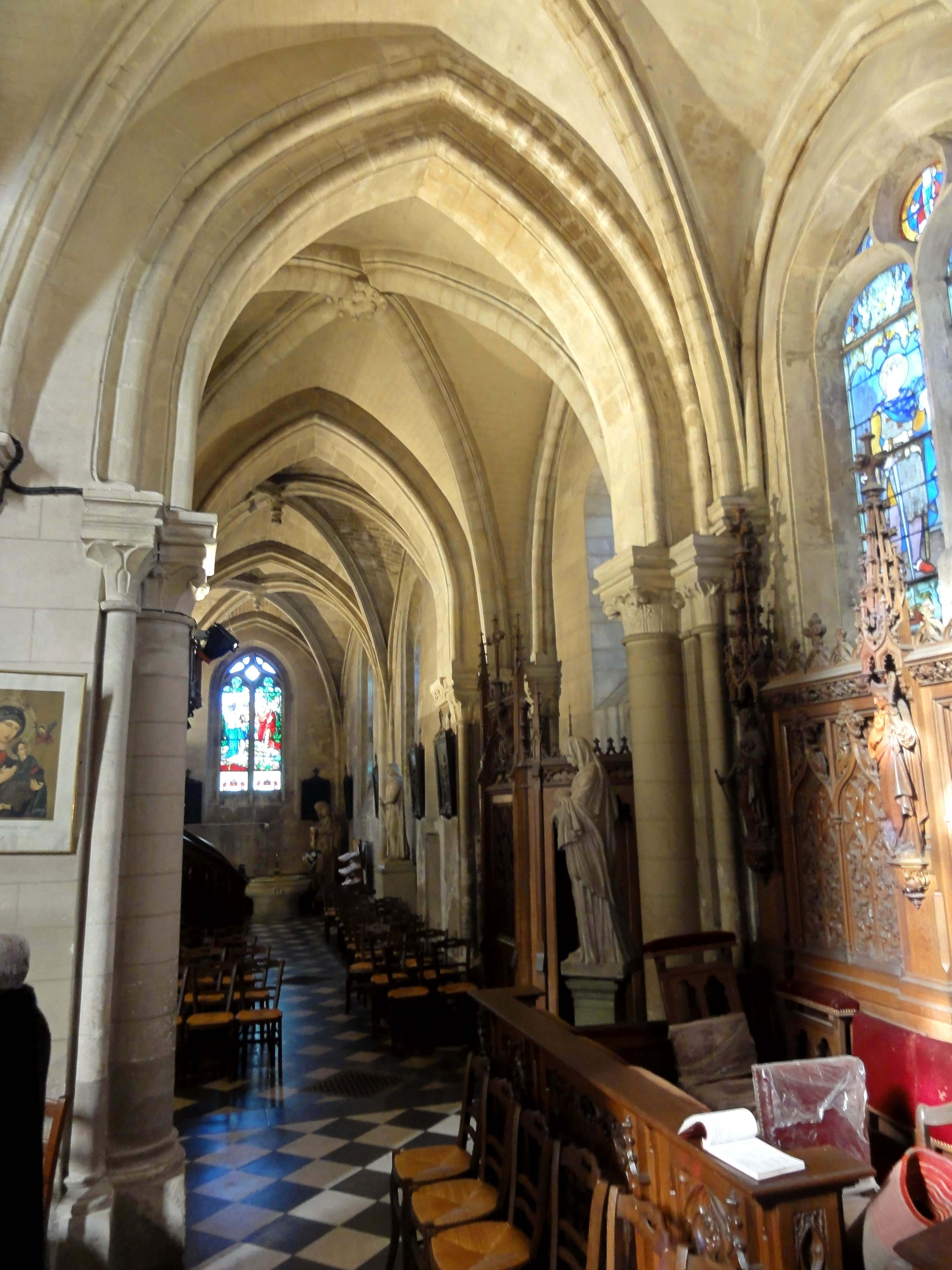
Vue vers l'ouest.
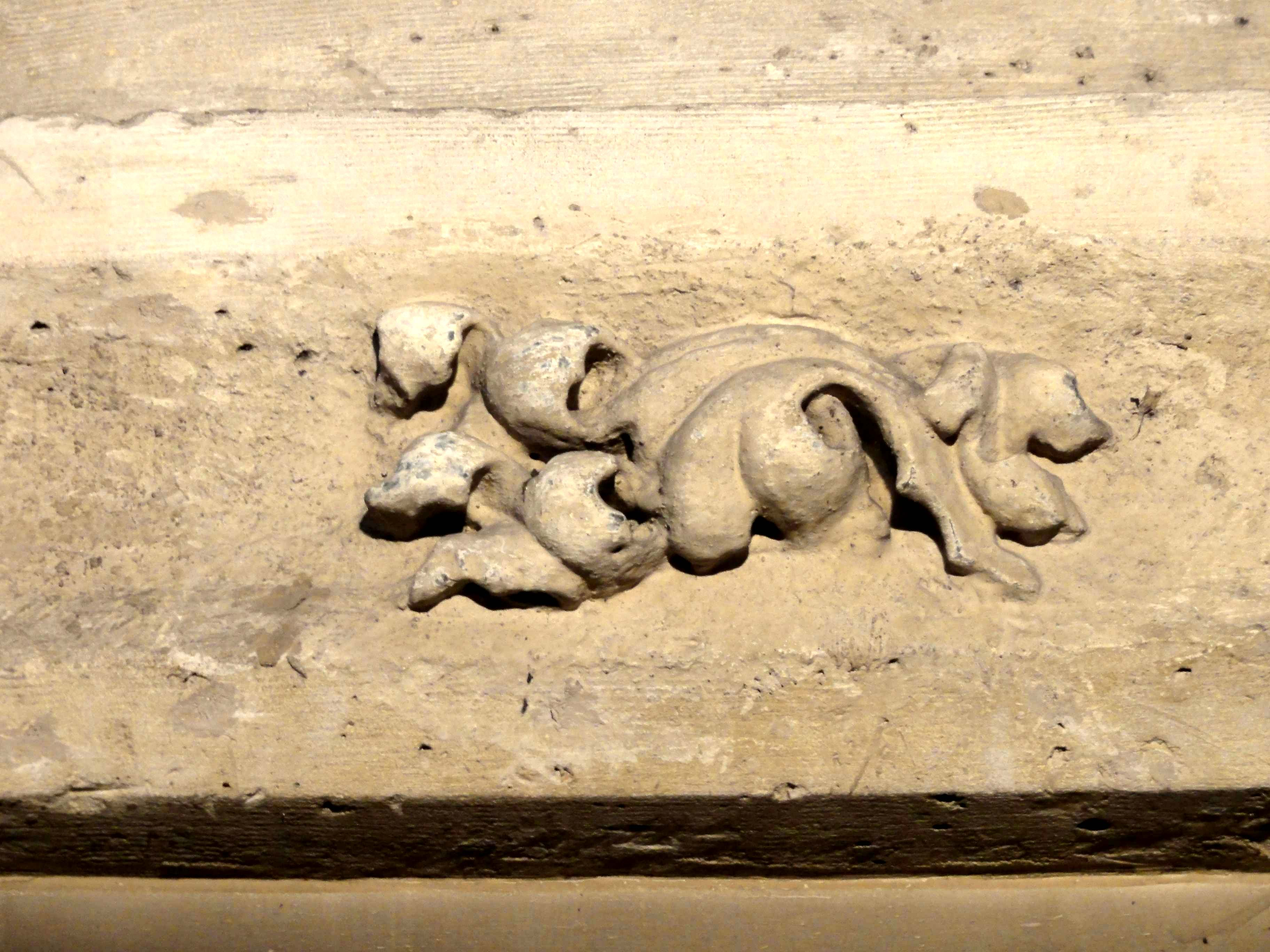
Frise de l'arcade ouest.
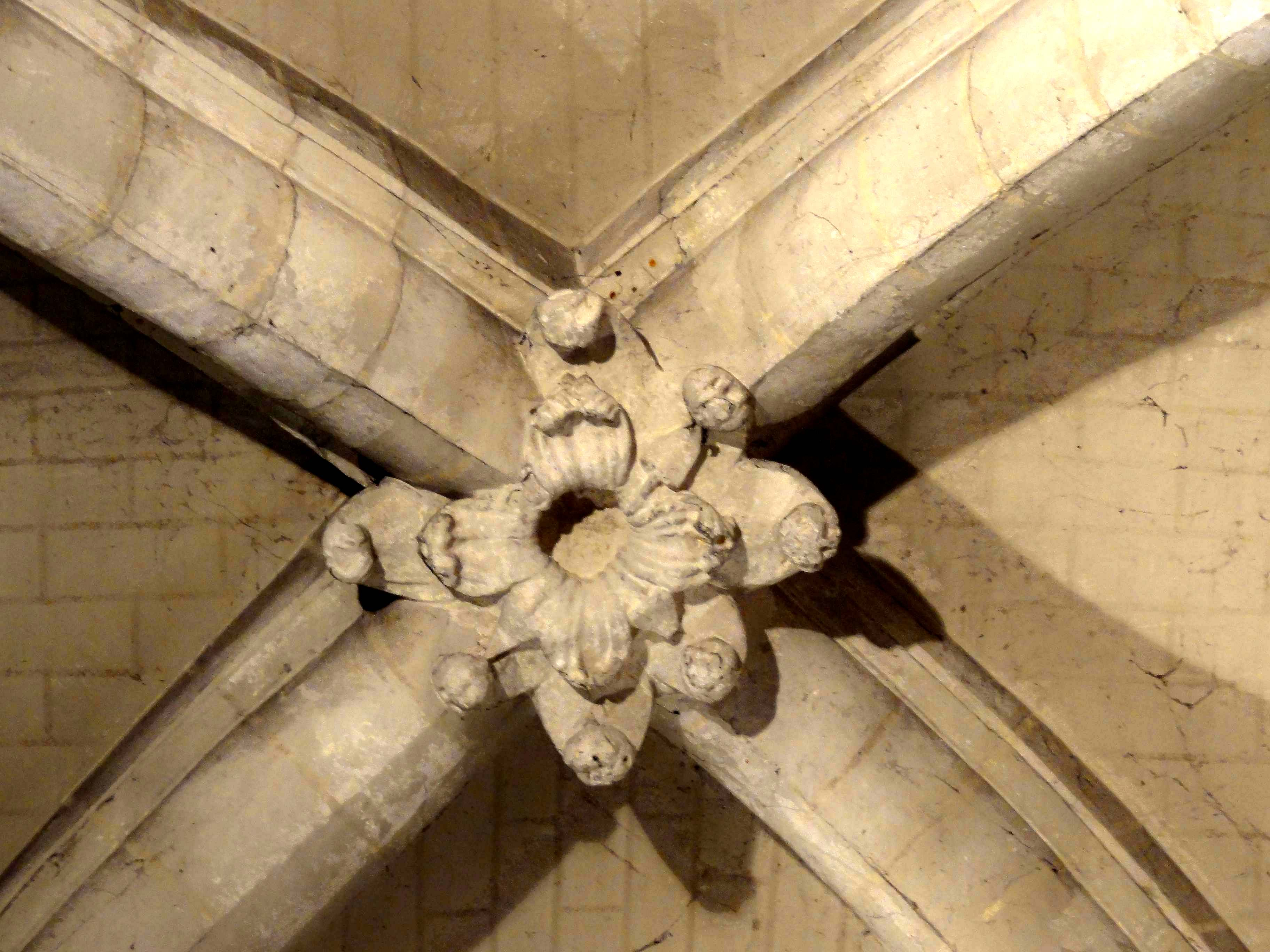
Clé de voûté.

#### Chœur

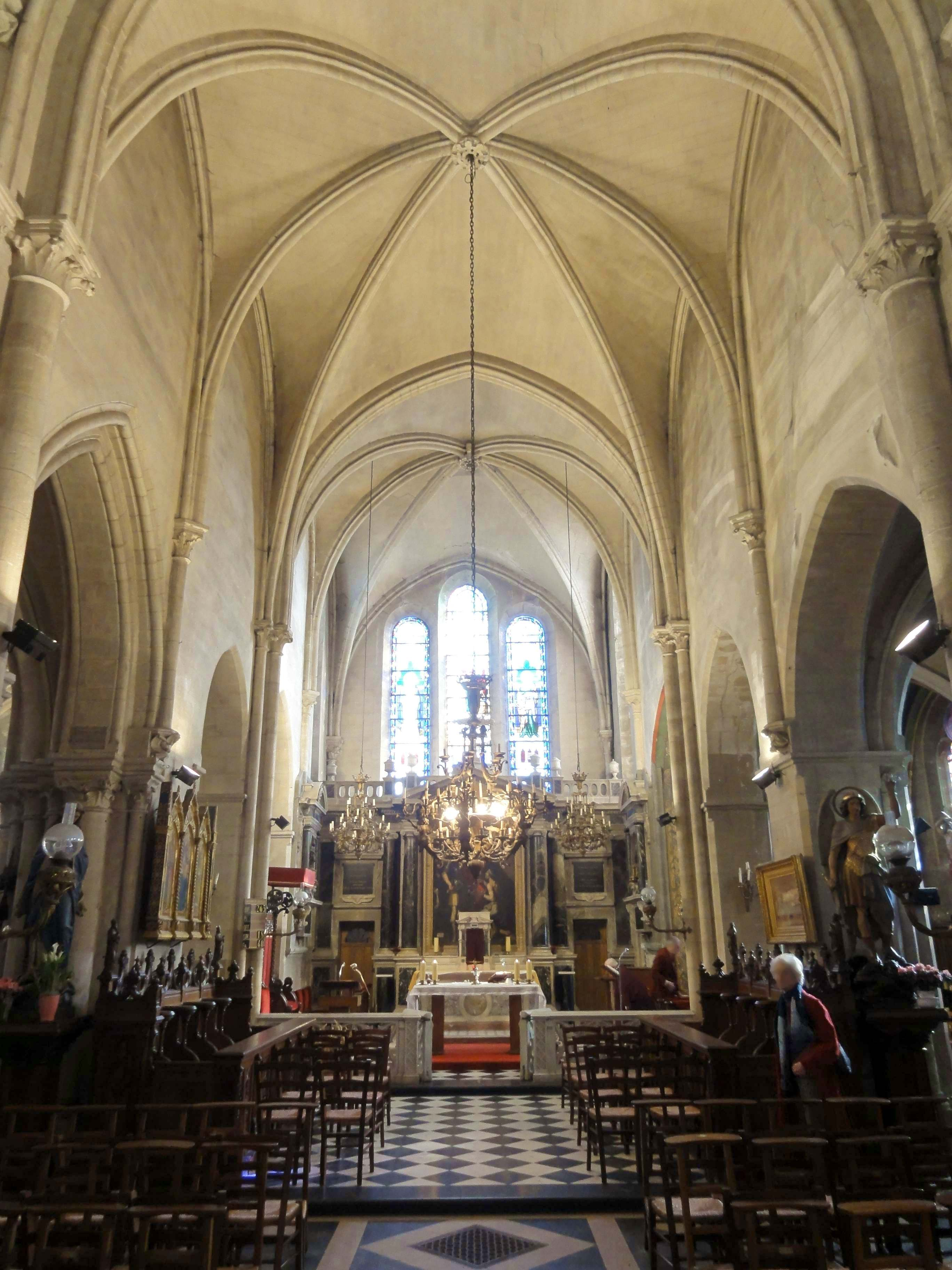
Chœur, vue vers l'est.

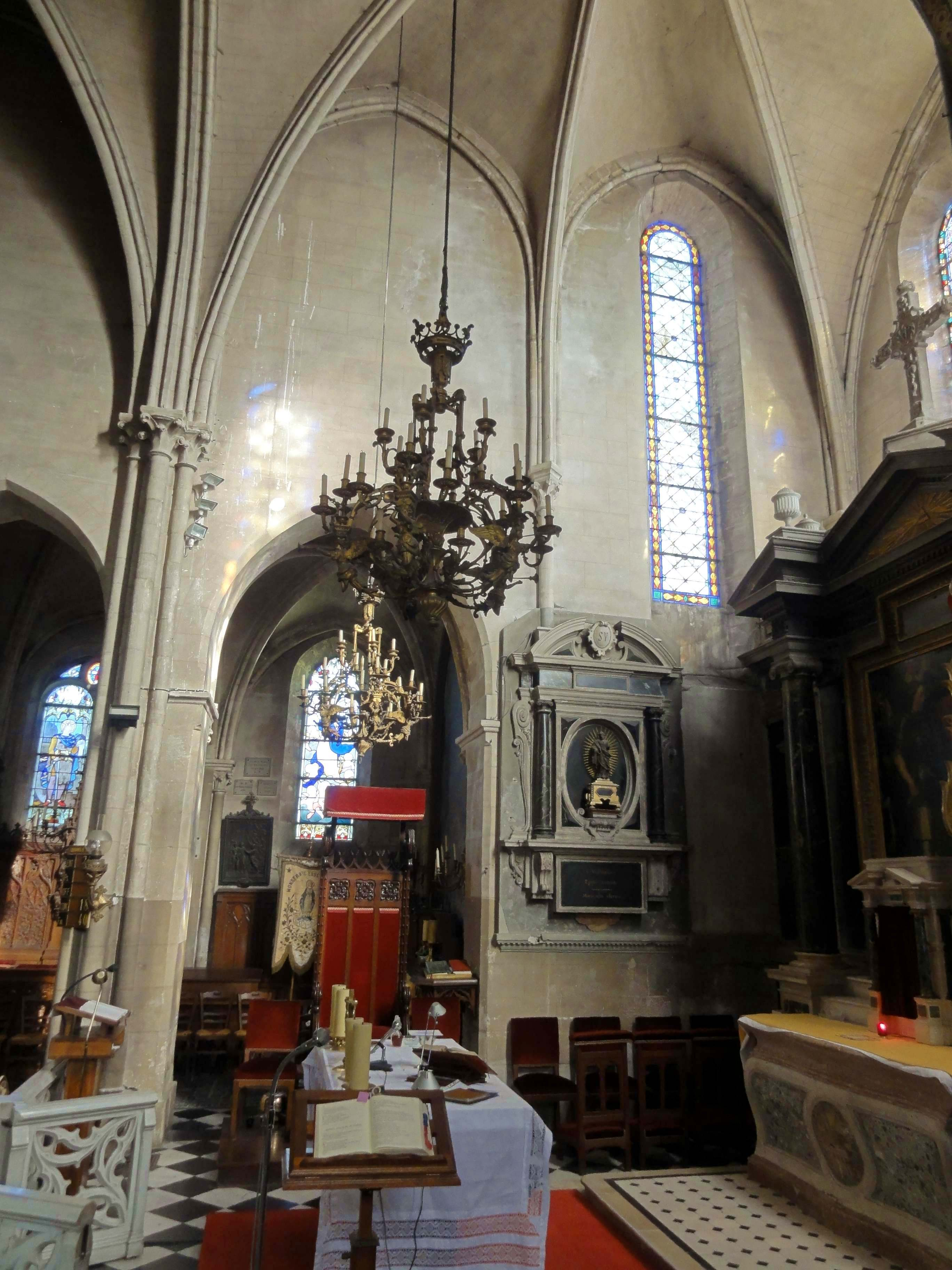
2e travée, élévation nord.

Le chœur s'ouvre par l'arc triomphal, qui est en tiers-point et très surhaussé, comme les arcades de la base du clocher. Vers la nef, l'arc triomphal est à double rouleau, et mouluré d'un tore pour le rouleau supérieur, et d'un filet entre deux tores dégagés pour le rouleau inférieur. Vers l'intérieur du chœur, le rouleau supérieur n'existe pas, mais il y a en revanche la retombée des ogives. De chaque côté, ces nervures retombent sur trois colonnettes appareillées, dont celle du milieu est plus forte que les deux autres, et placée devant un dosseret. Curieusement, les fines colonnettes correspondant au rouleau supérieur sont plus éloignées des colonnettes du milieu que celles réservées aux ogives. Les principaux caractéristiques du chœur sont les deux voûtes sexpartites et le triplet du chevet. Les voûtes sexpartites sont caractéristiques des grandes églises de la première période gothique. Les chœurs de Belle-Église, Fontenay-en-Parisis, Gouvieux (anciennement), Précy-sur-Oise (une seule travée), Saint-Jean-aux-Bois, Saint-Leu-d'Esserent (la première travée seulement), ainsi que les nefs d'Angicourt et Nesles-la-Vallée, et tout le vaisseau central de la collégiale Saint-Frambourg de Senlis, en possèdent également. Les voûtes sexpartites, à six branches d'ogives, entraînent une alternance entre supports forts et supports faibles, ces derniers ne concernant que les branches d'ogives supplémentaires et les formerets. En l'occurrence, les supports forts ne concernent que l'unique doubleau intermédiaire du chœur. On y trouve des faisceaux de trois fines colonnettes, qui sont ici très rapprochées contrairement à l'arc triomphal, mais affichent les mêmes chapiteaux de crochets, tandis que le profil des tailloirs se limite à une plate-bande et un chanfrein. Aux temps faibles, les nervures retombent sur le tailloir à bec (placé en pointe) d'une colonnette à chapiteau unique. Les tailloirs à bec ont été introduits pour la première fois dans l'abbatiale de Royaumont (détruite), et existent également dans la chapelle de l'ancien prieuré Saint-Victor de Bray (arcade vers la chapelle), et dans la nef de Marly-la-Ville. Il ne s'agit pas de tailloirs à bec au plan en étoile, qui n'apparaissent que plus tard, à la Sainte-Chapelle de Paris. Comme particularité, les colonnettes des temps faibles de la première travée ne retombent pas jusqu'au sol, mais butent sur des culs-de-lampe assez intéressants, dont l'un représente un moine revêtu de sa capuche et tendant une banderole vierge, et l'autre un moine feuilletant un livre, sans le regarder. Ces sculptures évoquent la période flamboyante, mais puisque le vaisseau central du chœur n'a pas fait l'objet d'autres modifications à cette époque, la question de l'authenticité est posée. Les ogives sont au profil d'un tore en forme d'amande entre deux baguettes. Les clés de voûte sont des couronnes de feuillages. Celle de la seconde travée est flanquée de deux têtes sculptées, comme fréquemment à la période gothique,.
Le chevet plat est ajouré d'un triplet de trois lancettes en arc brisé, qui sont dépourvues de toute décoration. La lancette médiane est plus élevée que les deux autres. Dans la région, le chevet plat est courant à la première période romane, avant que les absides voûtées en cul-de-four ne s'imposent à la fin du XIe siècle. À la fin de la période romane, il fait son retour avec la diffusion du voûtement d'ogives, qui s'accélère au second quart du XIIe siècle. Avant le milieu du siècle, les églises d'Avrechy, Francastel, Saint-Rieul de Louvres, Noël-Saint-Martin (commune de Villeneuve-sur-Verberie) et Rocquemont sont pourvues de chœurs au chevet plat voûtés d'ogives et éclairés par un triplet. Pour la seconde moitié du siècle, on peut citer Cauffry, Ormoy-Villers et Précy-sur-Oise, par exemple. Pendant la première moitié du XIIIe siècle, des triplets sont appliqués aux chevets de Saint-Léonard et Borest, où l'on ne trouve pas non plus la moindre décoration, et Saint-Jean-aux-Bois. C'est avec le chœur de cette abbatiale que les ressemblances sont particulièrement frappantes, y compris pour les deux hautes et étroites lancettes en tiers-point, qui éclairent latéralement la dernière travée. L'abbatiale de Saint-Jean-aux-Bois est dépourvue de bas-côtés, ce qui ne permet pas d'étendre la comparaison sur les grandes arcades. Elles sont au nombre de six. Celle vers l'ancienne base du clocher a déjà été décrite. La dernière grande arcade du sud est prismatique, et a été reprise après 1528, tout comme la dernière travée de la chapelle Saint-Michel. Les autres arcades ne sont pas moulurées, mais simplement chanfreinées, et retombent sur des impostes moulurés. L'absence de colonnettes à chapiteaux est difficilement explicable pour un édifice qui fait, globalement, preuve d'une recherche stylistique certaine. Les arcades sont peut-être plus anciennes que le reste du chœur, et leur simplicité peut alors résulter des contraintes économiques, qui auraient ensuite conduit à l'interruption du chantier avant 1190,.

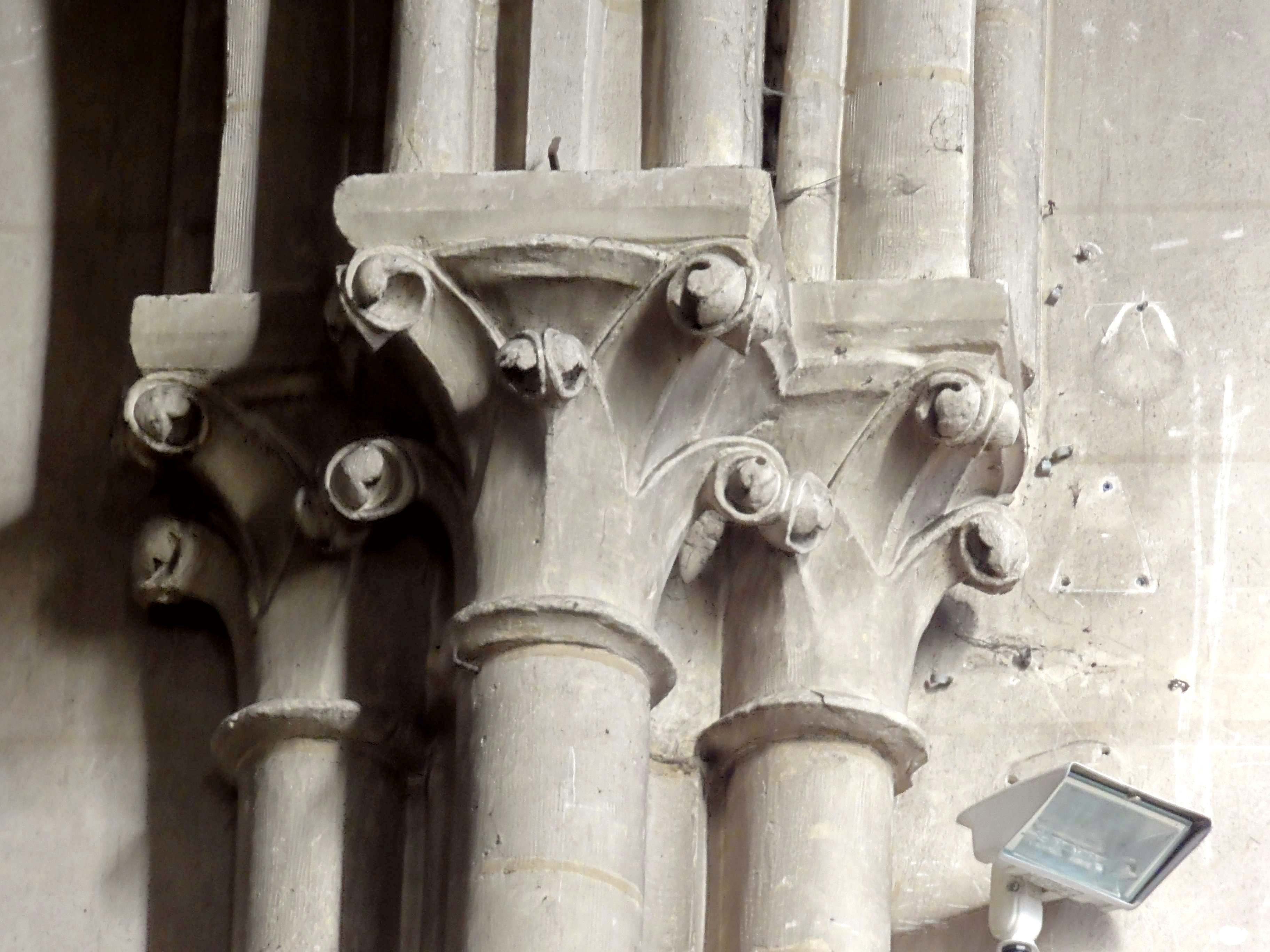
Chapiteaux du temps fort.
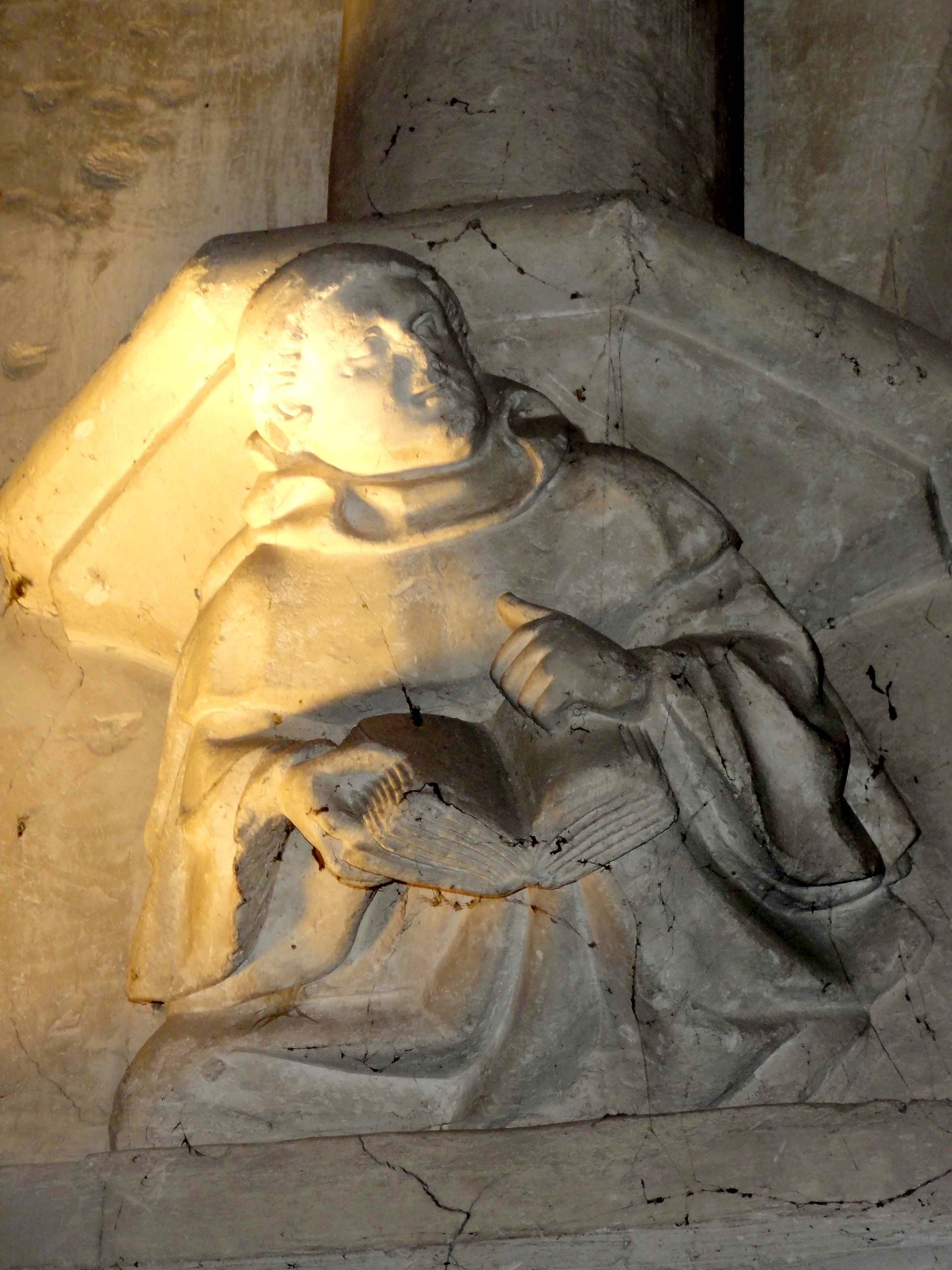
Cul-de-lampe au sud.
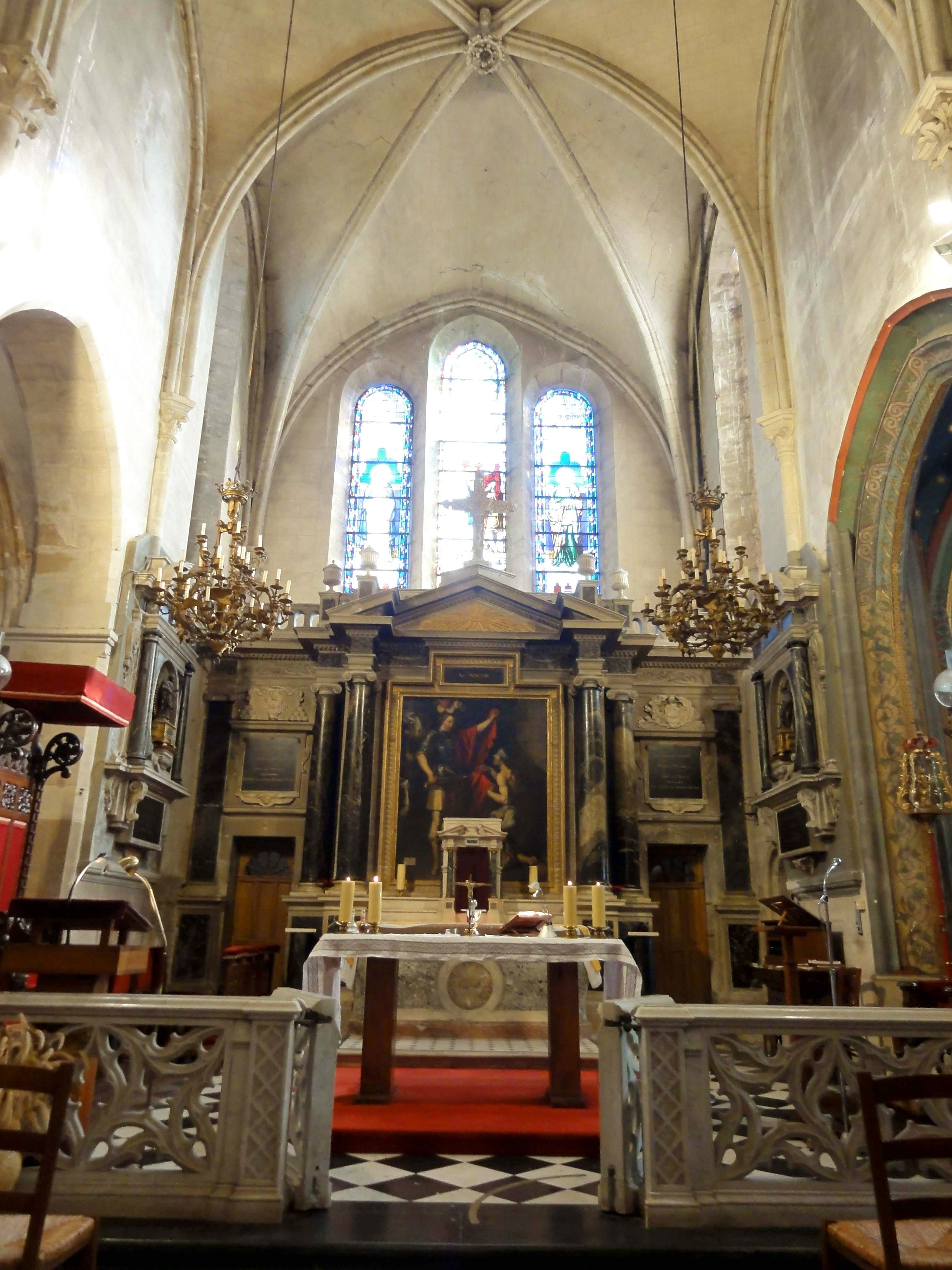
Vue vers l'est.
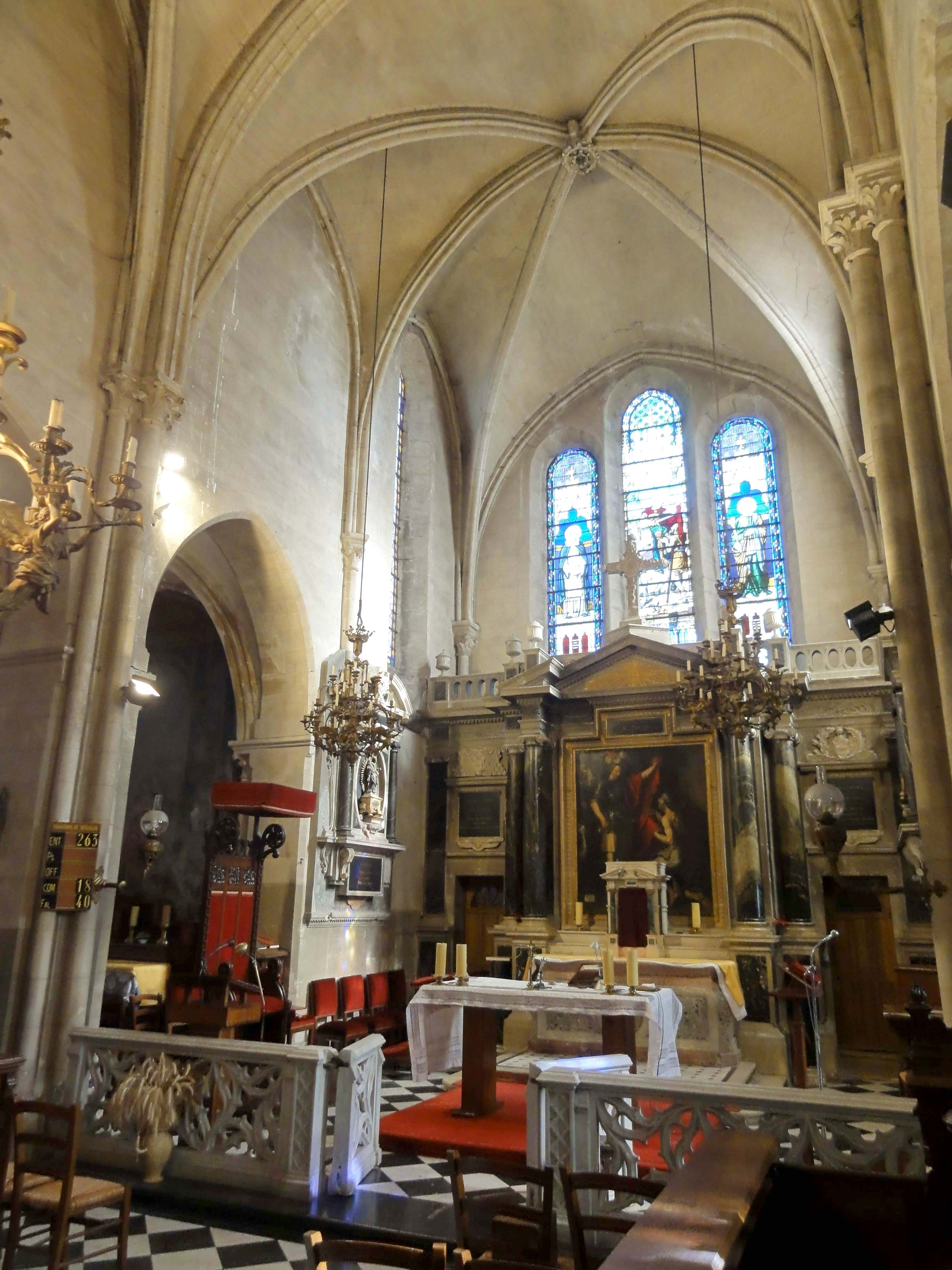
Vue vers le nord-est.
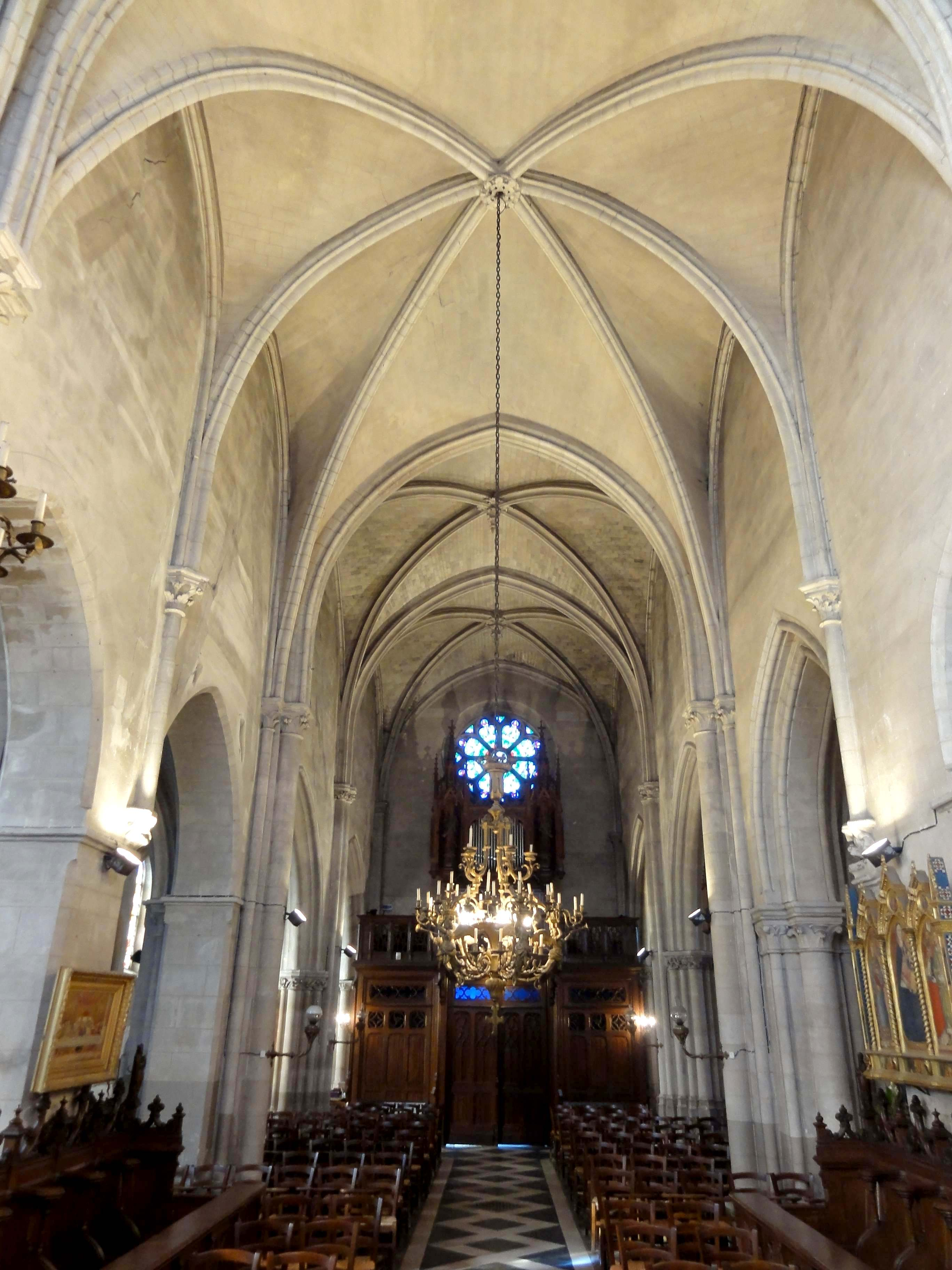
Vue vers l'ouest.
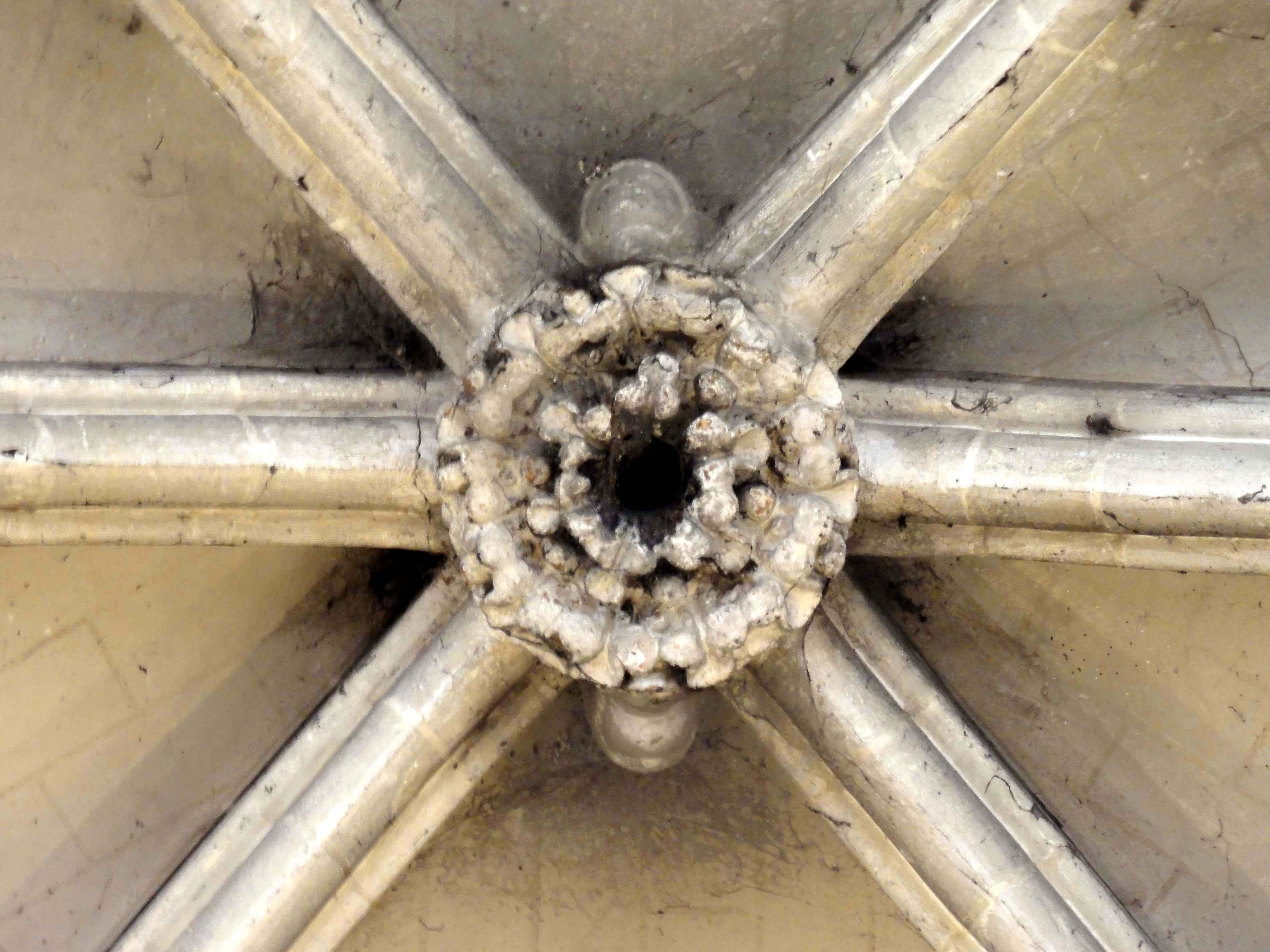
Clé de la 2e travée.

#### Chapelles de la Vierge et Saint-Michel

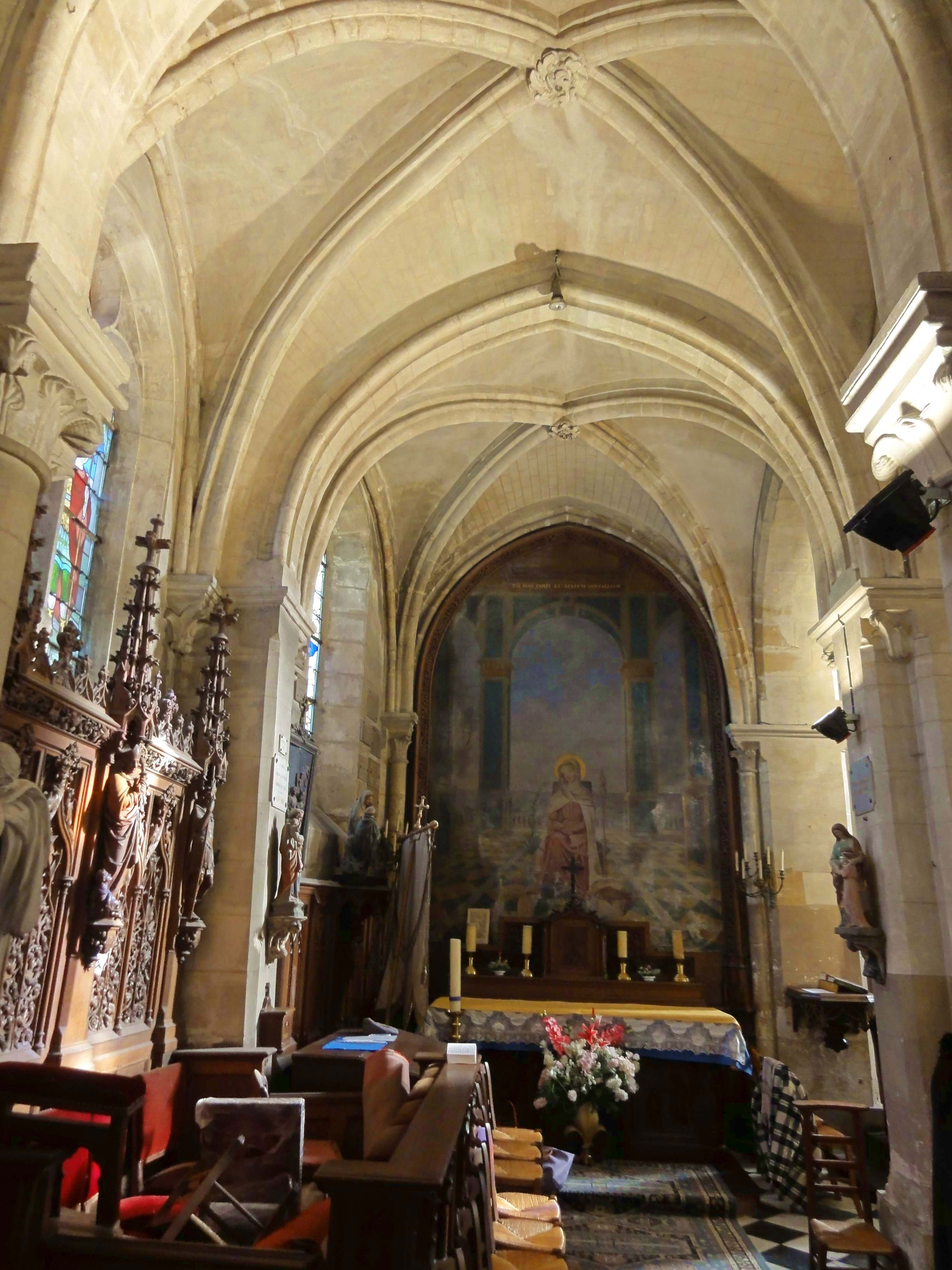
Chapelle de la Vierge.

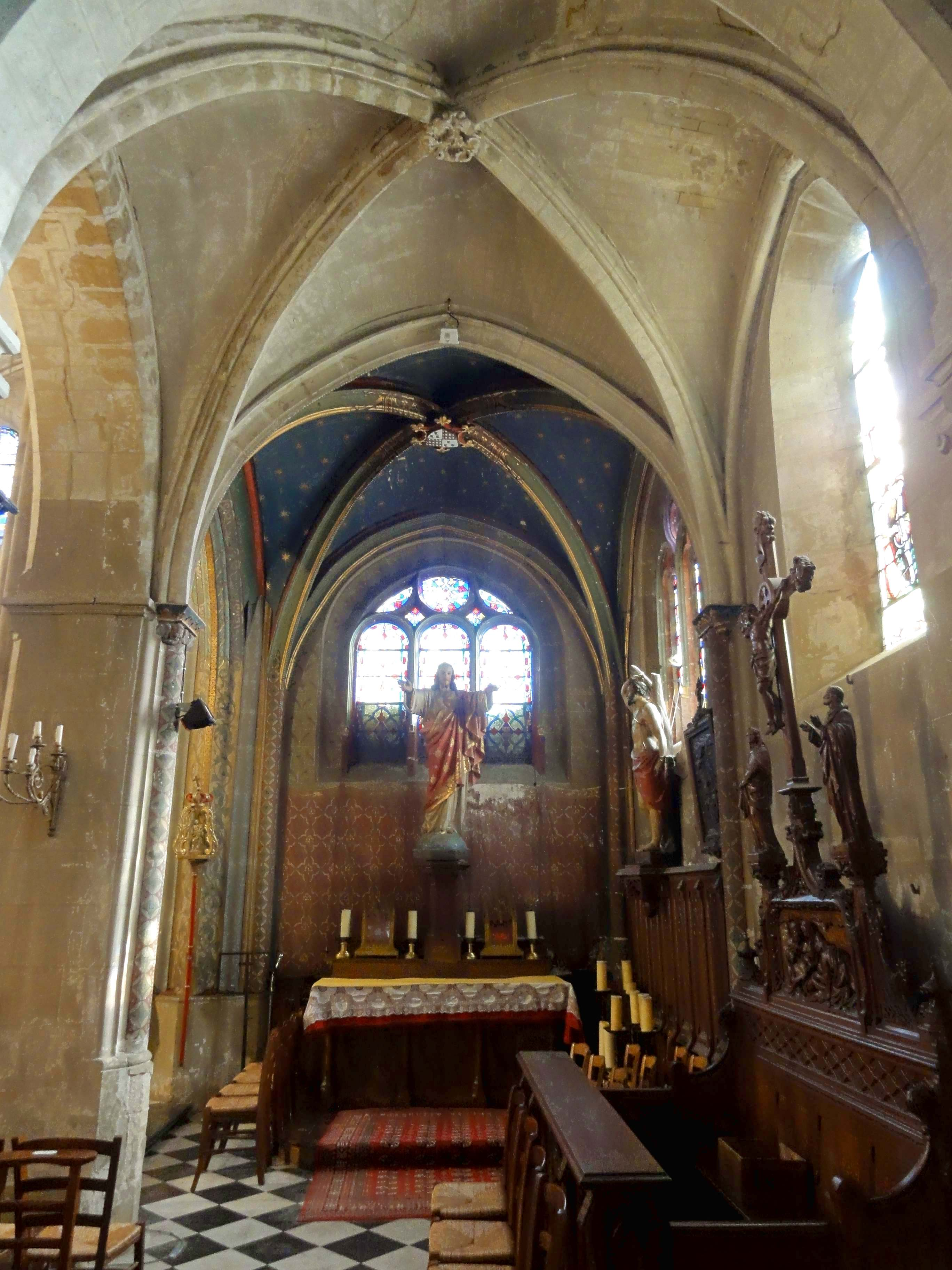
Chapelle Saint-Michel.

La chapelle de la Vierge, qui correspond aux deux dernières travées du bas-côté nord, présente certaines différences avec la base de l'ancien clocher qui lui précède. Les tores des ogives sont bordés par deux baguettes non dégagées, qui peuvent seulement se voir en regardant latéralement. La clé de voûte de la quatrième travée (soit la première travée de la chapelle) est « tournante », c'est-à-dire que ses feuillages suggèrent un mouvement de rotation. C'est une particularité que possèdent de nombreuses églises à partir des années 1210 / 1220 au plus tôt, dont Borest, Brenouille, Chars, Glaignes et Trumilly. Les chapiteaux sont sculptés de feuillages aux extrémités recourbées en crochets, d'une façon très régulière voire monotone, puisque la diversité des sujets qui fait le charme de la base de l'ancien clocher disparaît. Enfin, le doubleau intermédiaire retombe sur des tailloirs posés directement sur des piliers carrés, sans chapiteau ni colonnette. Ce n'est guère surprenant si l'on considère le caractère sommaire des grandes arcades, déjà signalées. Le doubleau est tout au moins mouluré d'un méplat entre deux tores, comme l'intrados des arcades sud et est de la base de l'ancien clocher ; c'est l'un des profils les plus répandus pour les arcades et doubleaux. Les chapiteaux sont donc réservés aux colonnettes uniques supportant les ogives et formerets, qui sont logées dans les angles des travées. Les tailloirs de ces chapiteaux ne forment qu'un avec ceux des piliers carrés du doubleau intermédiaire. La première travée conserve comme fenêtre une lancette unique potentiellement d'origine, à l'instar de la première fenêtre du sud. Les deux fenêtres de la seconde travée ont été repercées à la Renaissance. Elles sont en plein cintre, et affichent le remplage Renaissance standard de deux formes en plein cintre, surmontées d'un soufflet simplifié et de deux écoinçons ajourés. Une variante de ce dessin se voit dans la deuxième travée du sud. La baie du chevet est bouchée, et dissimulée par une peinture murale, qui est une copie de la Mater Ter Admirabilis de la Trinité-des-Monts, à Rome.
Dans la chapelle Saint-Michel, au chevet du bas-côté sud, l'on vénère aujourd'hui, avant tout, le Sacré-Cœur de Jésus. Depuis la fondation de la confrérie Saint-Sébastien par les « chevaliers de l'arc » en 1763, il y avait également un autel de Saint-Sébastien. Devant, un lustre était suspendu, qui pouvait être descendu grâce à un moulinet, afin de pouvoir allumer ou changer plus facilement les cierges. Aujourd'hui, il ne reste plus qu'une statue du XIXe siècle du saint. La statue de saint Michel est placée sous l'arcade de l'actuelle base du clocher, dans la troisième travée du bas-côté sud (soit la première travée du bas-côté sud du chœur). Rien n'indique que cette travée supporte un clocher. Il est assez surprenant que les arcades et doubleaux autour de cette travée n'ont pas été renforcés pour la construction du clocher actuel, sans doute au premier quart du XVIe siècle. La voûte n'est pas non plus percée d'un trou pour la remontée des cloches, mais elle a peut-être été refaite au cours des années 1880. La fenêtre est une troisième lancette simple du début du XIIIe siècle qui subsiste dans les bas-côtés ; une quatrième existe dans la travée suivante. Le doubleau vers la travée suivante n'est pas mouluré, ce qui distingue ce bas-côté de son homologue au nord. Sinon, les ressemblances sont grandes. Ce qu'il y a de différent résulte surtout de la reconstruction totale de la dernière travée à partir de 1528. Le doubleau à l'entrée de cette travée et les ogives adoptent le même profil prismatique aigu qui règne dans les bas-côtés de la nef, tandis que la grande arcade vers le chœur est l'unique arcade prismatique de l'église. La clé de voûte est armoriée. La fenêtre au sud possède un remplage flamboyant, dont les bas-côtés de la nef présentent trois exemples différents. Ici, figure le dessin le plus courant, à savoir deux lancettes aux têtes tréflées, surmontées par un soufflet et deux mouchettes. La baie du chevet date de la Renaissance ; c'est la seule de l'église qui est à trois formes.

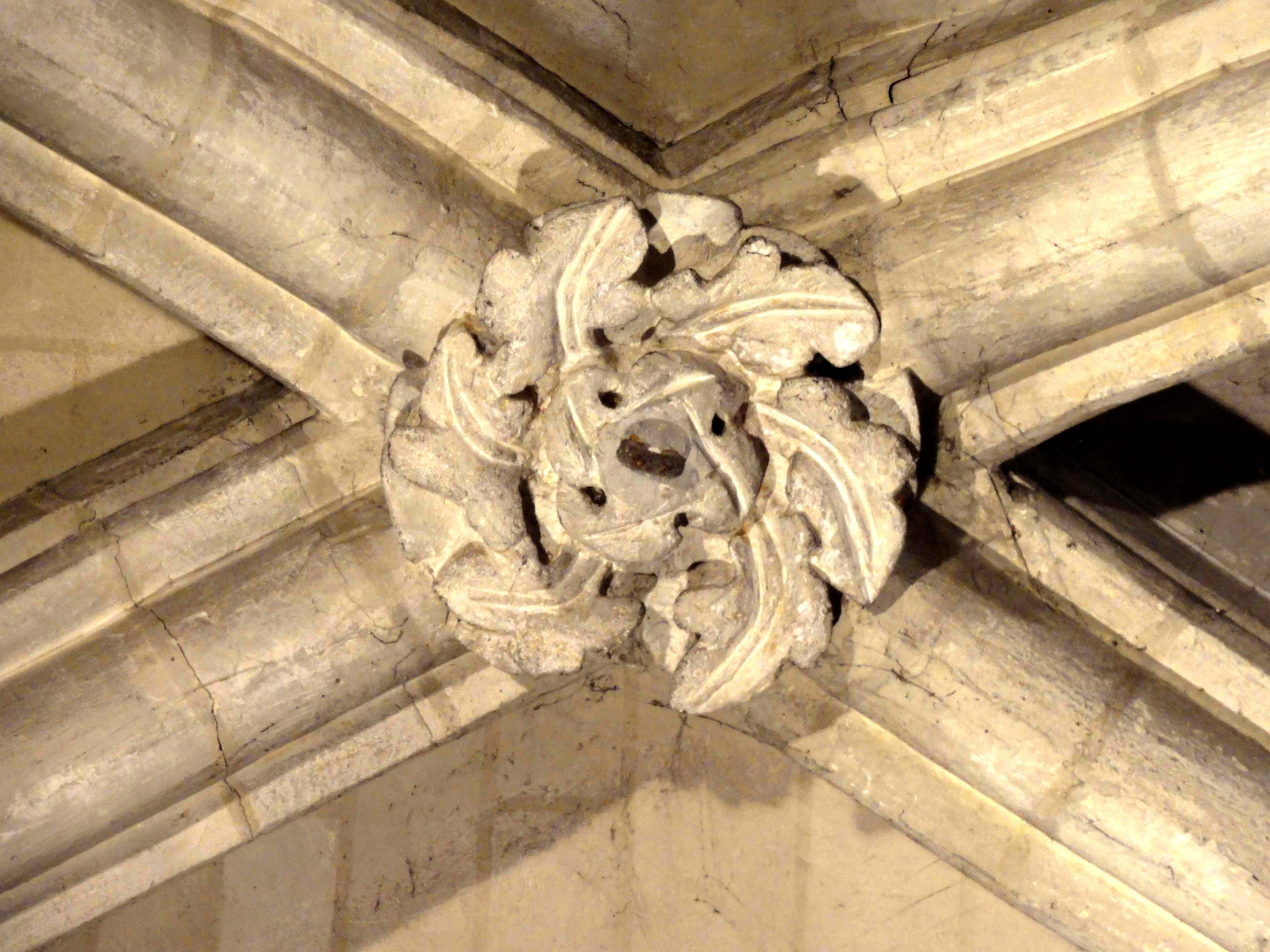
Chapelle de la Vierge, clé de voûte « tournante ».
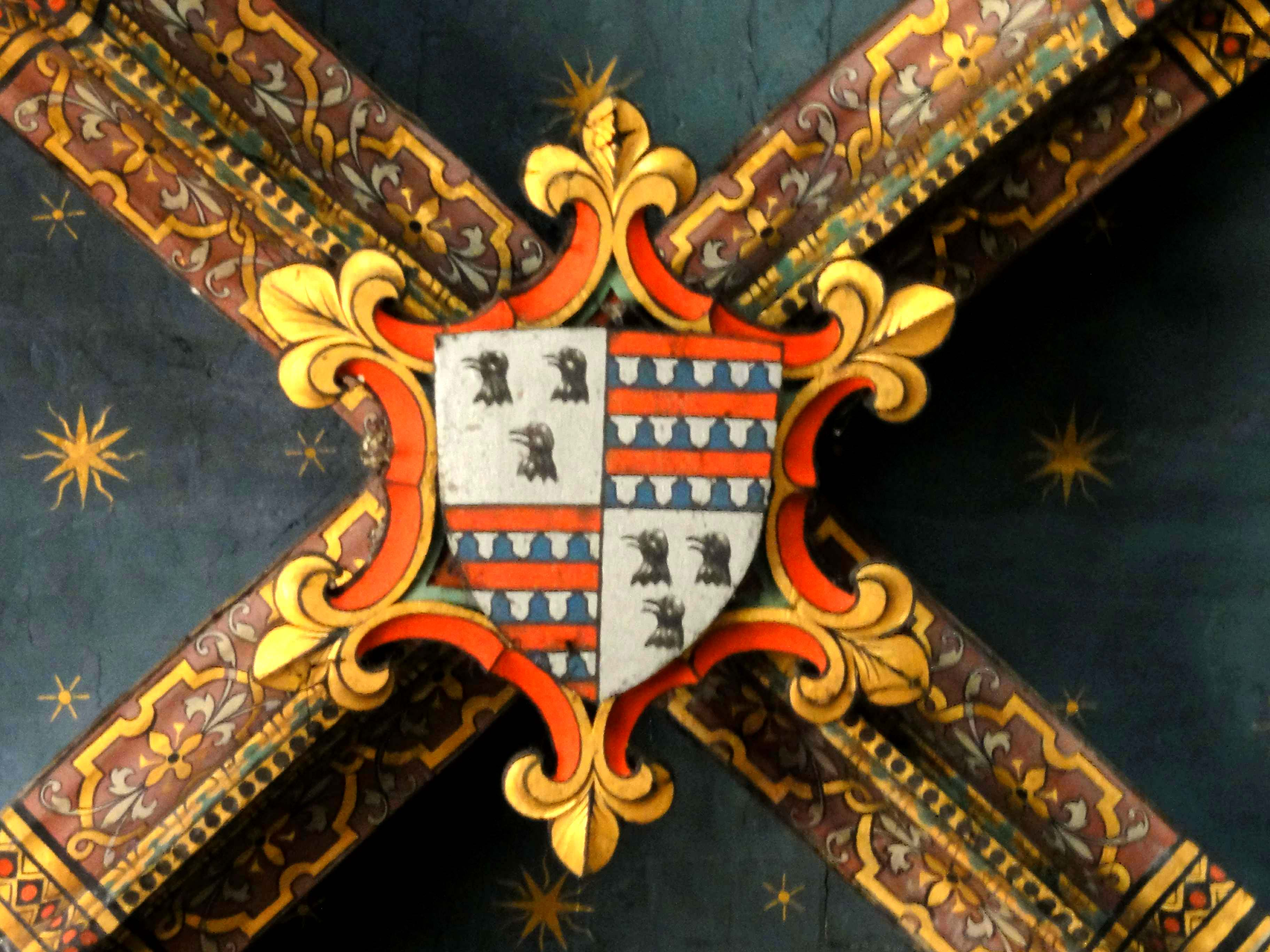
Chapelle Saint-Michel, clé de la dernière travée.
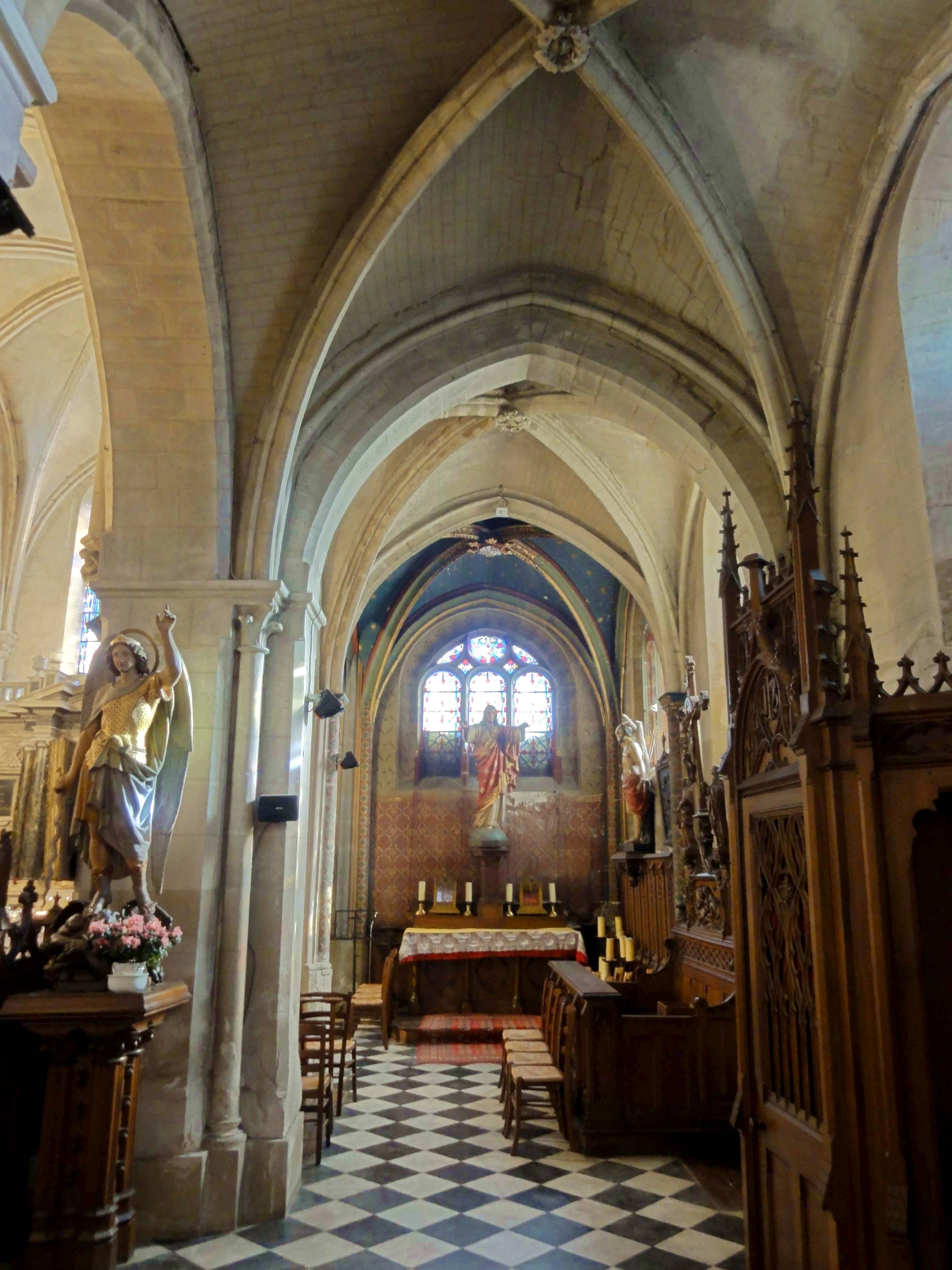
Chapelle Saint-Michel, base du clocher actuel.
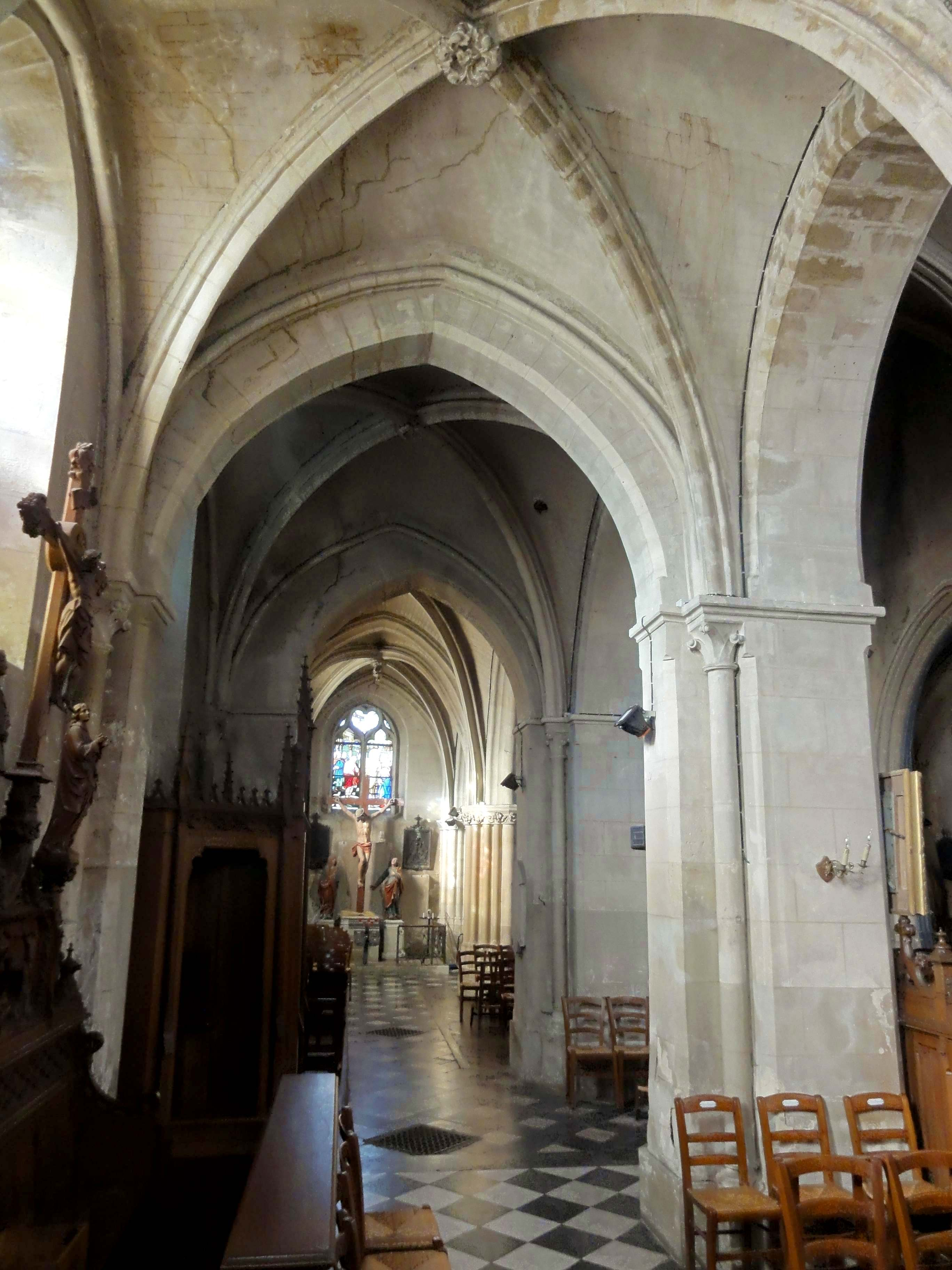
Idem, vue vers l'ouest dans la base du clocher.
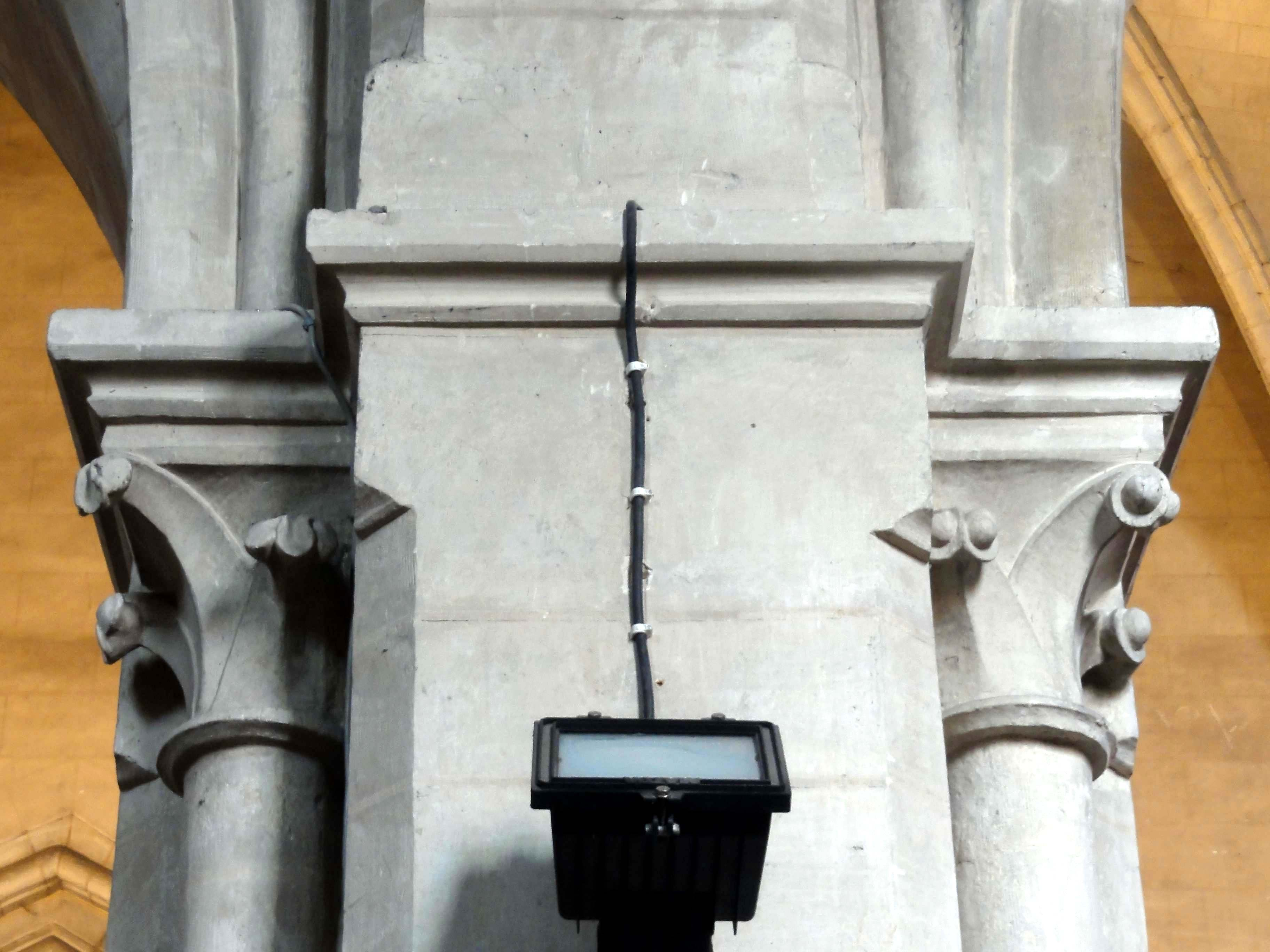
Chapelle de la Vierge, supports du 1er doubleau.
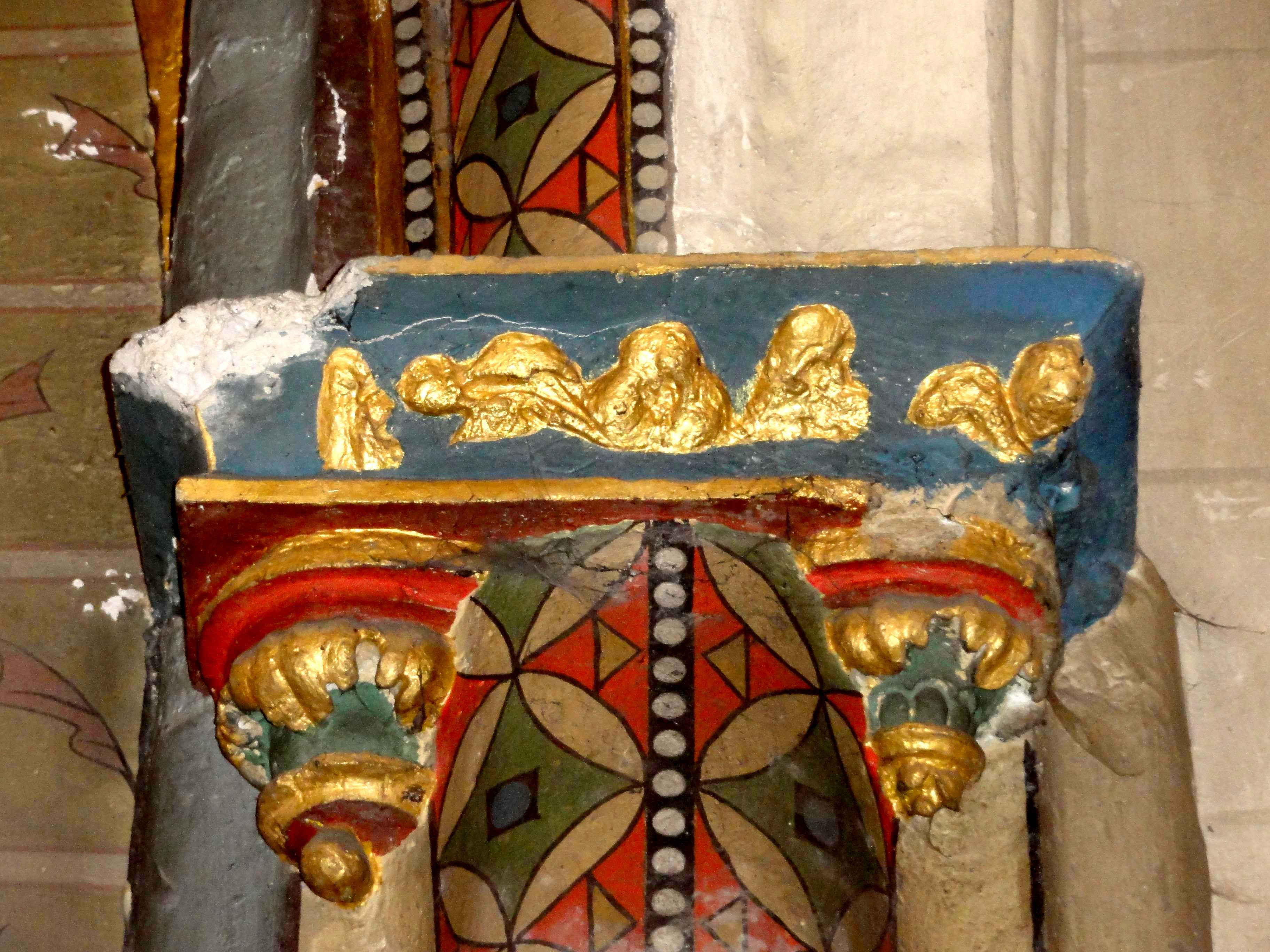
Idem, supports du 2e doubleau, côté sud.

### Extérieur

#### Façade occidentale

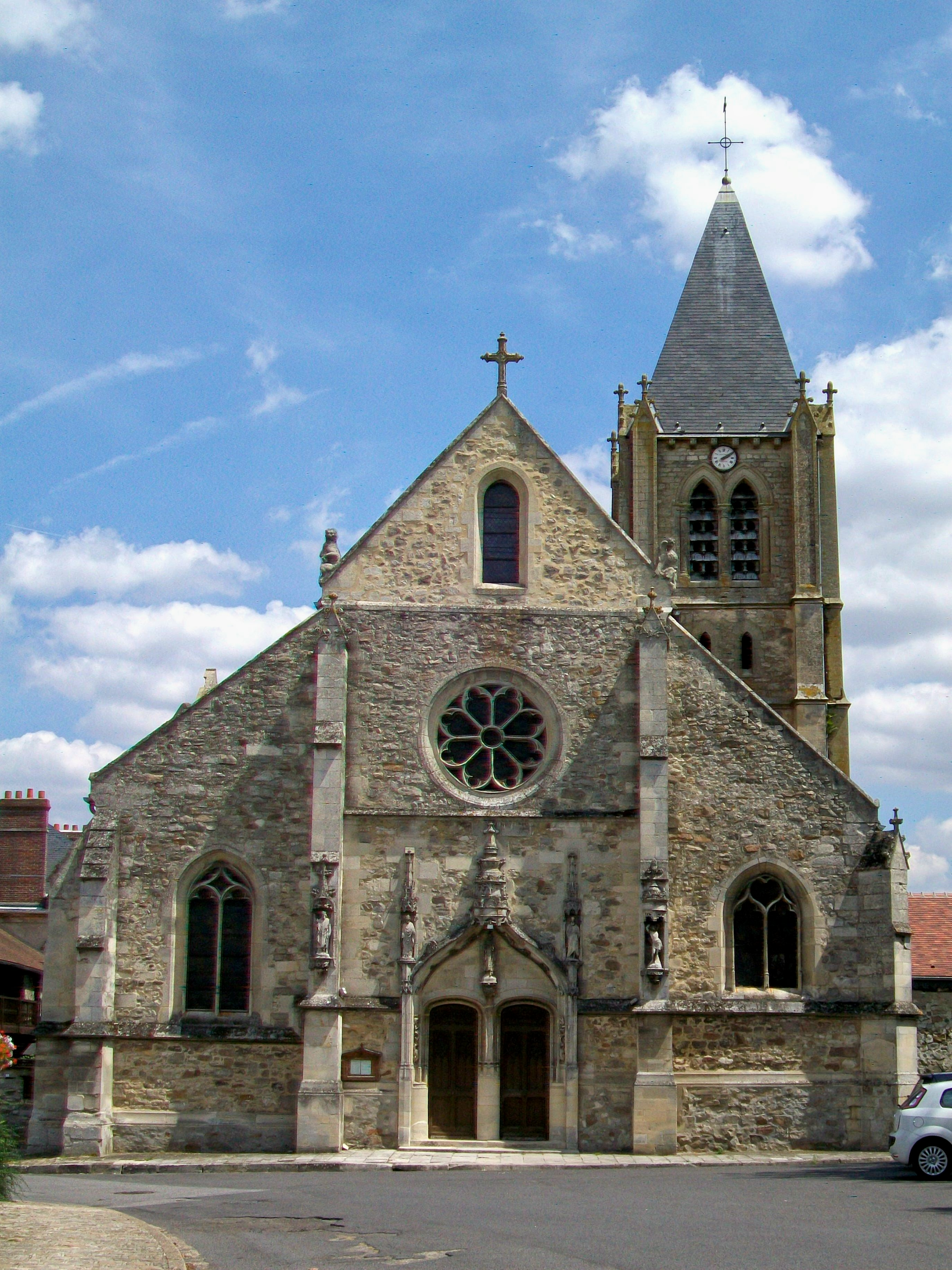
Façade occidentale.

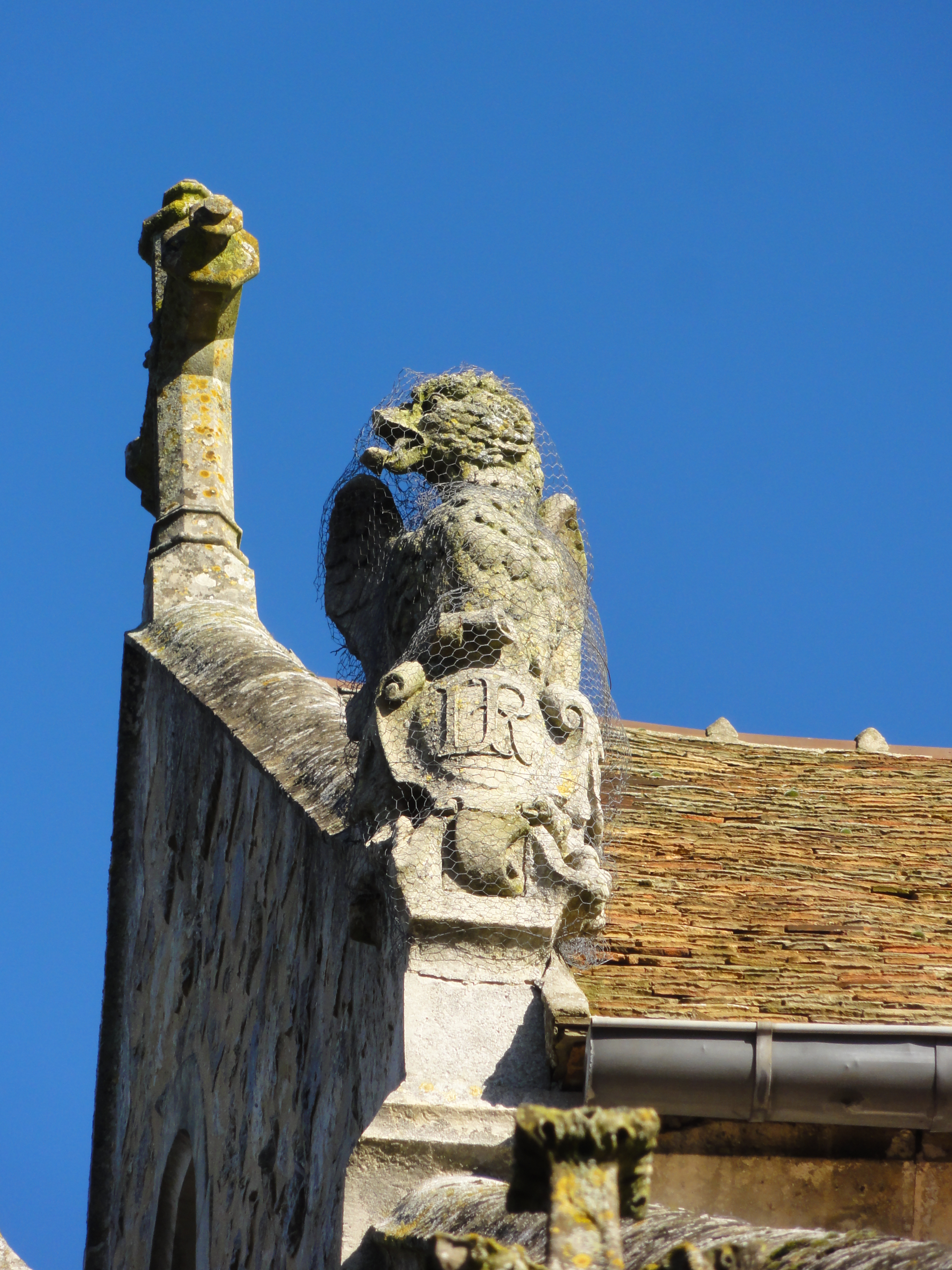
Chimère du pignon.

L'église est bâtie en moellons irréguliers non enduits, sauf pour les contreforts, les pourtours des fenêtres, les corniches et les éléments sculptés. La façade occidentale de la nef est épaulée par deux contreforts peu saillants, qui s'amortissent par un chaperon en bâtière garni de crochets et sommé d'un fleuron, et sont scandés par trois larmiers à peu près équidistants. Le premier larmier se situe au niveau des impostes du portail. Il est présent sur les trois faces des contreforts, et se poursuit jusqu'au portail. Il se continue également sur le mur occidental du bas-côté sud, et englobe son contrefort des années 1530 analogue à ceux de la nef. Ce contrefort est planté de biais, comme fréquemment à l'approche de la Renaissance. Ici le larmier marque la limite de l'allège. Le mur occidental du bas-côté sud possède un larmier analogue à la limite de l'allège, mais il se situe à un niveau plus bas. Il englobe les deux contreforts orthogonaux qui flanquent l'angle nord-ouest. Ces contreforts s'amortissent par un glacis à gradins, et sont en outre scandés par un larmier simple. On voit donc que les deux bas-côtés ne sont pas homogènes. Outre que les fenêtres du bas-côté nord soient plus élevées, elles sont entourées d'une gorge, alors que la baie occidentale du bas-côté sud est simplement ébrasée. D'autres éléments de scansion horizontale sont une retraite par un fruit à la naissance du pignon de la nef ; un larmier entre la rosace de la nef et le portail ; et une plinthe moulurée assez proche du sol. Celle-ci est également située à un niveau plus bas sur le mur du bas-côté nord. Le pignon de la nef est couronné d'une croix en antéfixe, et des chimères sont assises en bas de ses deux rampants. Ce sont des créations purement néogothiques, et elles tiennent par leurs pattes antérieures des plastrons avec les initiales CR et LR pour Constant et Louis Radziwiłł. Une grande baie en arc brisé éclaire les combles.

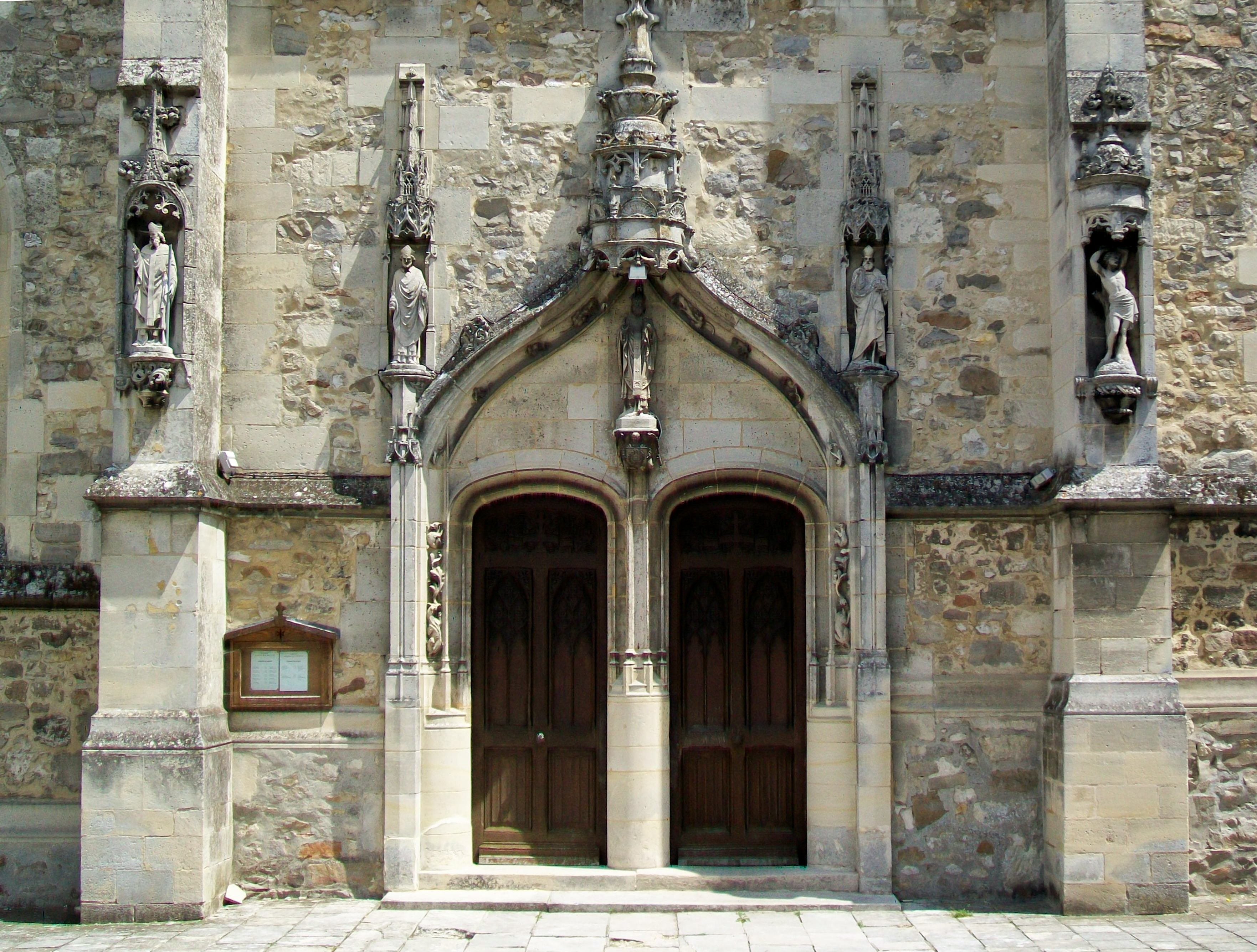
Portail occidental.

Le décor du portail est assez riche. Les deux portes en anse de panier sont entourées de gorges, et séparées par un trumeau. Celui-ci ainsi que les montants aux extrémités gauche et droite est également mouluré d'une gorge. Toutes ces moulures ont des bases polygonales, à l'instar des meneaux des fenêtres. Des feuillages et chimères animent les montants aux extrémités gauche et droite, tandis qu'une console supportant une statue de saint Martin en habit épiscopal est plantée dans l'axe du trumeau. Le saint est abrité sous un dais de dimensions exceptionnelles, et d'un décor complexe qui allie des chimères et des réseaux flamboyants à des frontons en arc de cercle et des pots-à-feu en miniature caractéristiques de la Renaissance. Quelques éléments manquent, et l'éclectisme de l'œuvre s'oppose a priori à l'idée d'une création des années 1880 : les architectes néogothiques mélangent plus volontiers les différentes périodes du gothique, que le gothique avec la Renaissance. Derrière le saint, le tympan est nu, et date de toute évidence des années 1880. Une accolade relie le grand dais aux petits contreforts, qui flanquent le portail. Ils sont ornés de pinacles plaqués, et sommés de niches à statues aux dais flamboyants ajourés, finement ciselés. À la vue des dégradations sous l'influence des intempéries, ces dais semblent en partie authentiques. À la même hauteur, les contreforts de la nef comportent des niches à statues plus grandes, et leurs dais sont eux aussi richement ouvragés. Celui à droite montre déjà des influences de la Renaissance, tout en restant essentiellement flamboyant. Les statues représentent, de gauche à droite, saint Lucien, apôtre du Beauvaisis ; saint Rieul, premier évêque de Senlis ; saint Denis, principal évangélisateur de l'Île-de-France historique, dont Ermenonville fait partie, et saint Sébastien.

#### Élévations latérales et clocher

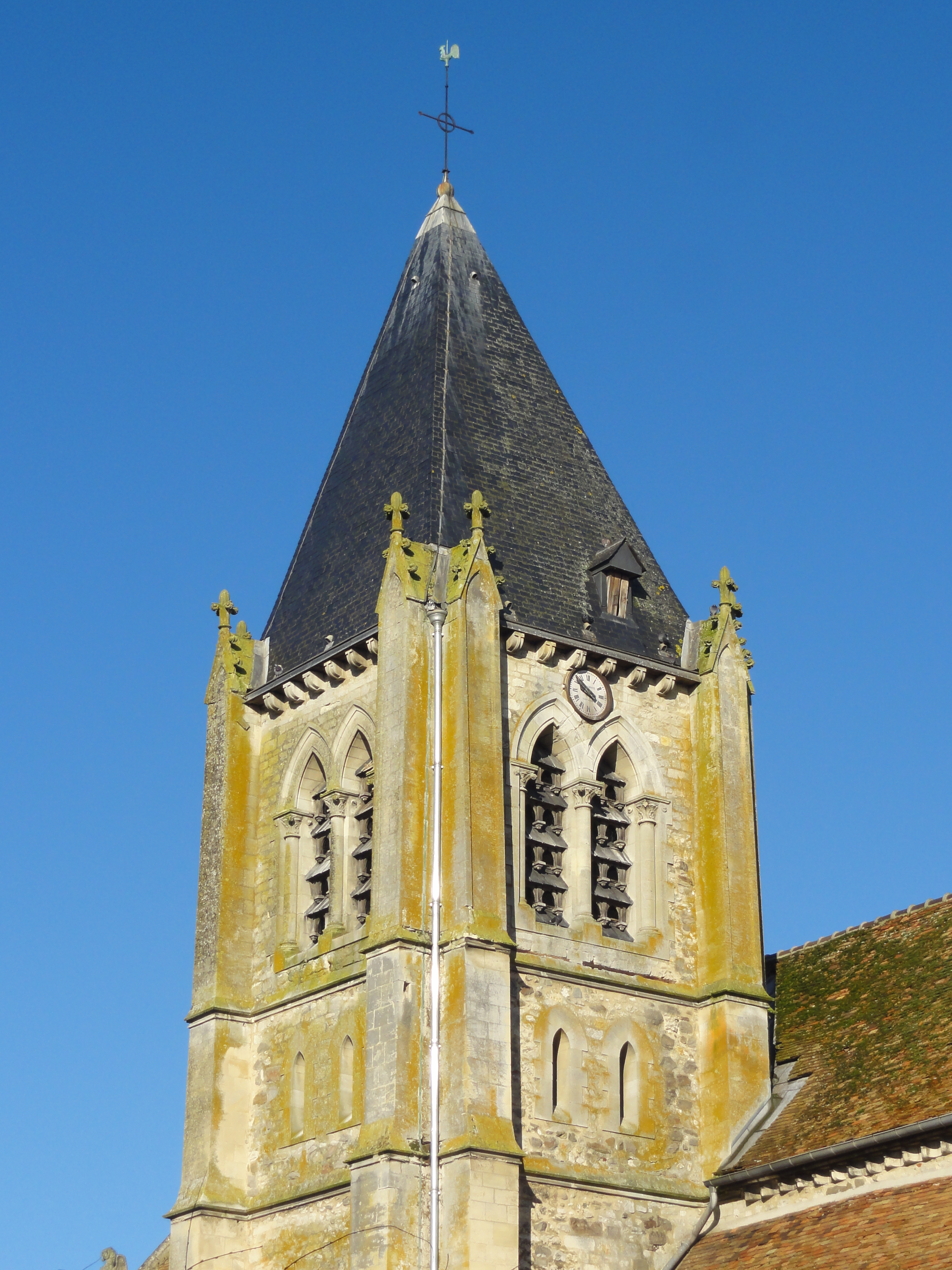
Clocher, angle sud-est.

Les élévations latérales des bas-côtés de la nef reprennent les caractéristiques déjà observées du côté de la façade. La corniche n'est pas décorée. Au nord, la troisième travée, qui correspond à l'ancienne base du clocher, présente un pignon tourné vers le nord, et est recouverte d'un toit en bâtière perpendiculaire à l'axe de l'édifice. La tourelle d'escalier est également recouverte d'un toit en bâtière, avec un petit pignon tourné vers l'ouest. Elle a apparemment été tronquée. Les fenêtres sont d'étroites meurtrières. Au nord, un contrefort plat de facture romane apparaît à la limite entre la cage d'escalier et la base de l'ancien clocher. En ce qui concerne les élévations latérales des bas-côtés du chœur, elles ne sont pas visibles depuis le domaine public. On voit seulement un contrefort biais du milieu ou de la seconde moitié du XVIe siècle à l'intersection entre les deux dernières travées. Les contreforts biais étant habituellement réservés aux angles, il faut croire que la suppression de la dernière travée était prévue à un certain moment. La travée n'est en effet pas postérieur au contrefort, comme le montrent sa fenêtre à lancette simple au nord, sa voûte et ses colonnettes à chapiteaux du début du XIIIe siècle. Au sud, un autre bâtiment est mitoyen de l'église.
Le clocher devrait être antérieur à 1528, puisque le manuscrit de l'abbé Radel ne comporte pas de lacunes majeures pour les deux siècles qui suivent, et ne mentionne pas la construction du clocher, mais seulement la réparation du beffroi, la refonte des cloches, etc. Les deux contreforts orthogonaux qui épaulent chaque angle se terminent par des chaperons en bâtière décorés à la façon de petits clochetons, comme à la façade. Des arcatures en bas-relief se profilent devant les faces frontales, ce qui n'est pas le cas ailleurs. En plus de sa base, qui est la troisième travée du bas-côté sud, le clocher possède trois étages, séparés par des larmiers. Le second étage est moins élevé que les deux autres. Le premier étage est éclairé par une lancette unique du côté sud. Le second étage est ajouré, sur chaque face, de deux lancettes plus petites. Le troisième étage, qui est l'étage de beffroi, présente sur chaque face deux baies abat-son gémelées, qui s'ouvrent entre trois colonnes aux chapiteaux sculptés de crochets. Cette disposition suggère la première période gothique, et trahit une invention des restaurateurs des années 1880. Les archivoltes moulurées d'un mince tore dégagé et surmontées d'un bandeau biseauté ne s'accommodent pas davantage avec le style gothique flamboyant, et ce n'est pas non plus le cas de la corniche de corbeaux. La maladresse de l'architecture de l'étage de beffroi contraste avec la restauration habile de la façade, qui ne fait apparaître aucune incohérence majeure. La toiture est formée par une petite flèche en charpente, qui est couverte d'ardoise.

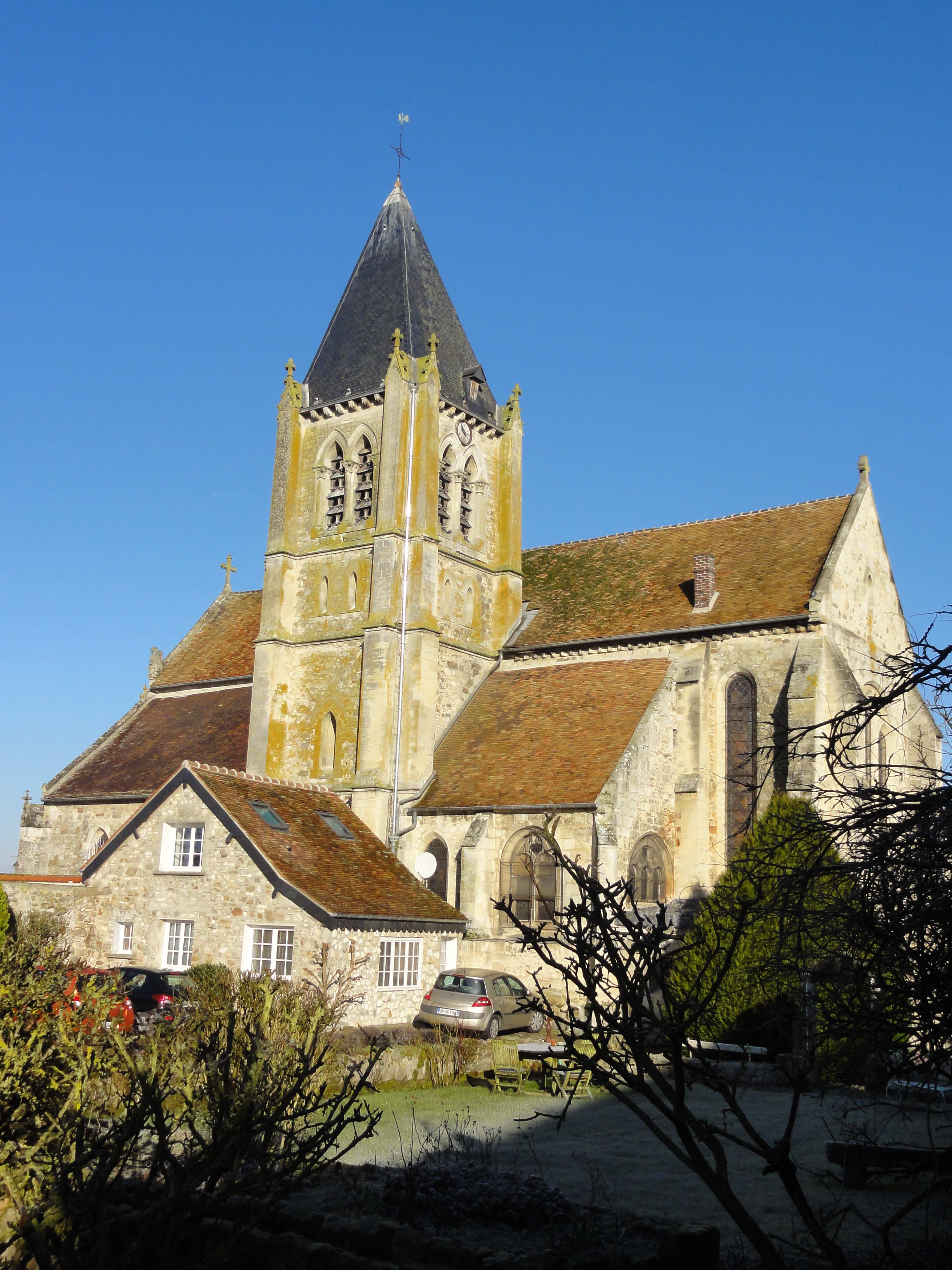
Vue générale depuis le sud-est.
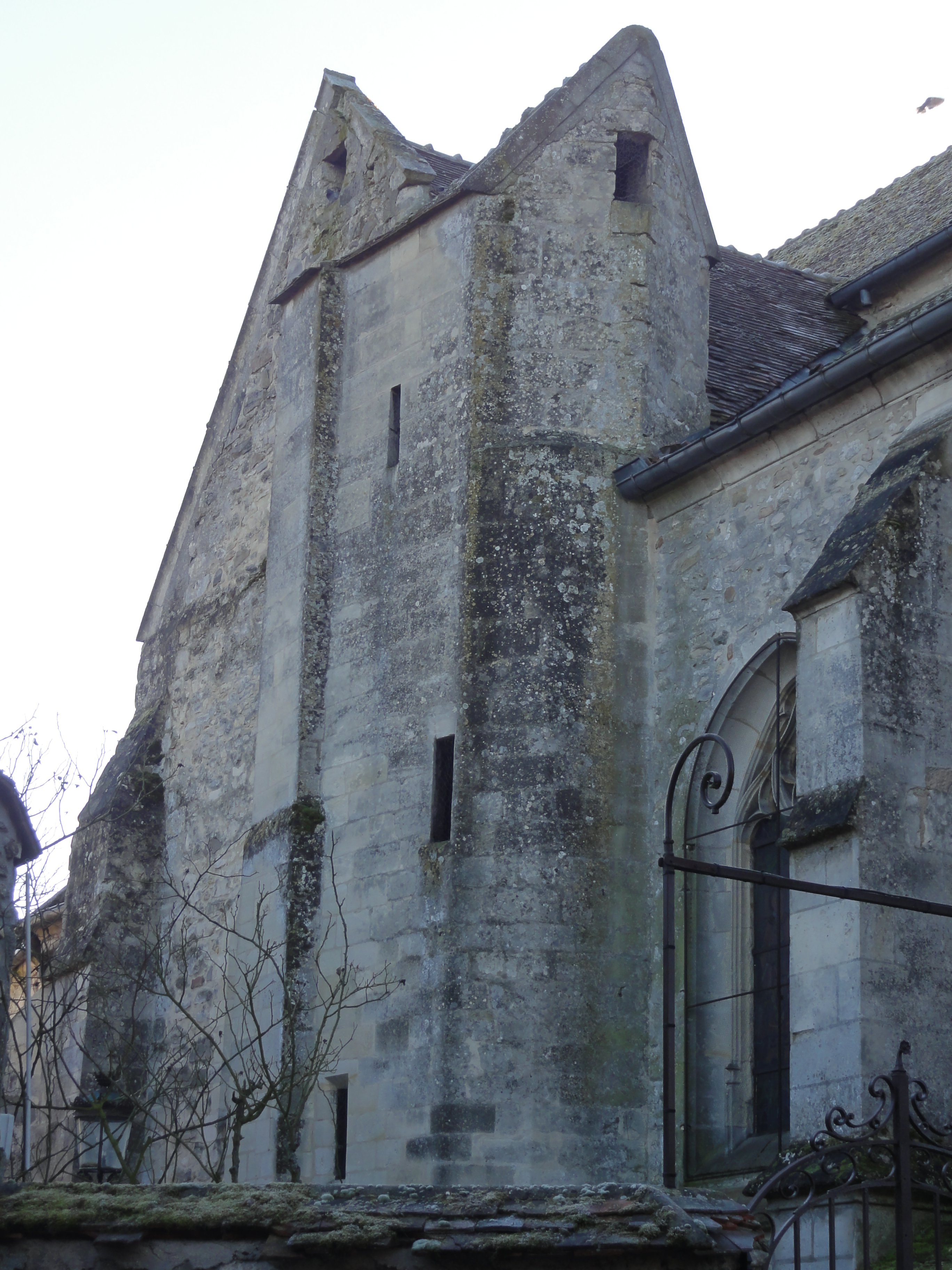
Cage d'escalier et base de l'ancien clocher.
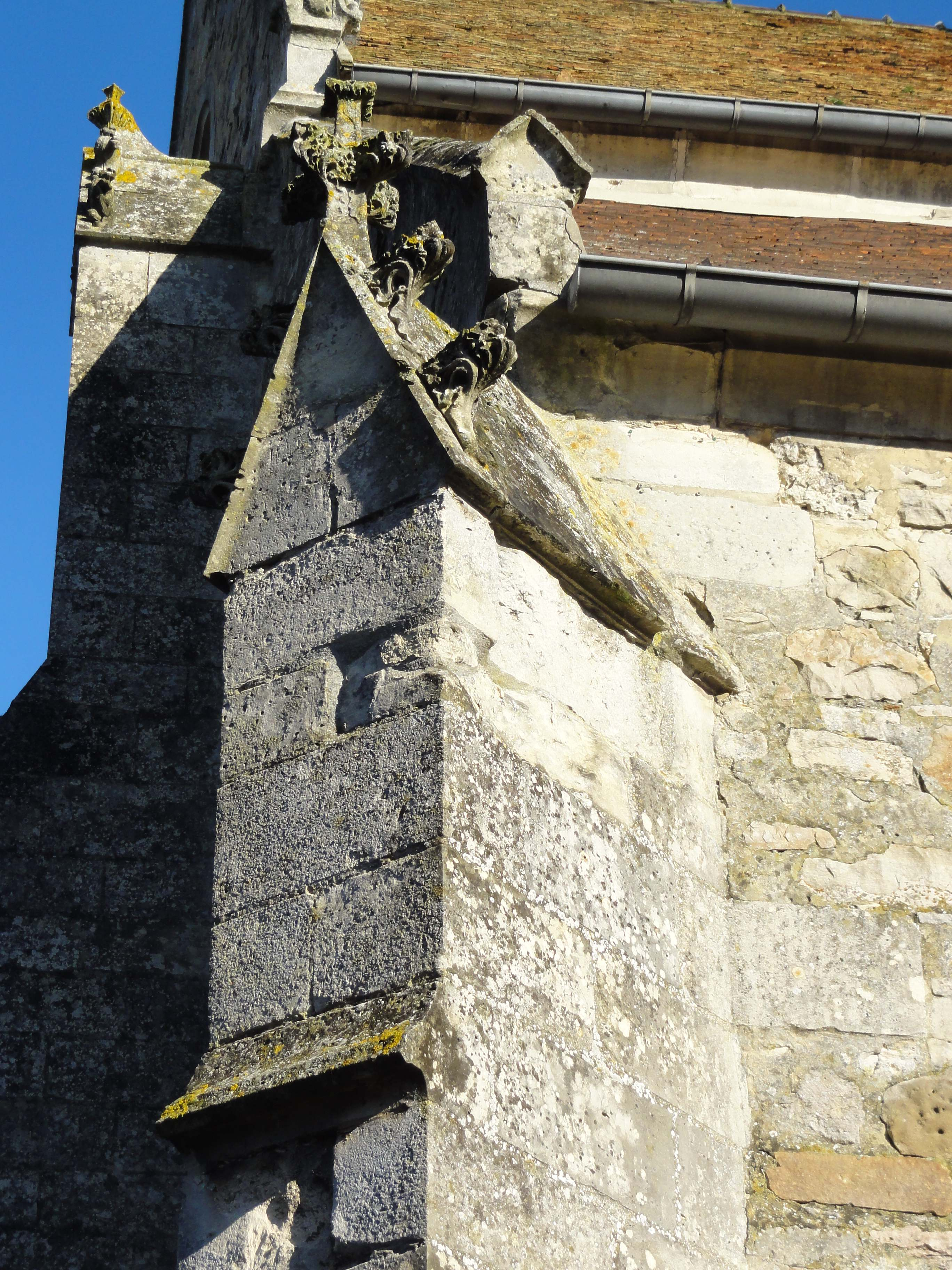
Bas-côté sud, contrefort d'angle sud-ouest.
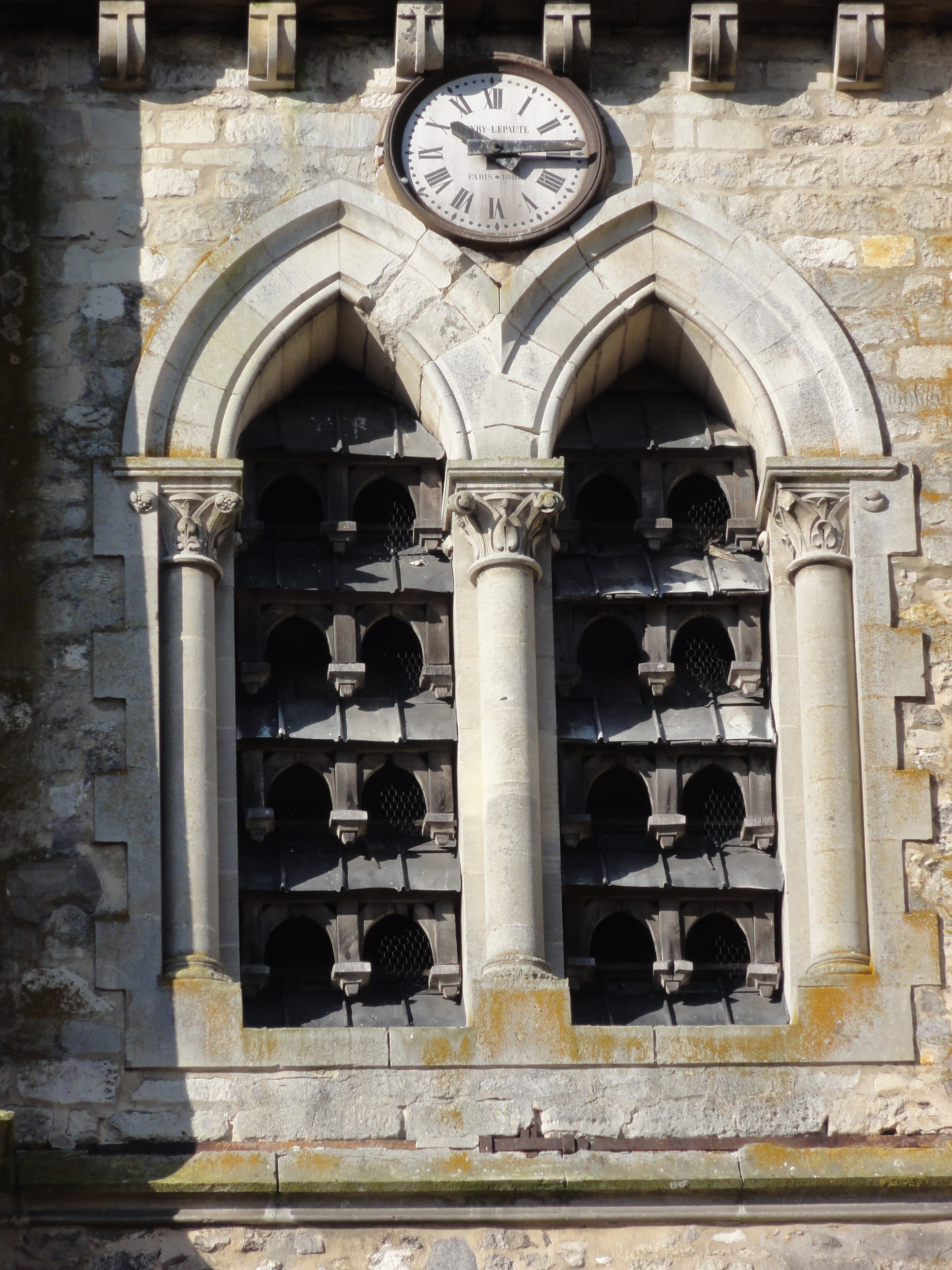
Clocher, baies de l'étage de beffroi côté est.
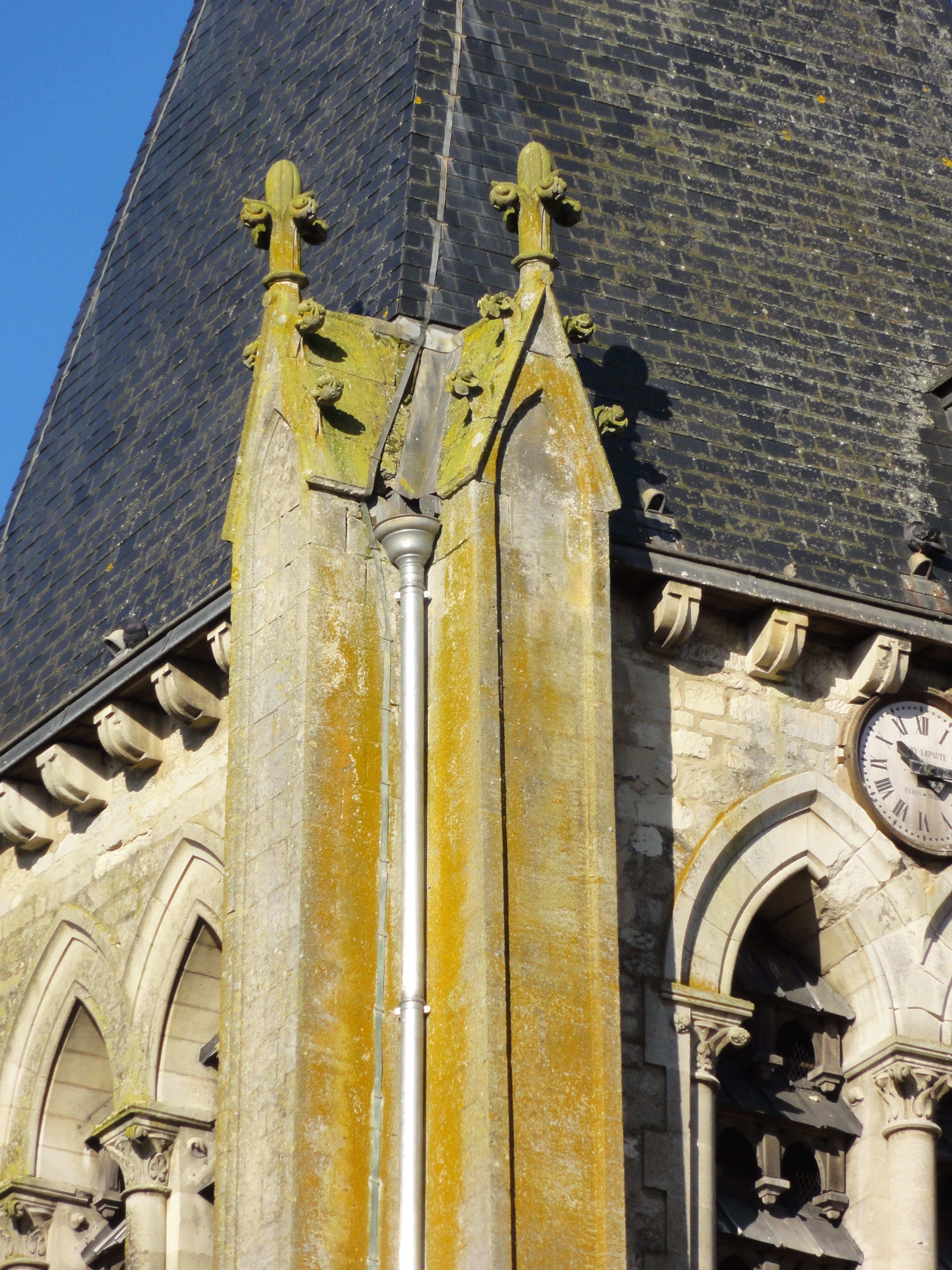
Clocher, contreforts d'angle sud-est.

#### Chevet

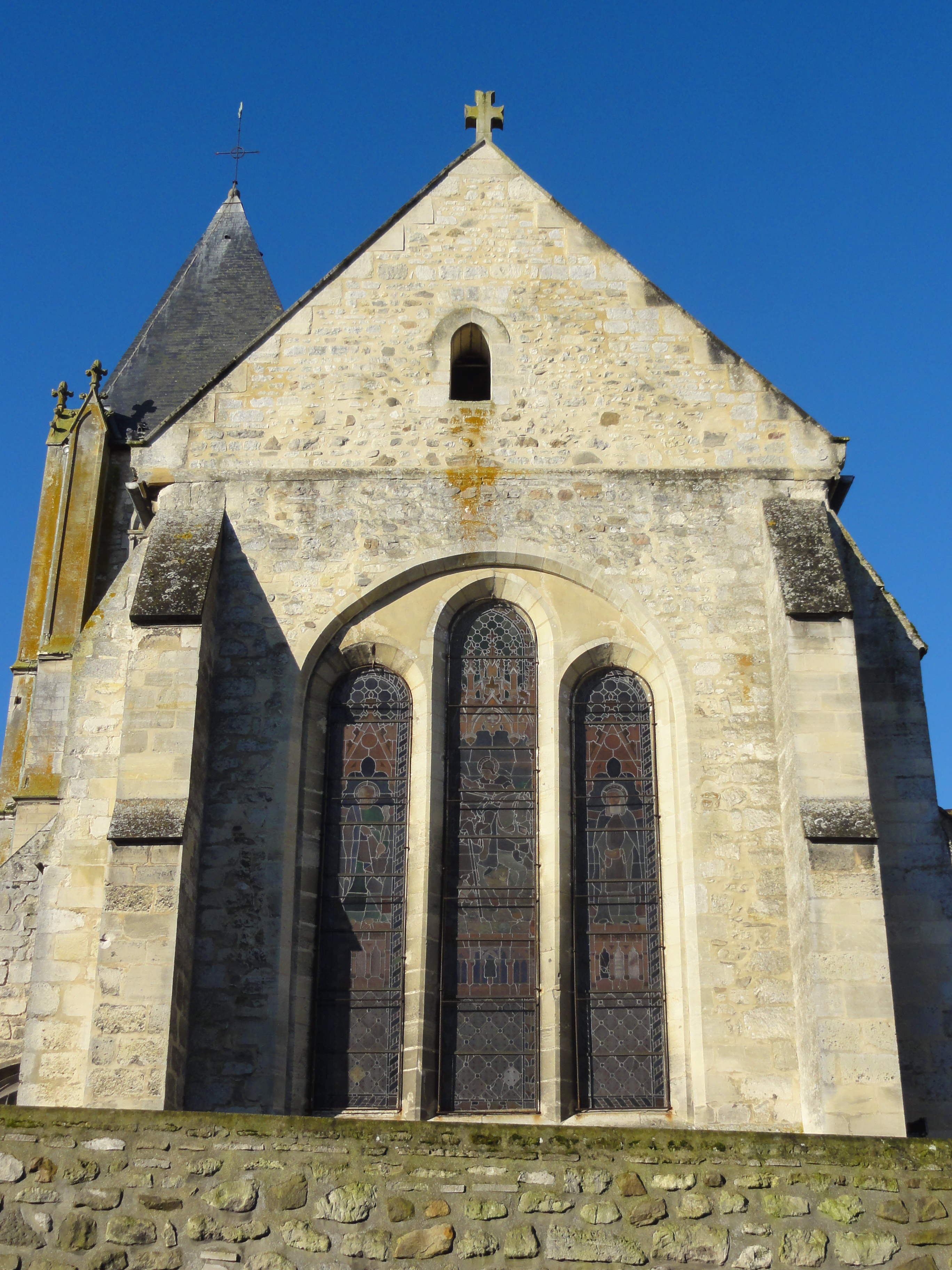
Chevet du vaisseau central.

Le chevet du vaisseau central est assez caractéristique, bien proportionné mais d'une grande sobriété, et reflète bien la première période gothique. Comme déjà souligné, le pignon, le grand triplet et les hautes et étroites lancettes latérales rappellent l'abbatiale de Saint-Jean-aux-Bois, qui est un peu postérieure. Avec son arc de décharge en plein cintre qui inscrit les trois lancettes du triplet, et la retraite par un fruit à la base du pignon, la similitude avec le chevet de Borest est en outre frappante. Le chevet d'Avilly-Saint-Léonard reprend les mêmes dispositions à échelle réduite, avec l'arc de décharge en moins. À Borest, les contreforts indiquent une période de construction plus haute, et l'arc en plein cintre s'explique ainsi. À Ermenonville, il ne se comprend que si l'on suppose que le gros-œuvre est achevée au moment de l'érection de la paroisse en 1213, et que seulement les voûtes et leurs supports sont postérieurs. Le pignon est sommé d'une croix toute simple, et percé d'une petite baie en plein cintre. Les contreforts s'amortissent par un glacis formant larmier, et sont scandés par un larmier simple à mi-hauteur du triplet. Un larmier court à la limite des allèges. Au nord et au sud, les murs gouttereaux sont couronnés par une corniche composée de moulures concaves verticales : ce type de corniche est presque inconnu dans les environs, où elle apparaît seulement à Montépilloy et Plailly, mais très répandu en Bourgogne. Les contreforts latéraux du chœur sont identiques aux contreforts du chevet. En ce qui concerne les chevets des collatéraux, mal visibles, ils ne présentent aucune particularité notable, sauf l'absence de contreforts à l'angle nord-est.

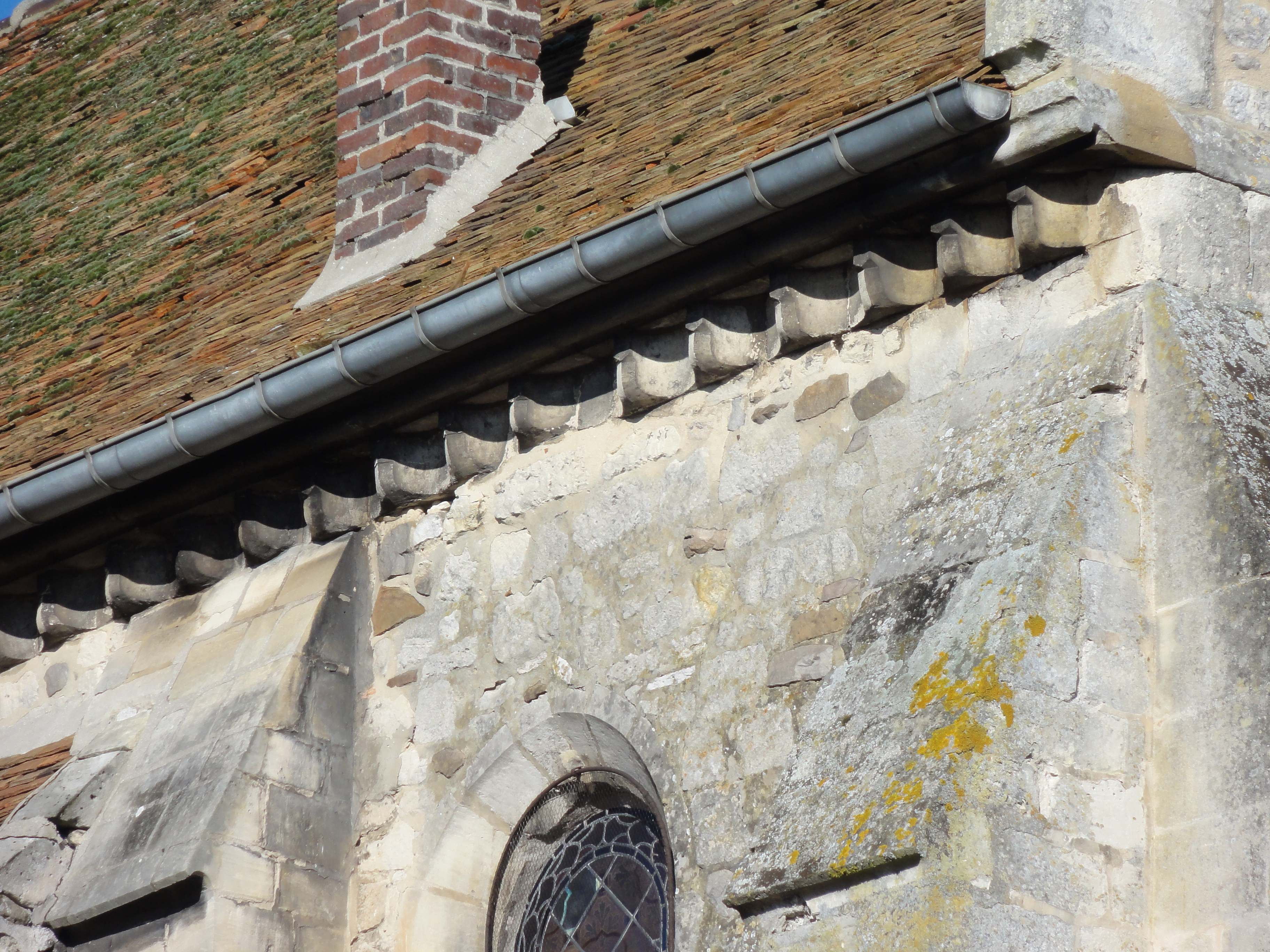
Corniche côté sud.
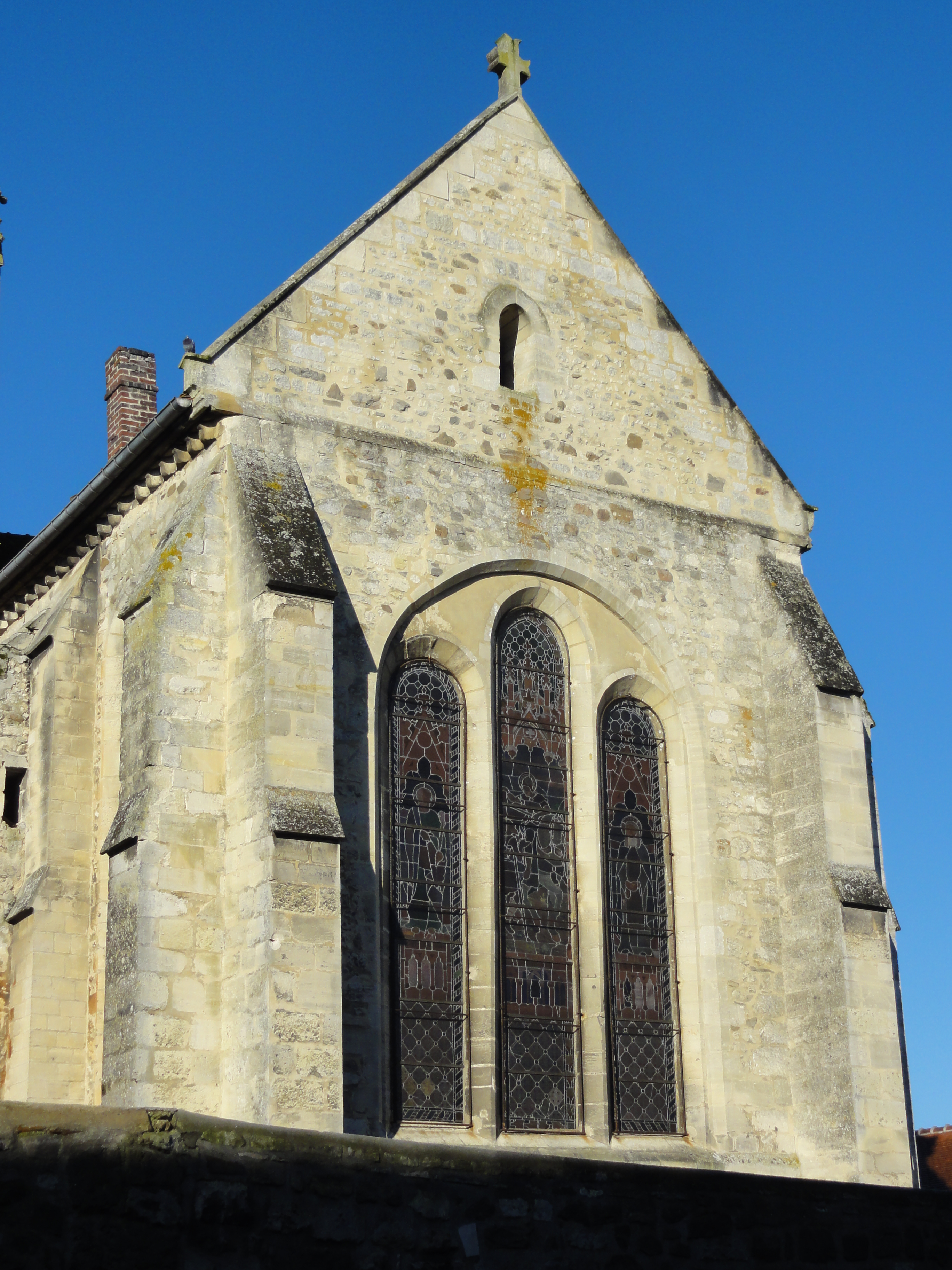
Vue depuis le sud-est.
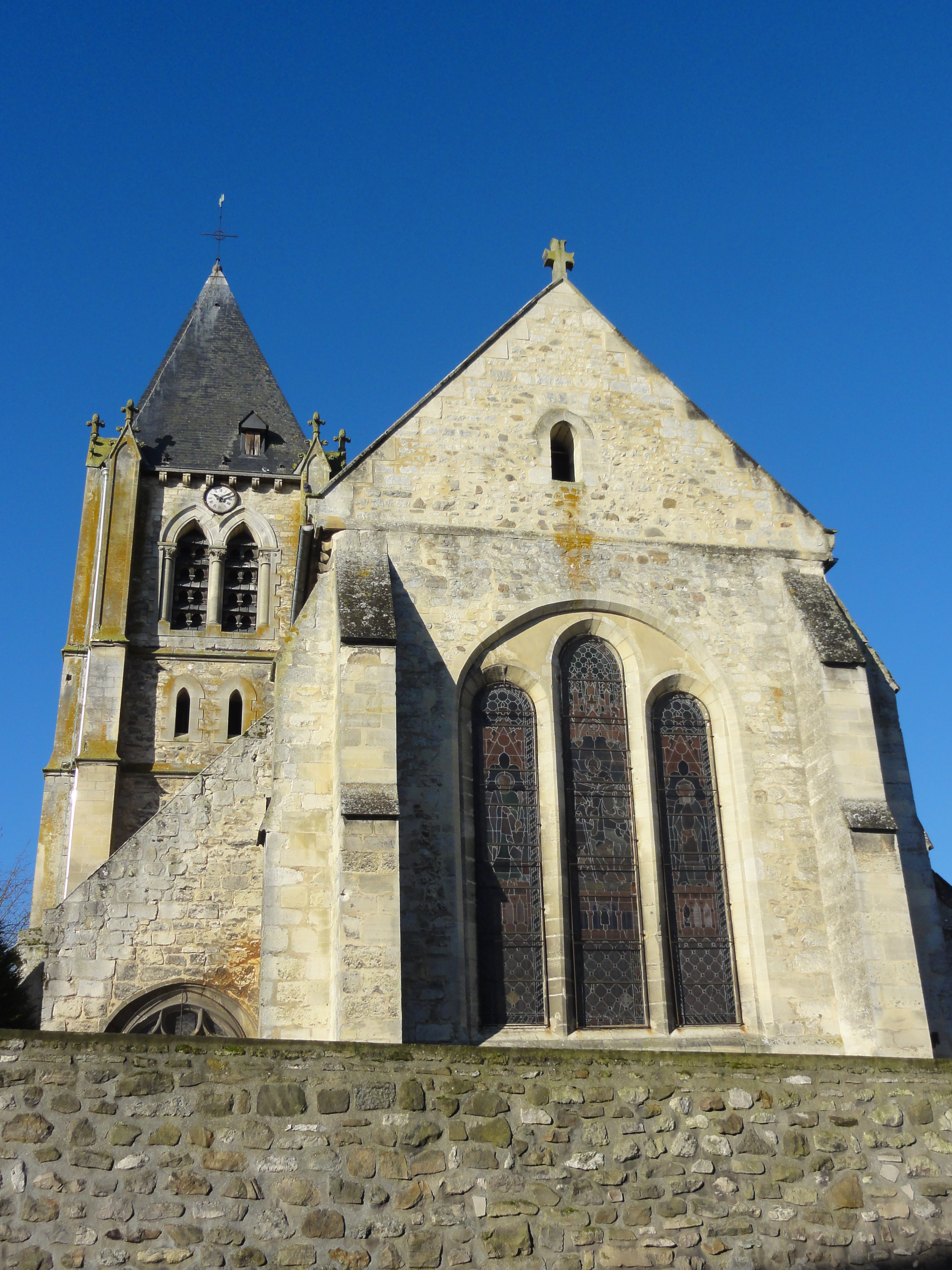
Chevet.
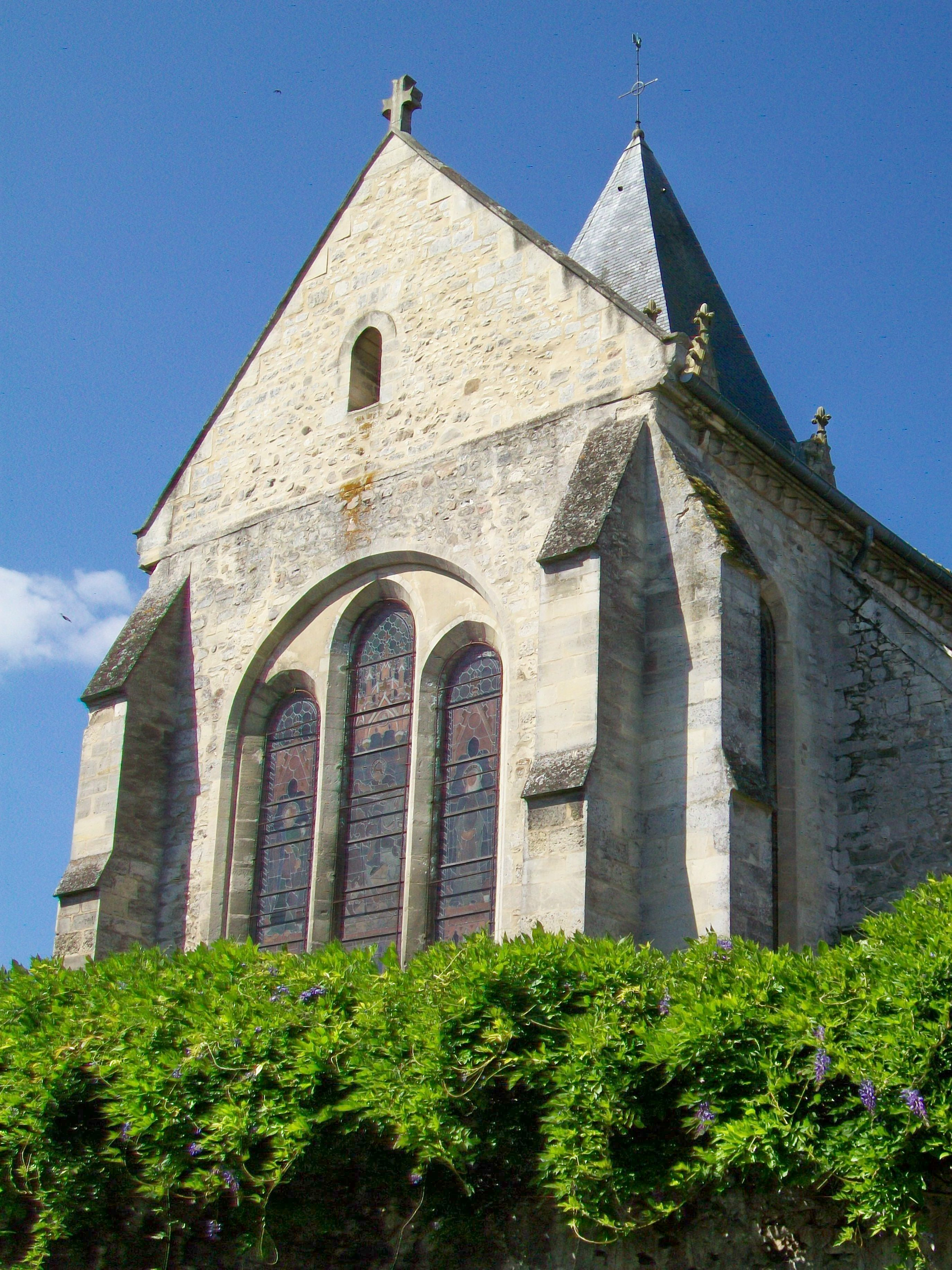
Vue depuis le nord-est.
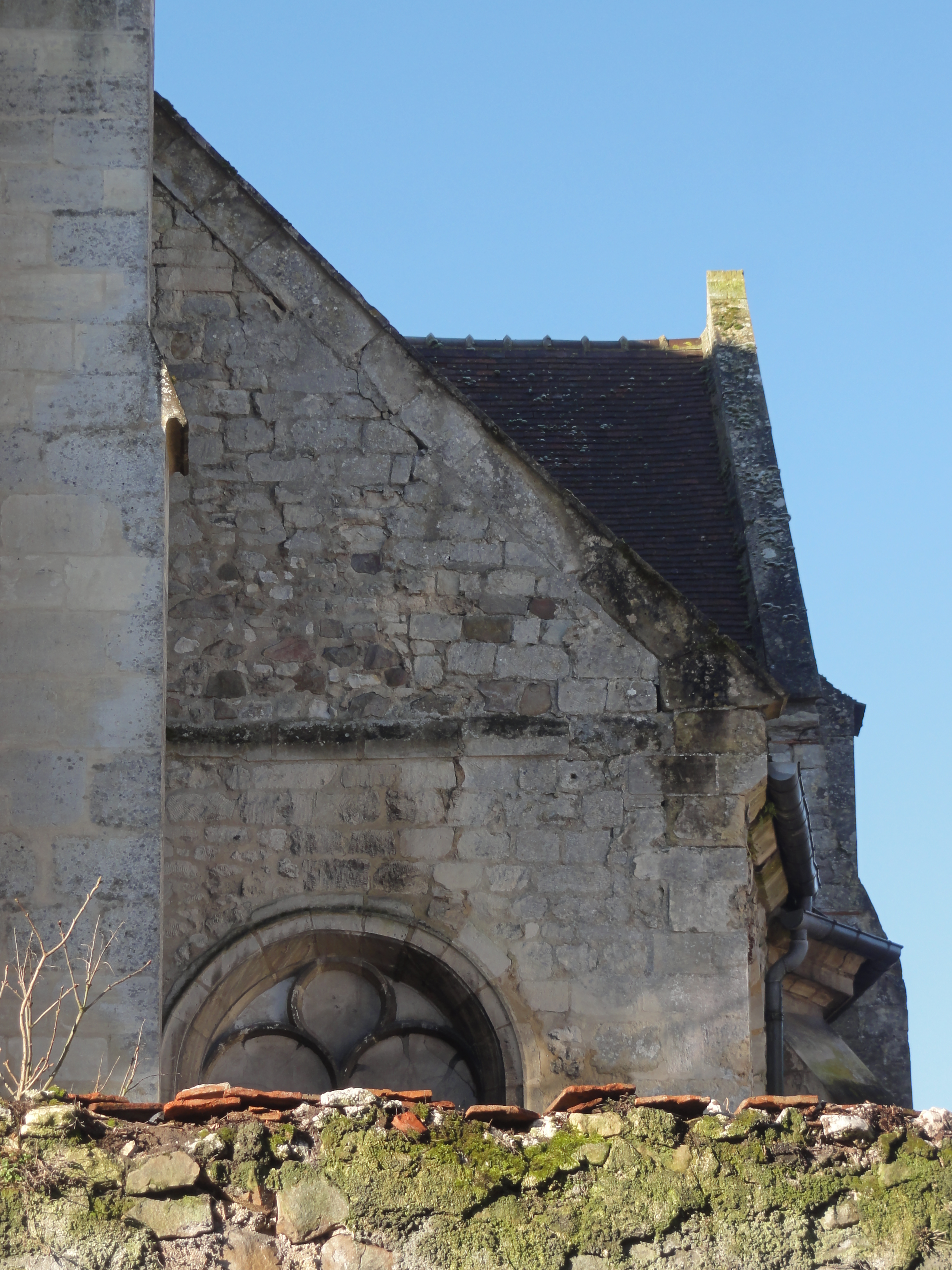
Chevet du bas-côté nord.

## Mobilier

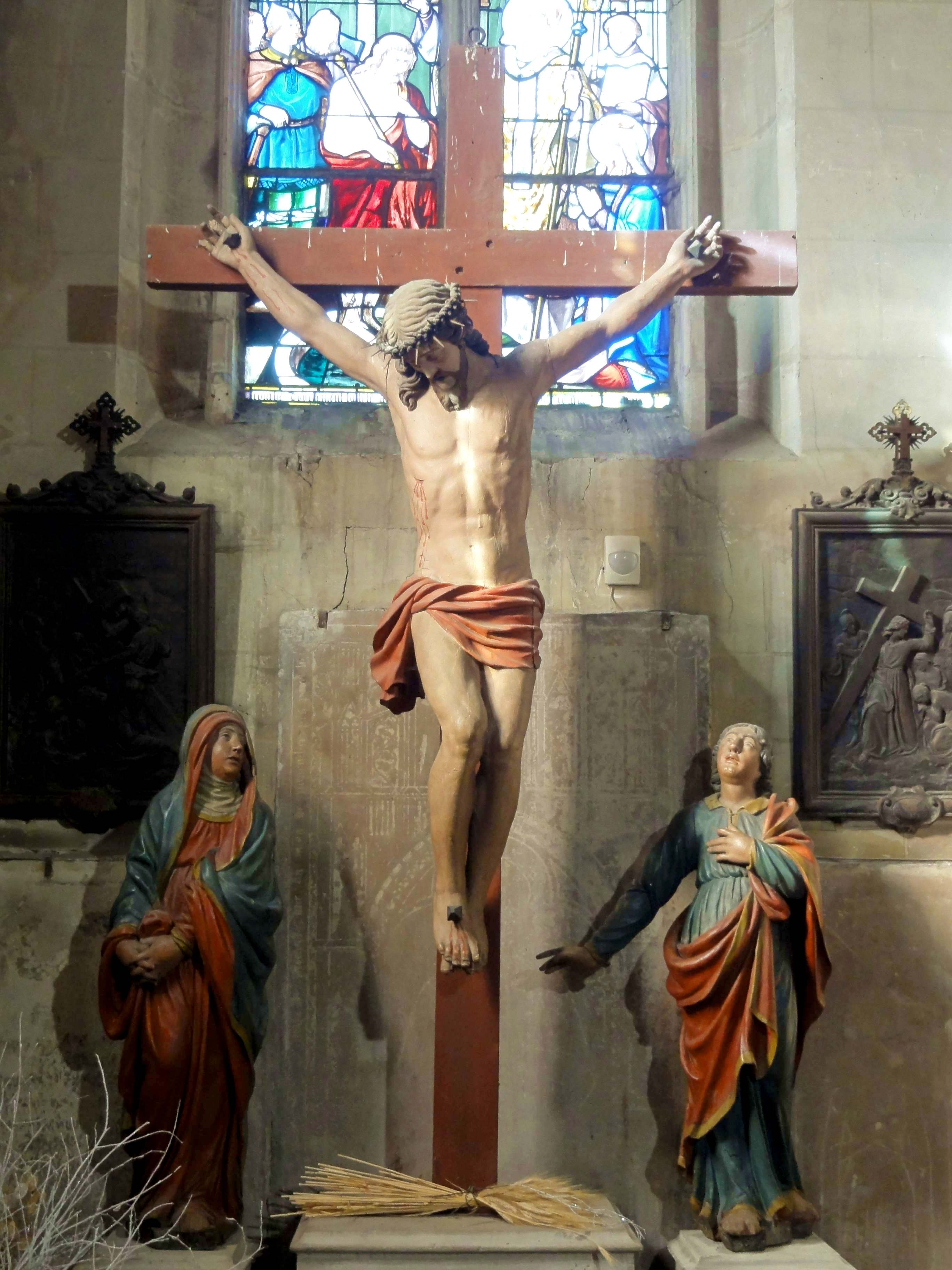
Groupe de calvaire.

### Le calvaire et deux plaques de fondation
Le mobilier date pour l'essentiel de deux époques, le XVIIe siècle et les années 1880, et est lié à deux familles, les de Vic et les Radziwiłł. S'y ajoutent deux plaques de fondation, les fonts baptismaux, et le groupe de Calvaire au début du bas-côté sud. 

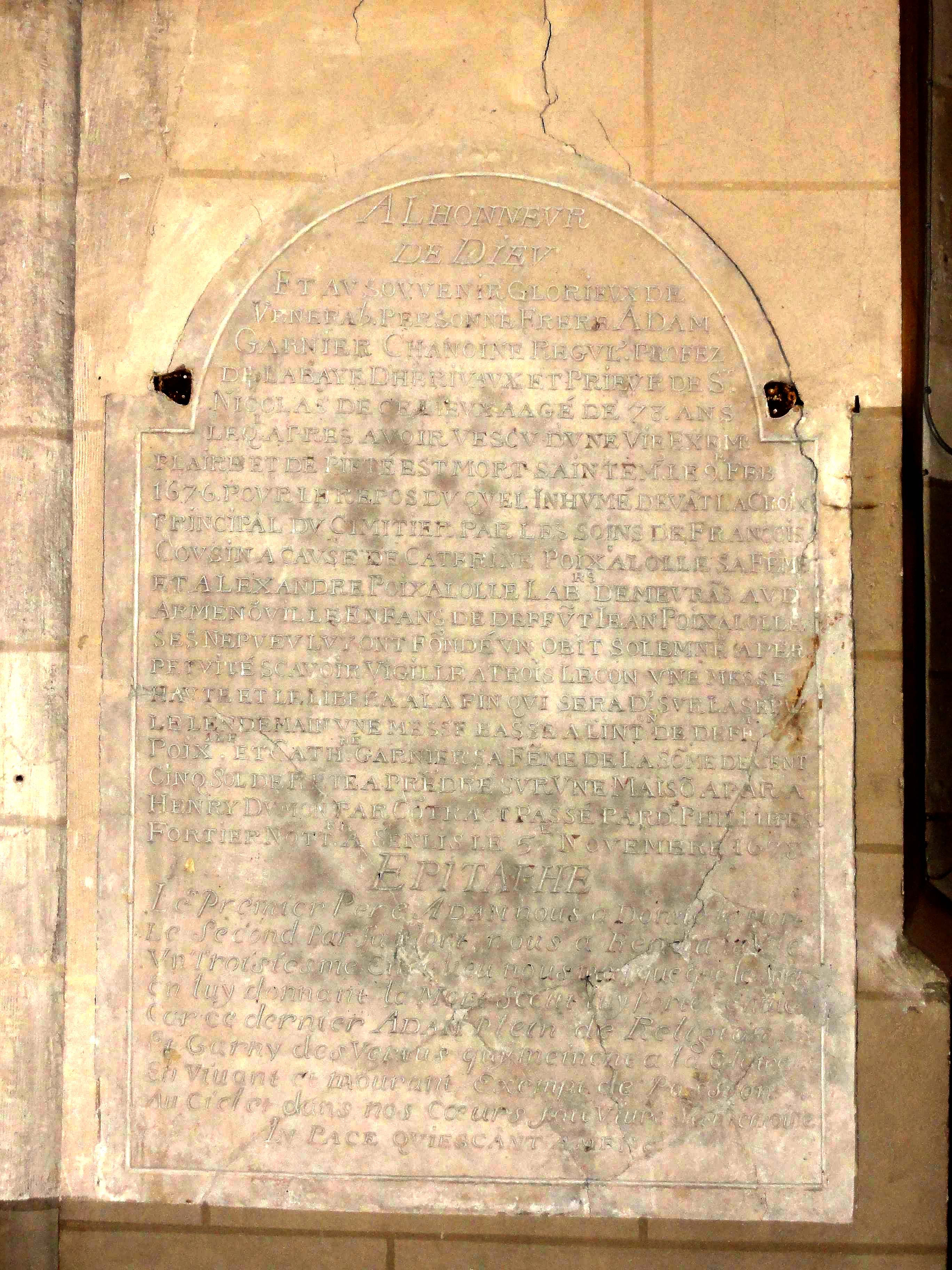
Plaque de fondation de dom Adam Garnier.

L'on ne dispose pas de renseignements sur ce Christ en croix, accompagné d'une Mater dolorosa et de saint Jean, qui sont susceptibles de provenir d'une ancienne poutre de gloire. Ce sont les seules œuvres d'art de l'église qui ne sont pas faites pour éblouir et impressionner, et pourraient se trouver dans n'importe quelle modeste église villageoise. 
La plaque de fondation dans le bas-côté sud est relative à une rente annuelle et perpétuelle de six livres, qui est à prendre sur une maison et jardin situés rue de Sourville, et appartenant à Claudine Bocquet. Elle est laissée à la fabrique par frère Jean Regnault, prieur de l'abbaye d'Hérivaux, sous condition qu'une messe annuelle soit célébrée pour le salut de son âme, conformément à l'acte passé devant le tabellion Texier le 29 juillet 1626.
La plaque de fondation dans le bas-côté nord appartient à frère Adam Garnier, chanoine régulier de Saint-Augustin, de l'abbaye d'Hérivaux, prieur de Saint-Nicolas, mort le 9 février 1676 à l'âge de soixante-dix-huit ans. Il fut inhumé face à la croix de cimetière. Ses neveux ont fondé pour lui une messe obituaire, par un acte passé devant un notaire à Senlis le 5 novembre 1678. Les chanoines d'Hérivaux s'occupaient de l'hôtel-Dieu. Bien que la chapelle du prieuré soit connue comme « La Madeleine », les chanoines utilisaient apparemment le titre de Saint-Nicolas, qui correspond à une chapelle fondée en 1222, vraisemblablement en l'église paroissiale.

### Le maître-autel
Parmi le riche mobilier de l'église, un seul élément est classé monument historique au titre objet,  le tableau du retable du maître-autel. 

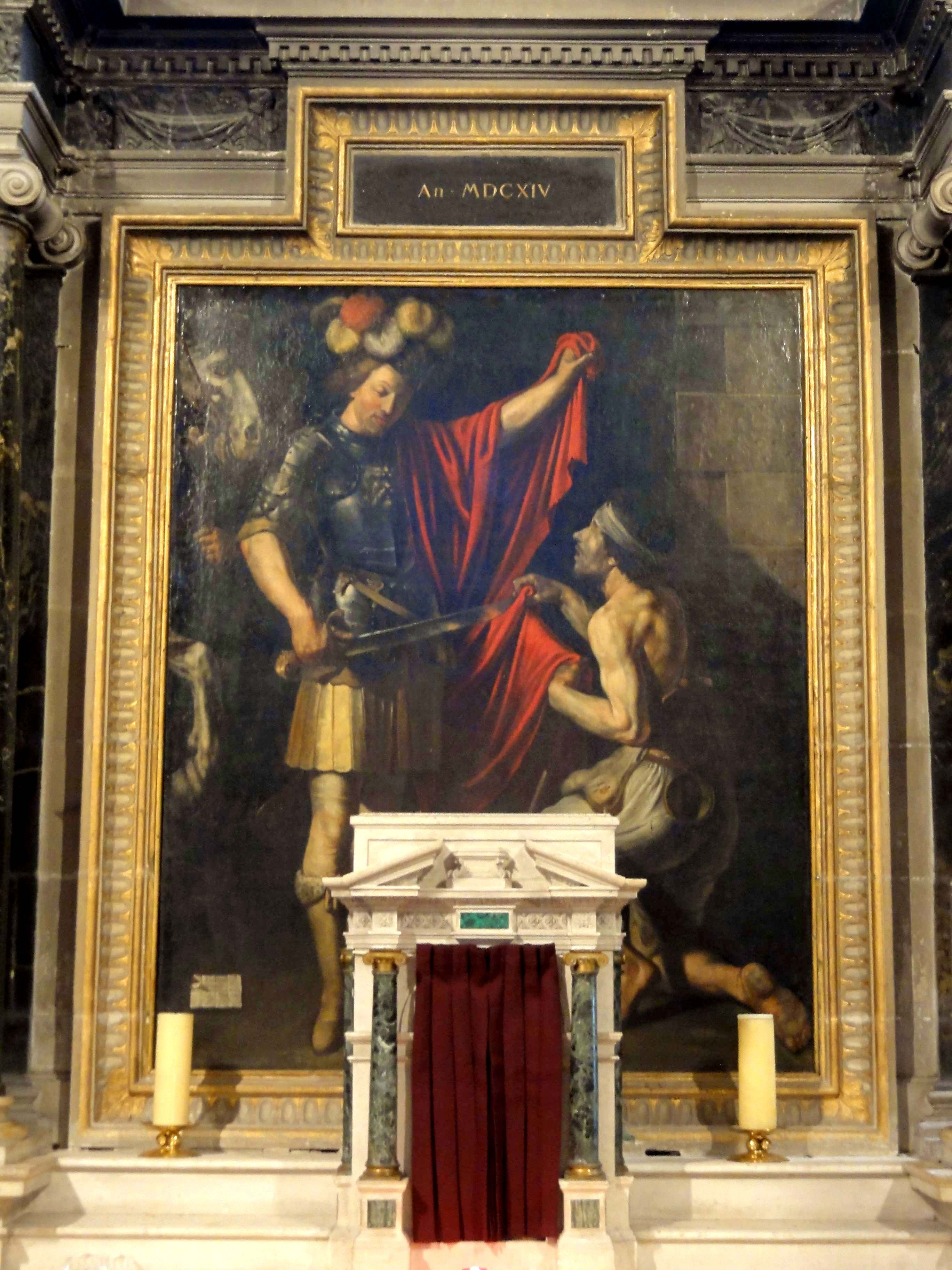
Tableau de retable - La Charité de Saint-Martin.

Le retable du maître-autel, commandé par Méry de Vic à Simon Guillain par contrat du 22 février 1614, occupe toute la largeur du chevet. Il comporte des colonnes, des pilastres et des panneaux en marbre noir, que le seigneur fournit à disposition de l'artiste. Le reste est en pierre de liais de Senlis et de pierre de Tonnerre, que le sculpteur dut se procurer lui-même. Pour les travaux de maçonnerie et de taille de pierre simples, il eut recours à un sous-traitant, le compagnon maçon Jean Caillou, de Paris. Le contrat avec Caillou est également signé le 22 février. Le retable se structure comme suit.
Un avant-corps cantonné de deux colonnes ioniques de chaque côté sert d'encadrement au tableau de retable. Les deux colonnes intérieures sont placées en avant, et supportent une section d'entablement, et un segment d'un fronton triangulaire. Les deux autres colonnes supportent un entablement et un fronton complets, visibles en arrière-plan. Au fronton, figure une gloire. Le couronnement est constitué par deux paires de pots-à-feu, qui sont en bois et recouverts de bronze. Les statues mentionnées dans le contrat ont disparu. De part et d'autre du corps central, les deux ailes latérales servent de décor aux deux portes de la sacristie. Les ailes ne comportent chacune qu'un unique pilastre ionique, près des angles du chevet. Ils prennent appui sur de hauts stylobates, et supportent également un entablement complet avec frise de denticules, ainsi que des balustrades à jour. Les métopes affichent des arrangements végétaux et des guirlandes, ce qui traduit l'influence baroque. Des bas-relief avec les armoiries des de Vic sont placées au-dessus des deux portes. Comme déjà signalé, l'exécution dura de début mars à fin juillet 1614. Le renforcement de la voûte du caveau seigneurial fut nécessaire.
Quant au tableau de retable, peint l'année suivante par Louis Finson, il mesure 170 cm de largeur pour 250 de hauteur, et illustre la Charité de saint Martin, c'est-à-dire, l'épisode bien connu du partage du manteau avec un mendiant. Ici, le saint n'est pas représenté sur un cheval et le mendiant est agenouillé par terre. L'œuvre est signée en bas : « Ludovicus Finsonius Belga Brugensis pt an 1615 ». Geneviève Mazel ne retient pas l'hypothèse du chanoine Pihan pour qui le tableau fut payé par Mgr de Vic, le fils du seigneur Méry de Vic, sans doute parce que son sacre d'archevêque n'eut lieu que dix ans plus tard,.

### Monuments funéraires de 1611

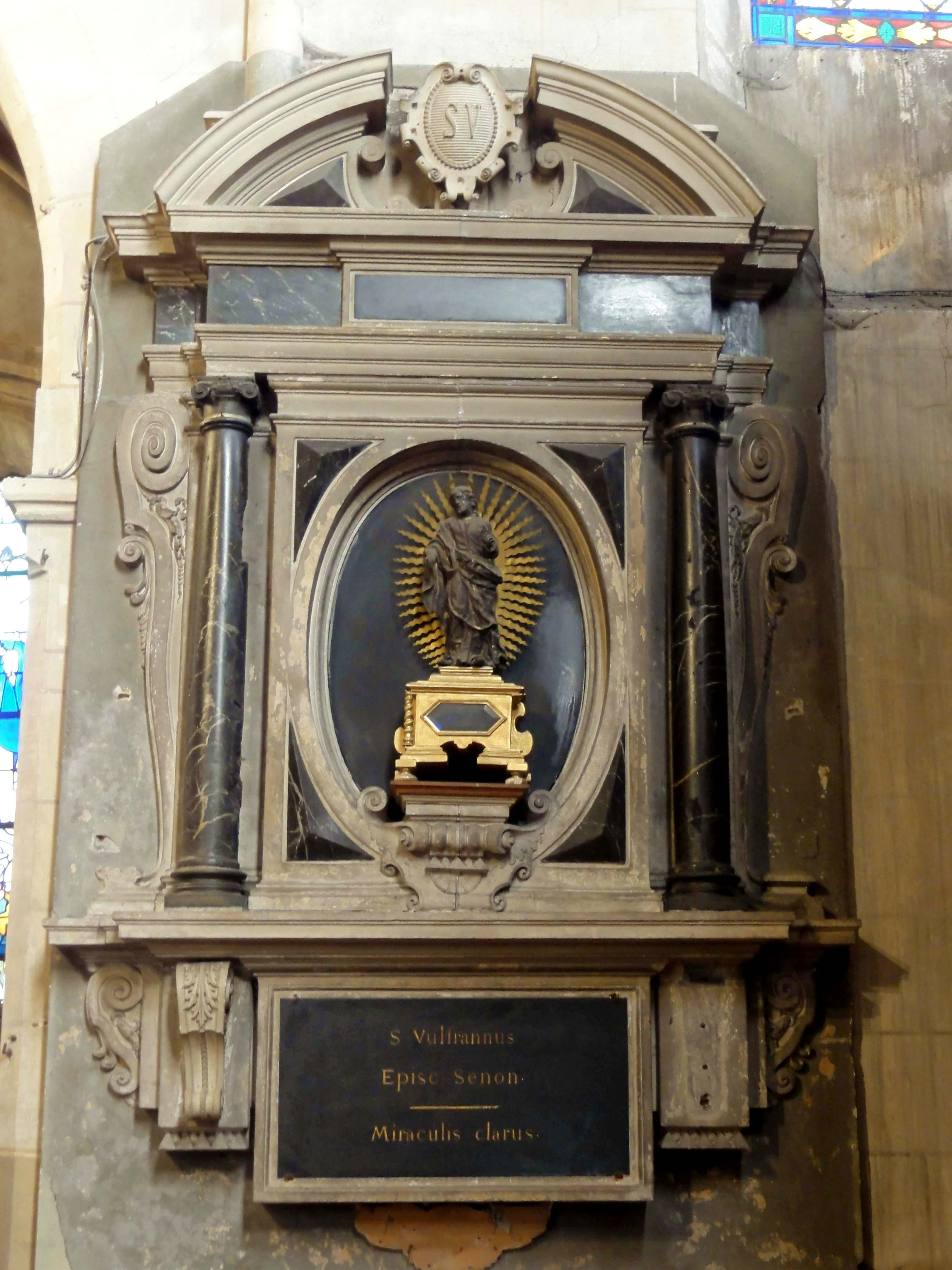
Monument pour Dominique de Vic († 1610), transformé en retable de saint Wulfran.

Au nord et au sud du chevet, ce qui apparaît comme deux retables latéraux sont en réalité les monuments funéraires de Dominique de Vic, mort le 14 août 1610, et de son épouse Marie Bourdineau, morte aussi en 1610. Ils sont strictement identiques, et affichent déjà le même style que le retable du maître-autel. 
Méry de Vic commanda les monuments au sculpteur Barthélemy Prieur par un contrat signé le 13 février 1611. Le prix est fixé à 1 200 livres, dont 248 livres versées comme acompte. Malheureusement, l'artiste mourut peu de temps après, avant d'avoir terminé son travail. Il fut achevé par son gendre, Guillaume Dupré.
Les deux monuments sont suspendus et prennent appui sur des consoles encadrant une plaque de marbre. Au milieu figure un médaillon, flanqué de deux colonnes ioniques qui supportent un entablement aniconique et un fronton brisé en arc de cercle. Les médaillons comportait initialement des bustes en demi-relief des deux défunts. Ils ont été bûchés à la Révolution, tout comme les armoiries aux frontons, les deux angelots assis au pied des colonnes, et les épitaphes. À une période non déterminée du XIXe siècle, l'on a remplacé les bustes par des statuettes en bronze, de style Louis XIII, qui représentent saint Wulfram de Sens et saint Vincent de Paul, et sont posées sur des châsses à reliques. Le chanoine Pihan a également relevé de courtes inscriptions évoquant le souvenir des deux Dominique de Vic, le seigneur et son neveu, l'archevêque de Corinthe, mais elles ont été supprimées (sans doute parce qu'aucun des deux monuments ne lui fut dédié, bien qu'il eût sa sépulture au caveau seigneurial).

### Le mobilier néo-gothique
Le mobilier néo-gothique offert par le prince Constant Radziwiłł et son épouse la princesse Louise, et financé grâce aux recettes de la Société des bains de mer de Monaco, se compose des éléments suivants : 
- le tambour de porte et la tribune d'orgue ; 
- le buffet d'orgue, l'orgue lui-même ;
- la chaire à prêcher, sous la seconde grande arcade du nord, orné par des bas-relief représentant les Évangélistes, Jésus docteur, saint Pierre et saint Paul ; 
- les deux confessionnaux, dans la troisième travée de chacun des deux bas-côtés ;
-  le banc seigneurial aux armoiries des Radziwiłł, et avec une jouée richement sculptée avec les statuettes de saint Martin, saint Louis et saint Constantin empereur, dans la quatrième travée du bas-côté nord ;
- le banc d'œuvre, surmonté d'un bas-relief représentant la Descente de croix, en face au sud ;
- le banc de communion en marbre blanc, aujourd'hui supprimé ;
- les stalles du chœur ; le fauteuil de célébrant ; 
- et les vitraux. Sur le premier vitrail du sud, sainte Edwige prend les traits de Louise Radziwiłł, et porte le collier de perles qu'elle affectionna tant. La plupart des vitraux se sont avérés être de mauvaise qualité, et le décor peint est déjà à moitié effacé. 
— Pour son lien avec la famille Radziwiłł, on peut ajouter à cette énumération une œuvre du XVIe siècle, à savoir le triptyque florentin offerte par la princesse Louis Radziwiłł en 1887, visible au nord du chœur. Il représente au centre la Vierge à l'Enfant ; à gauche, saint Augustin accompagné d'un diacre ; et à droite, saint Jean accompagné d'un évêque. Les petits médaillons aux tympans représentent le Christ bénissant, au centre ; l'archange Gabriel, à gauche ; et la Vierge de l'Annonciation, à droite. Sur la prédelle, figurent des scènes de la vie de sainte Catherine et les armes des Medicis,.

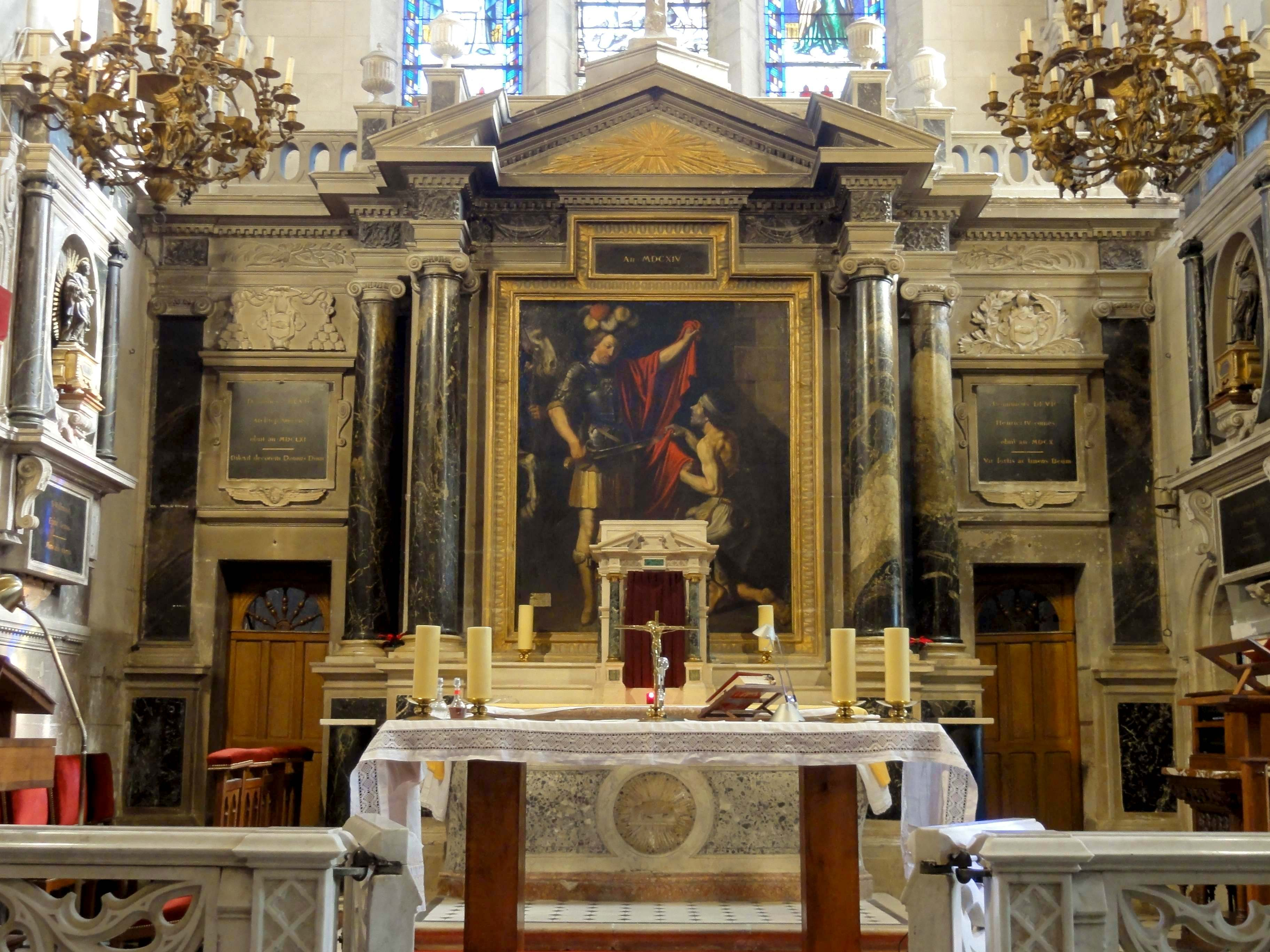
Retable du maître-autel de 1614.
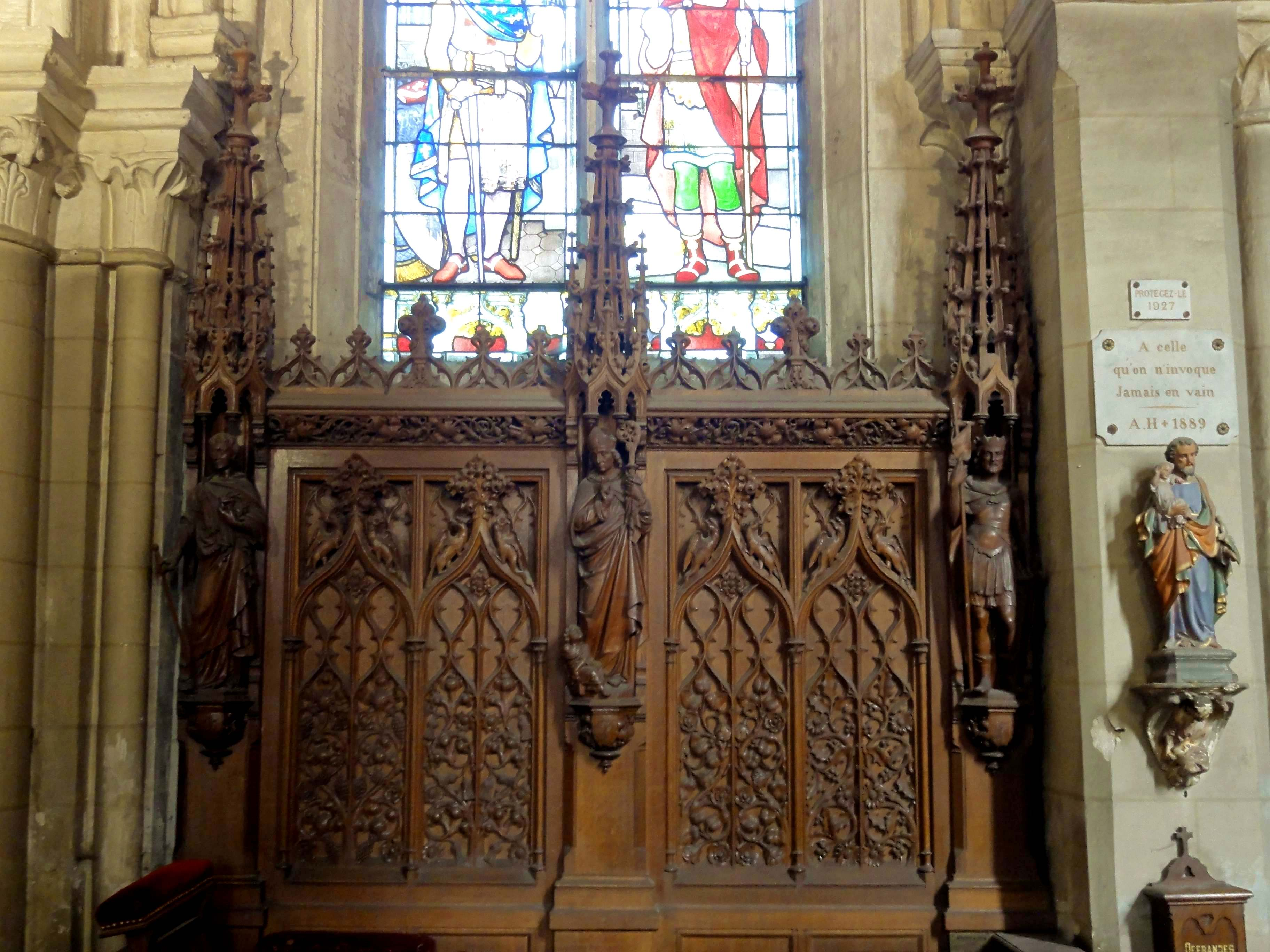
Jouée du banc seigneurial de 1886.
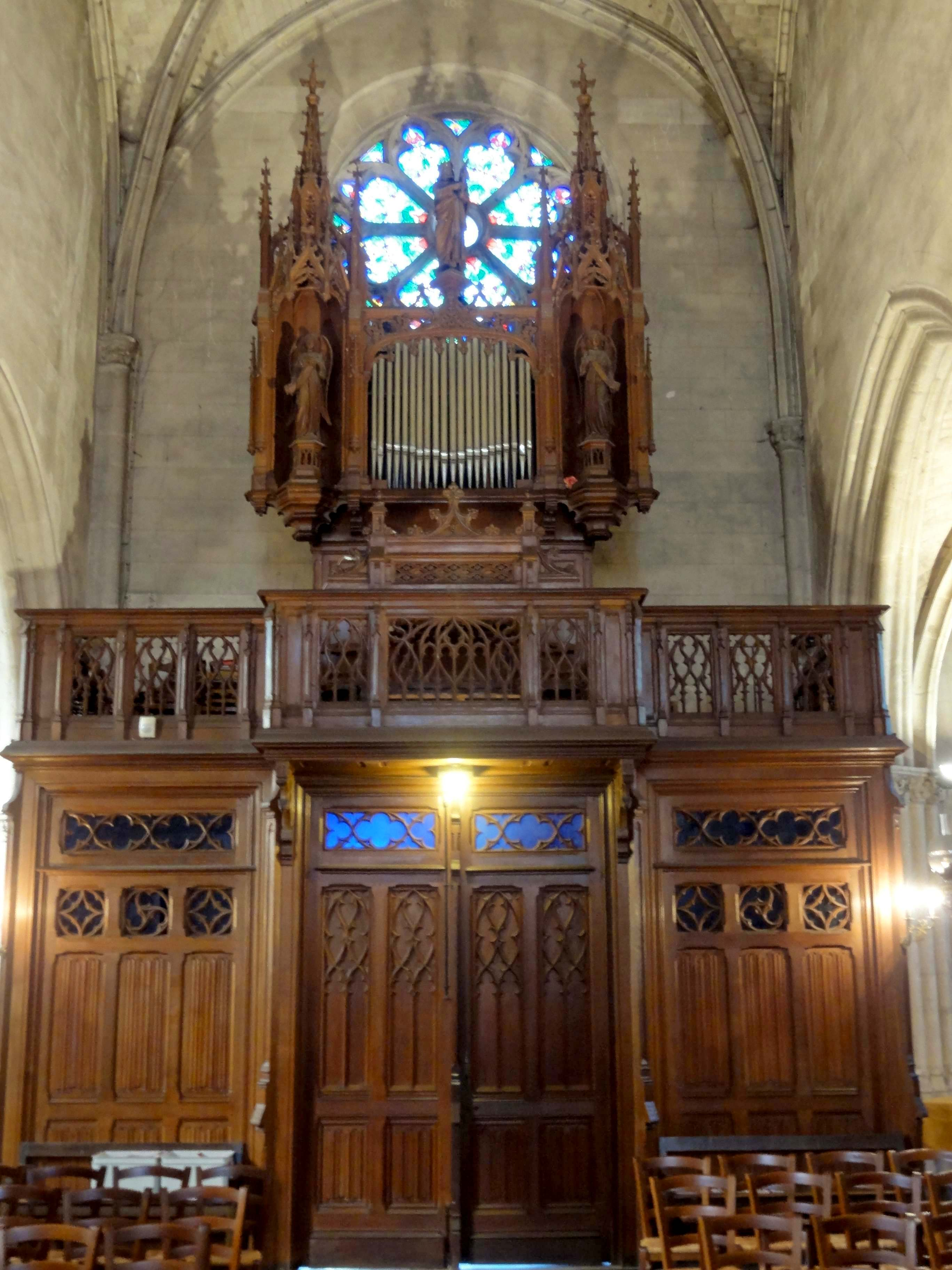
Orgue de tribune et tambour de porte, 1886.
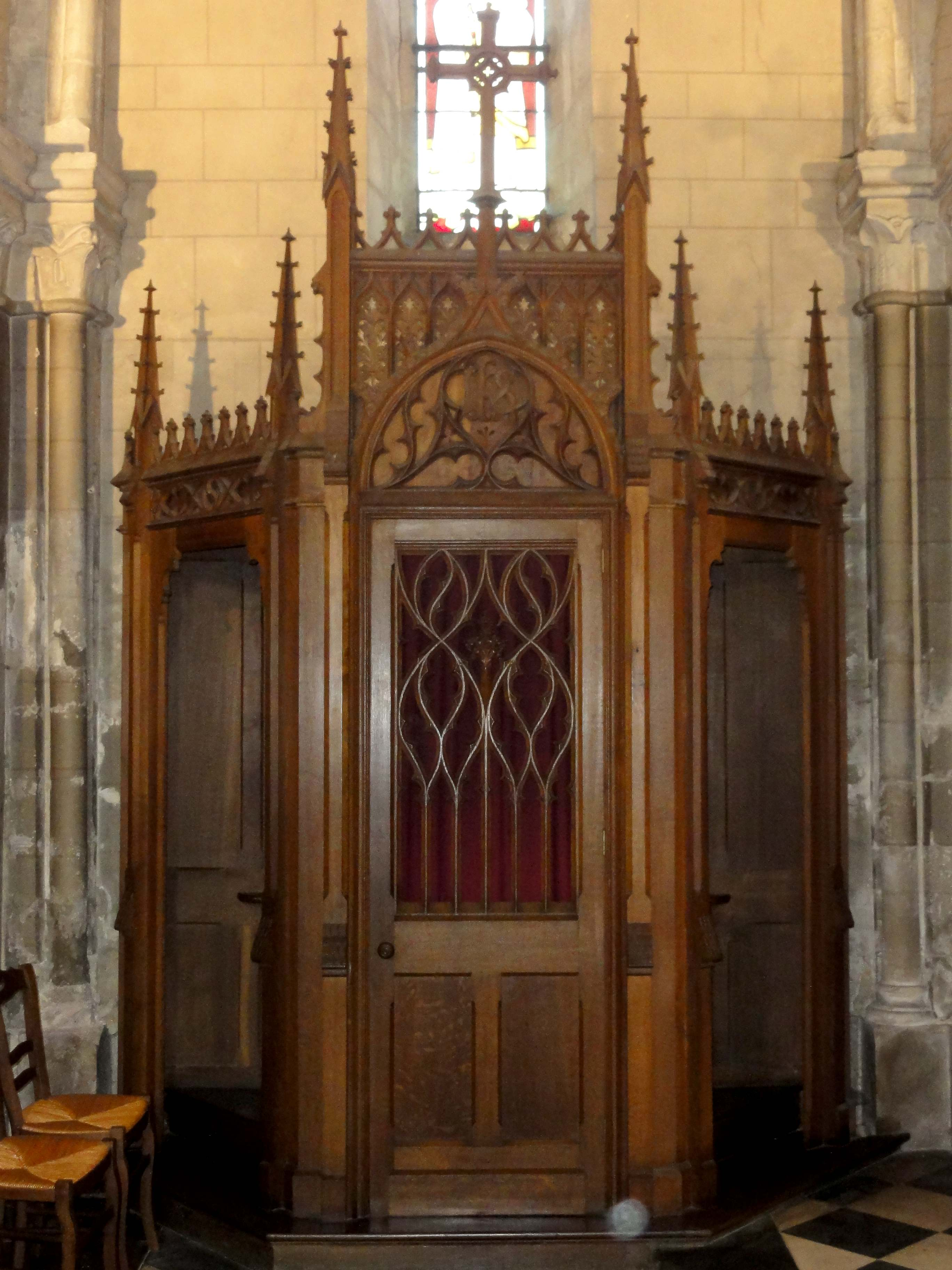
L'un des deux confessionnaux, 1886.
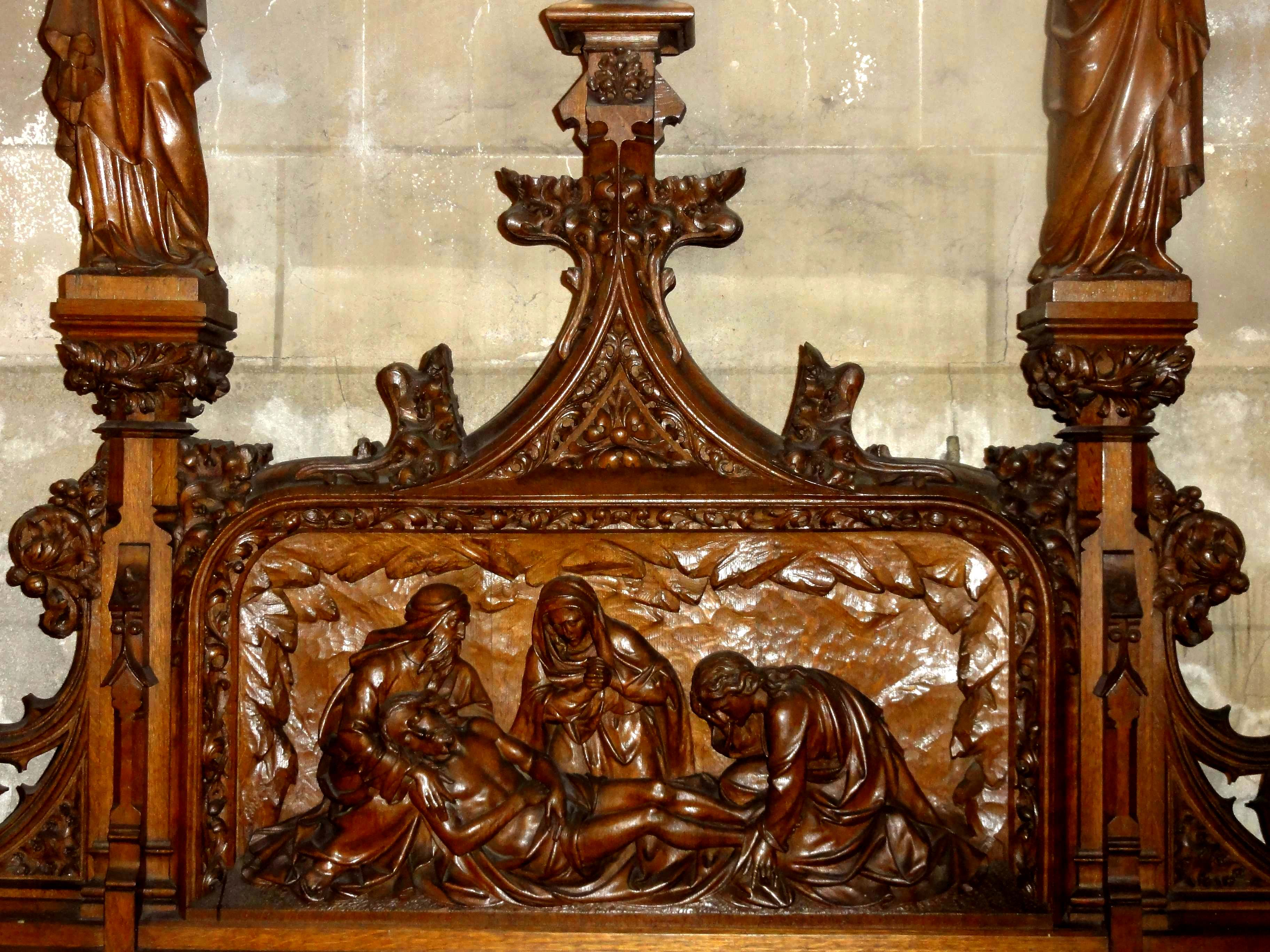
Bas-relief du banc d'œuvre de 1886.
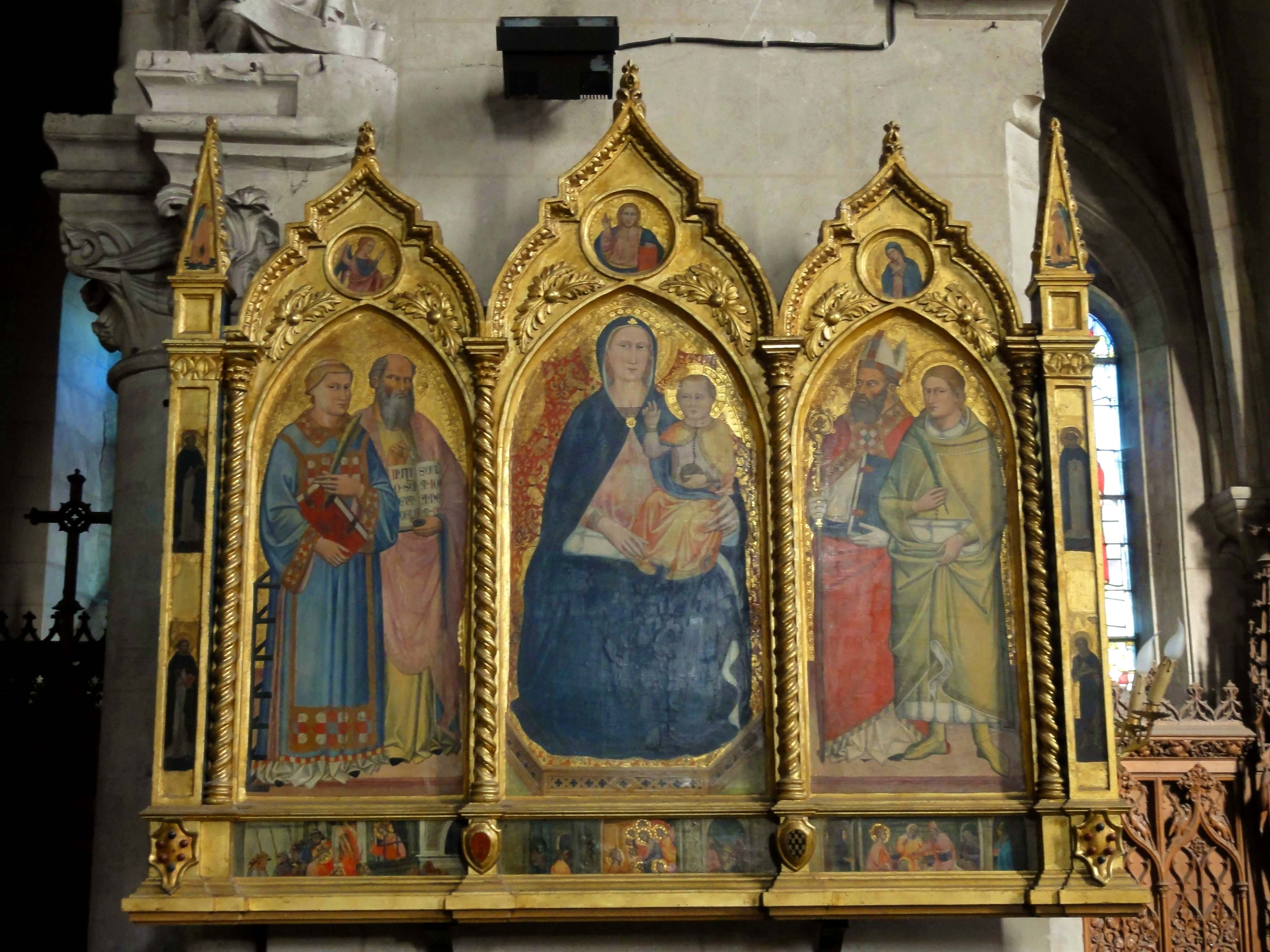
Triptyque florentin du XVIe siècle.